# Magie et symbolique du clou

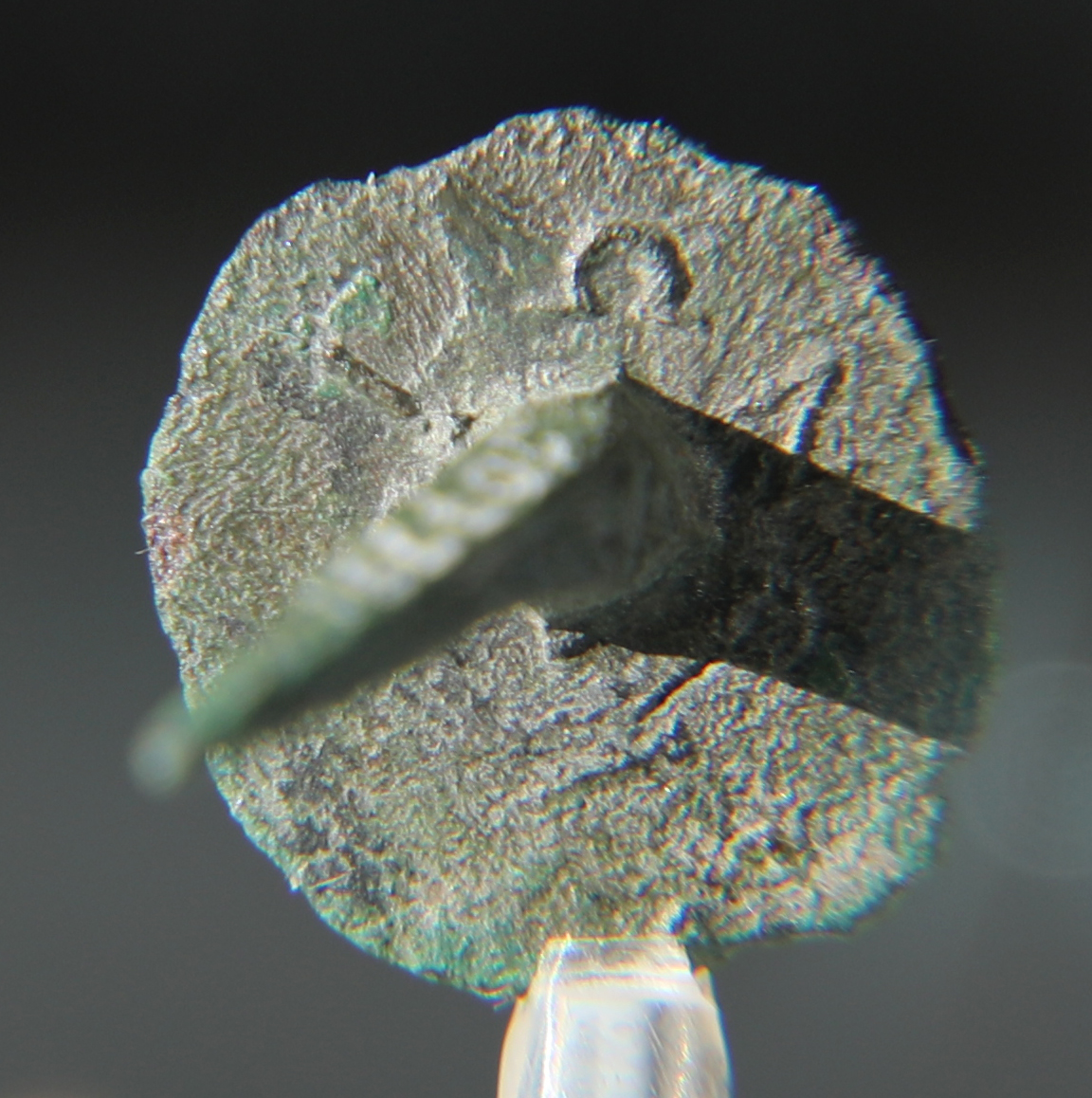
Clou romain avec inscription magique sous la tête

La magie et symbolique du clou représentent un riche ensemble de traditions issues du monde entier sur un objet ancien, usuel et banal, mais chargé d'un imaginaire puissant, notamment en raison de sa forme pointue et de sa capacité à passer d'un état libre à une fixation presque définitive. Depuis l'Antiquité le clou est très utilisé dans les rituels magiques pour « fixer » les sorts, mais aussi protéger des malédictions. Ce fut en particulier le cas au cours de l'Antiquité romaine, avec de nombreux exemples archéologiques retrouvés de malédictions magiques utilisant le clou. Dès lors, le clou occupe une place importante dans le folklore européen et mondial jusqu'au début du XXIe siècle avec, par exemple, la survivance des arbres à clous, notamment en Belgique. Certains clous particuliers, comme les clous de cercueils et, plus encore, les clous de la Crucifixion chrétienne entretiennent une proximité avec la mort et les influences occultes.

## Origine du clou
Le clou accompagne l'humanité depuis longtemps, peut-être le paléolithique avec de possibles clous en os. Il est présent au moins depuis le IIIe millénaire av. J.-C. avec des objets en cuivre et en bronze, retrouvés dans le Moyen-Orient ou le monde grec. Heinrich Schliemann en retrouve sur le site de Troie, et en Grèce. La métallurgie du fer, matière plus résistante que le bronze, va stimuler la production de clous, qui deviennent dès lors un élément essentiel des charpentiers et de leurs constructions en bois. Les Romains utilisent de très grands clous de fer, parfois de près d'un mètre, dont le passage est probablement préparé par un trou de mèche,.
Depuis leur création, le clou de fer est d'abord forgé au marteau et présente le plus souvent une section carrée, avant que sa fabrication et sa forme ne changent au XVIIIe siècle vers une section désormais habituellement ronde.

## Le Clou dans l'antiquité

### Clou de fondation en Mésopotamie
Les fouilles des édifices de la Mésopotamie antique ont permis de retrouver de nombreux « clous de fondation », de forme pointue, le plus souvent en terre cuite, parfois métalliques. Certains clous de fondation en cuivre représentent une figurine anthropomorphe ou animale,. Ils étaient placés dans la partie basse des édifices, sous le dallage ou vers le pied des murs. Ils étaient parfois logés dans une petite niche ménagée au milieu du mur par la suppression d'une brique. Ces clous comptent parmi les plus anciens documents historiques connus. Le texte gravé sur ces cônes est commémoratif et religieux.
À Mari par exemple, quatre dépôts de fondation sont retrouvés aux angles du temple de Ninhursag, identifié grâce aux plaques de bronze inscrites. Celles-ci étaient régulièrement percées du clou rituel, qui les liait symboliquement à la brique crue sur laquelle elles étaient immédiatement placées. Ces types de clous peuvent être en bronze, comme dans le temple de Magan à Mari. Toujours à Mari, d'autres clous de fondation en cuivre  se présentent sous une forme allongée simple, sans représentation figurée, ou avec une tête en forme d'anneau semi-circulaire plat (« anneau à tige »). Dans le dépôt, ils sont disposés d'une manière particulière : le clou simple est enfoncé de façon perpendiculaire dans l'anneau du clou de second type,.
Ces objets évoquent un rite de magie sympathique pour protéger le bâtiment qui va être construit, en le reliant au sol,.

Clous de fondation en Mésopotamie
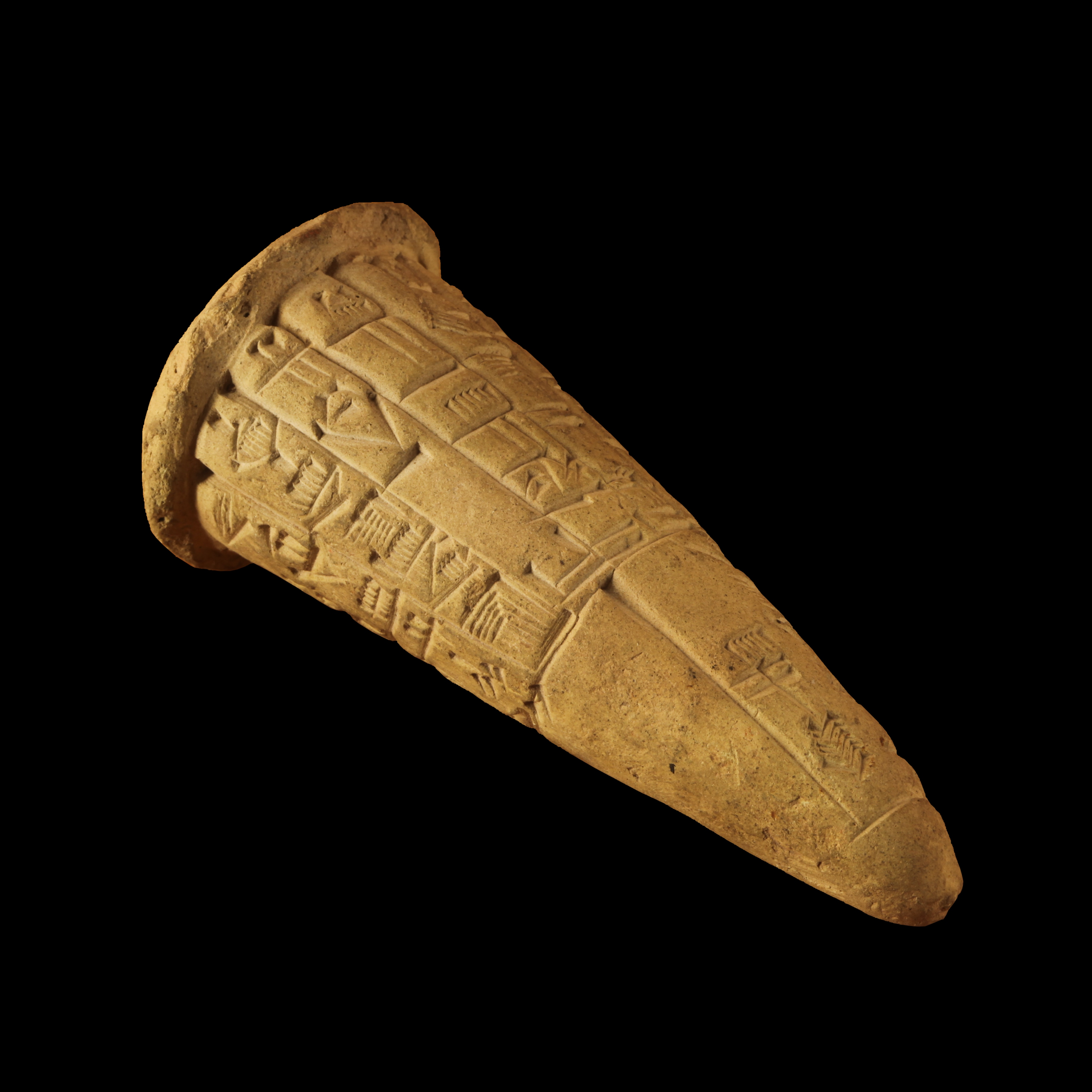
Clou de fondation inscrit dédié par Gudea au dieu Ningirsu pour la construction de son temple, l'E-ninnu
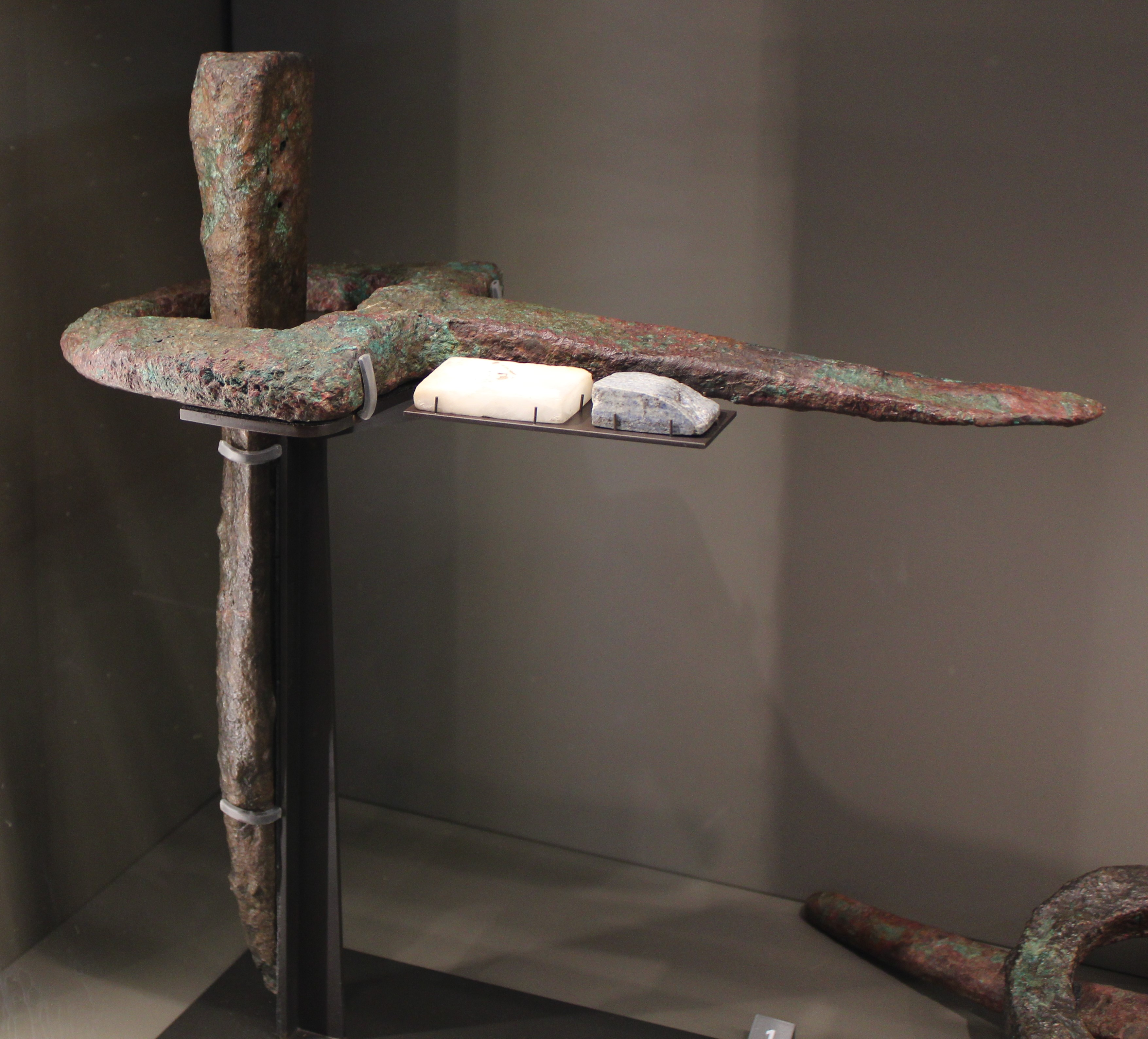
Clou de fondation en cuivre, temple d'Ishtar, musée du Louvre
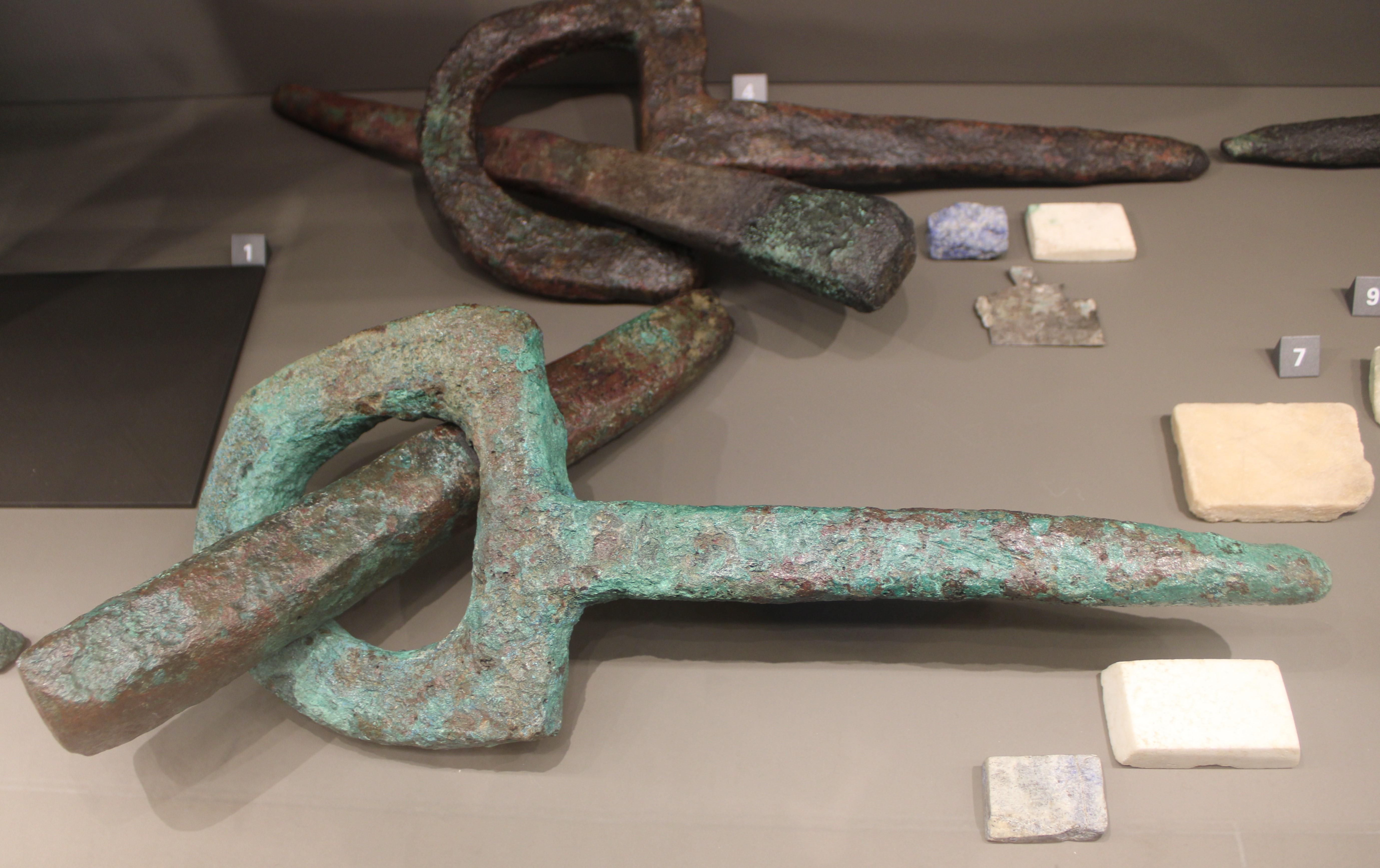
Clou de fondation en cuivre, temple d'Ishtar, musée du Louvre
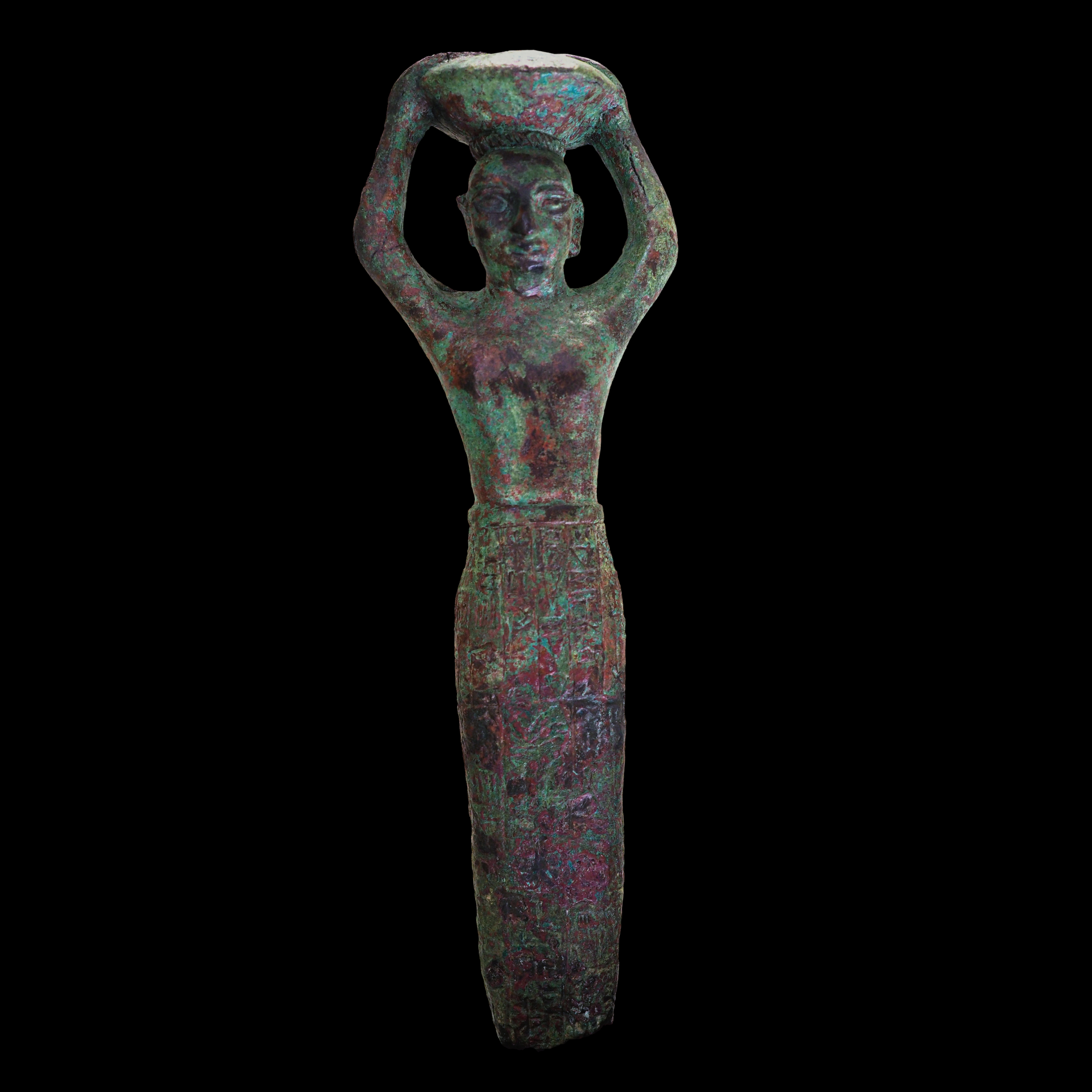
Figurine-clou de fondation d'Amar-Sin,roi d'Ur représentant le roi portant la corbeille du constructeur
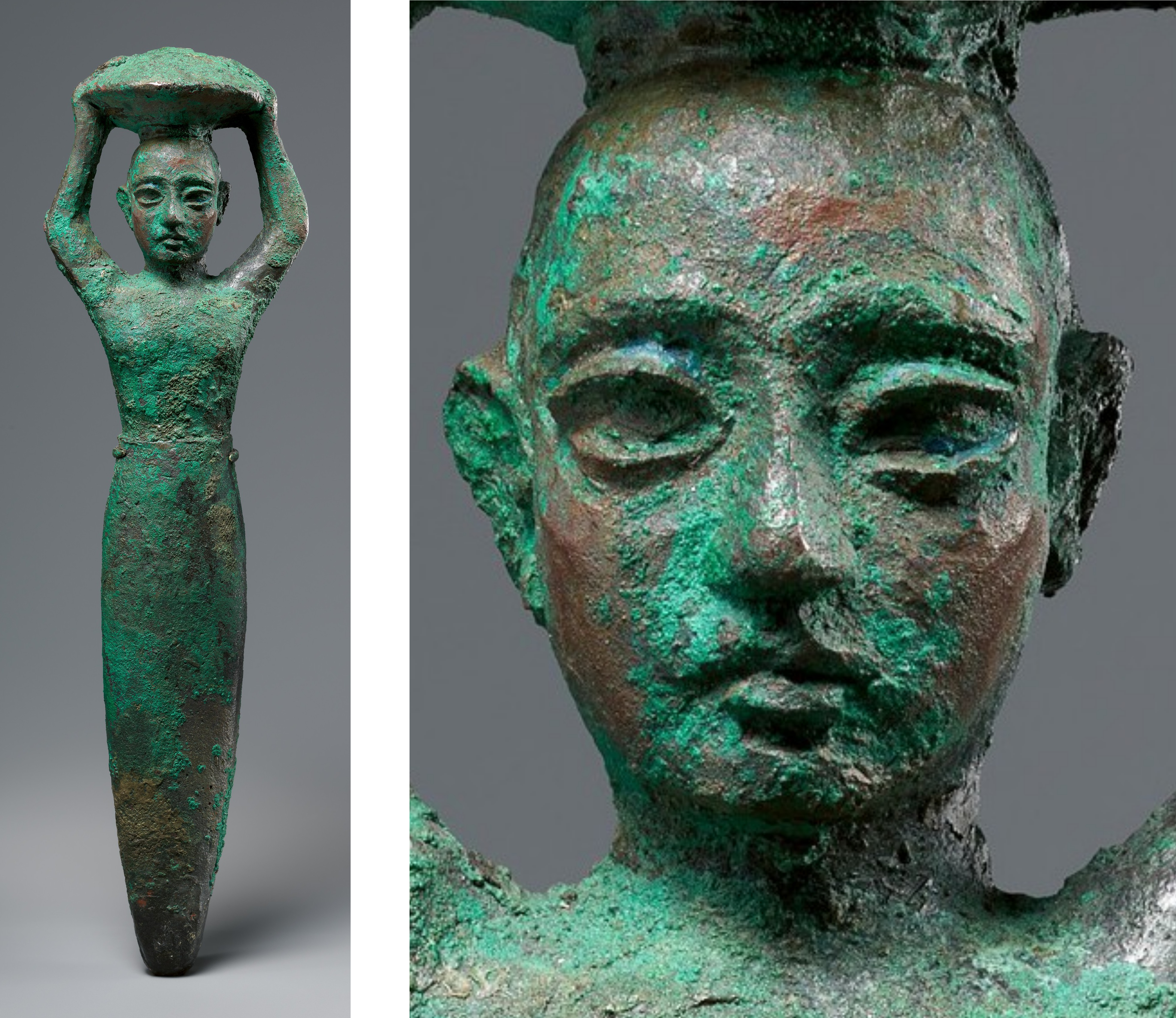
clou de fondation sous les traits du roi Shulgi, Metropolitan Museum of Art
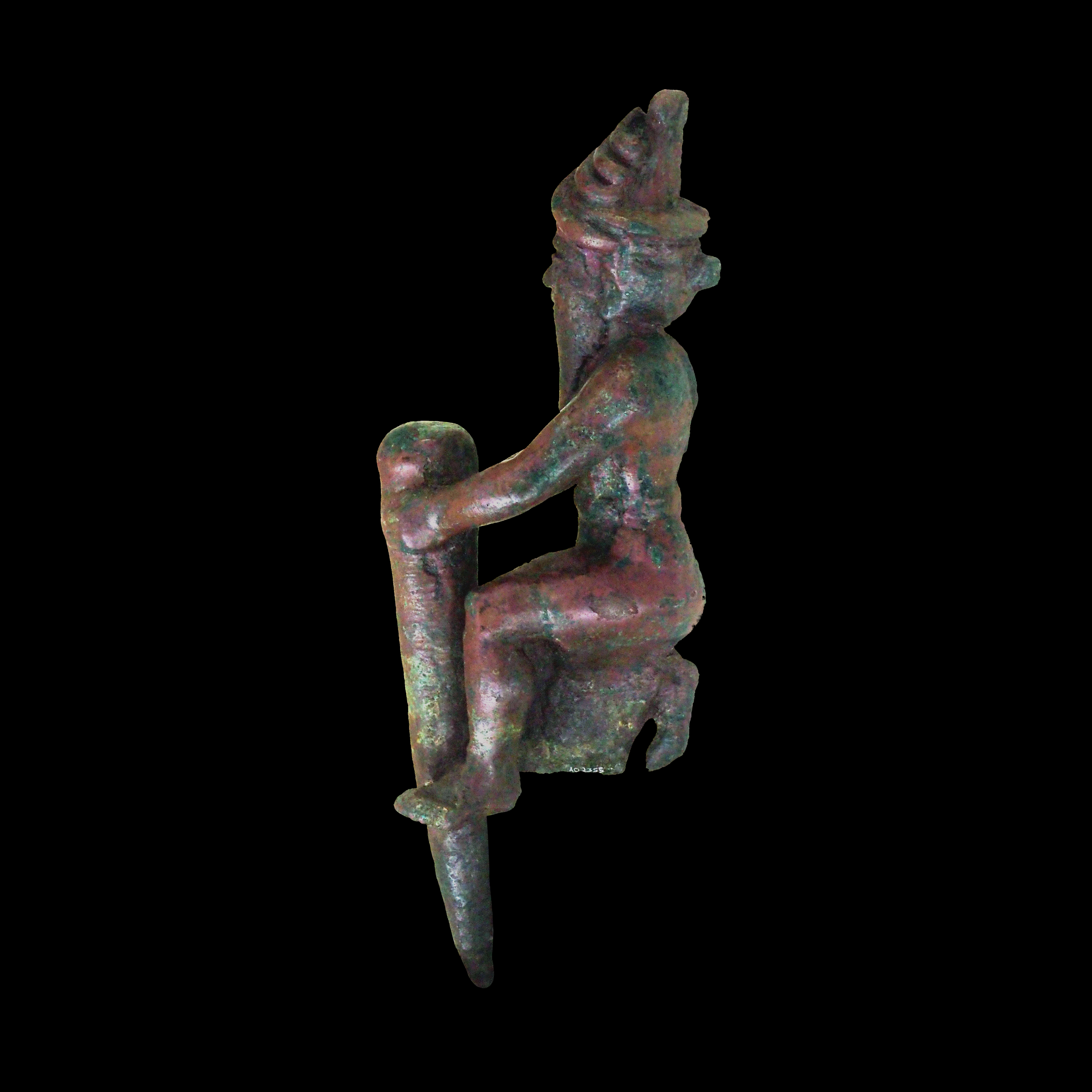
Figurine de fondation d'Ur-Bau. Dieu enfonçant un clou, musée du Louvre
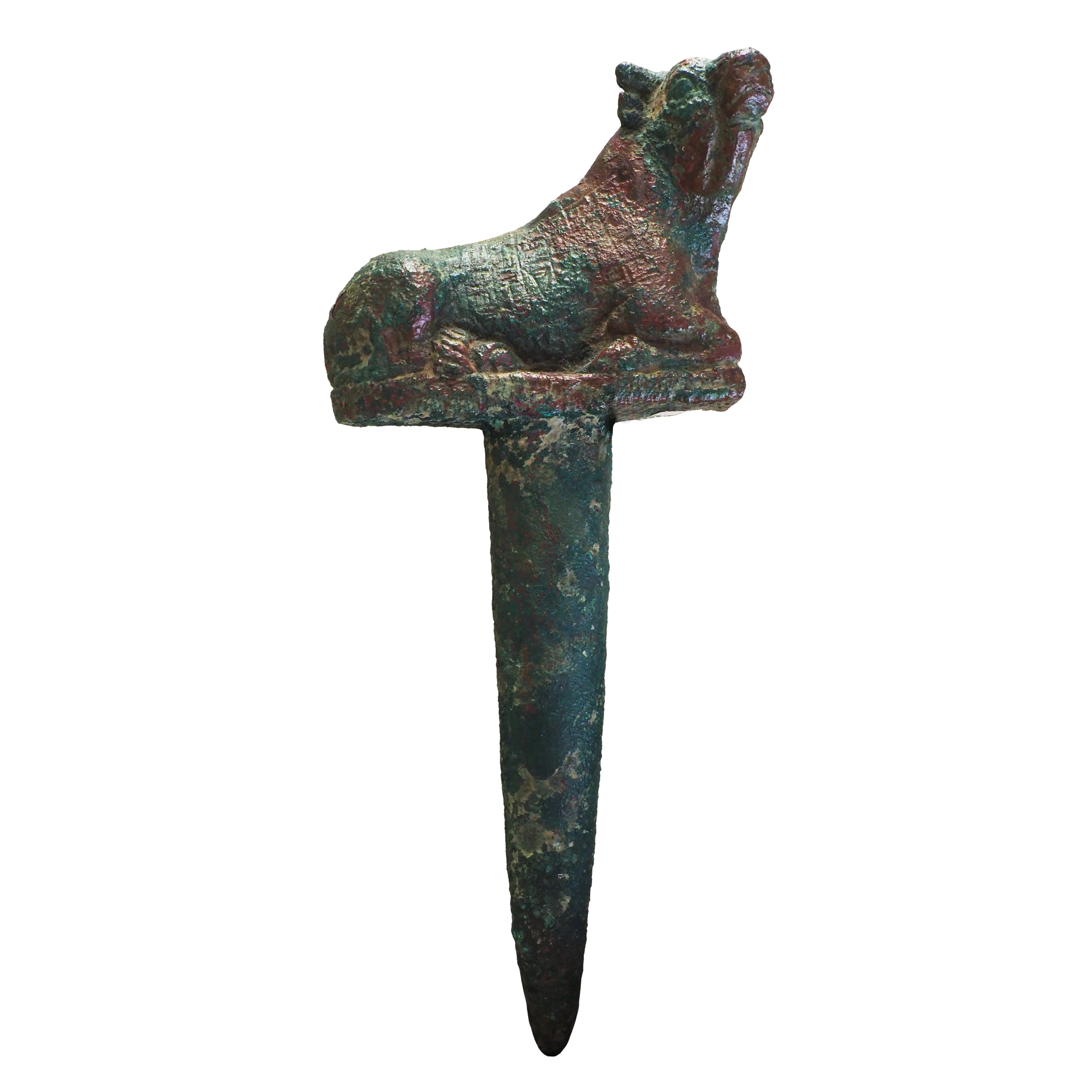
Taureau surmontant un clou de fondation, musée du Louvre

### Dans l'Ancien Testament
Plusieurs termes sont traduits par « clou » dans l'Ancien Testament : 
- Vav : qui désigne soit des clous, soit des crochets, crampons ou pitons en or ou en argent[13].
- Masmèr ou Macmer : clou de fer ou d'or, employé aussi dans la fabrication des idoles[13],[14].
- yatked : clou solidement planté dans un mur, image du bon serviteur inébranlable, le mauvais serviteur étant comme le clou arraché avec tout ce qu'il soutenait[13].

### Antiquité grecque
Planter un clou était un acte auquel une croyance générale dans l'antiquité attachait une idée de préservation, en même temps qu'on y voyait le symbole de ce qui était désormais nécessaire et irrévocablement fixé. Ainsi, sur un miroir étrusque, on voit la Parque, Atropos tenir d'une main un marteau et de l'autre le clou qui va marquer l'heure inévitable où Méléagre doit mourir. Dans plusieurs représentations antiques, et pour exprimer de même un évènement accompli et désormais immuable, la Victoire est figurée debout en train de planter un clou. Au sommet des trophées grecs était planté un clou qui fixait les influences néfastes déchaînées sur le champ de bataille.

### Monde Gaulois
Sur la statue d'un dieu gaulois barbu trouvé à Viège, un énorme clou est appliqué sur la poitrine, de la gorge à la taille. On y a vu le symbole de la foudre,.

### Antiquité romaine
Le clou est très présent dans l'imaginaire du monde romain, dans des rites officiels, dans la tradition populaire par des recettes thérapeutiques ou la préservation des morts, mais aussi lors des rites secrets de malédictions.

#### Clavus annalis romain
La lex de clavo pangendo est une loi romaine archaïque affichée dans le temple de Jupiter capitolin sur le mur séparant la cella de Jupiter de celle de Minerve. Elle prescrivait au praetor maximus de planter chaque année un clou aux ides de septembre,.
Il s'agissait probablement d'un vieux rite d'origine étrusque,, repris par Marcus Horatius Pulvillus, un des premiers consuls romains à la naissance de la République romaine au VIe siècle av. J.-C., ainsi que le rapporte Tite-Live.
Le rite tombe ensuite en désuétude, peut-être parce qu'il s'agit d'un rite trop associé à un apport étrusque étranger à Rome. En effet, toujours d'après Tite-Live, la clavifixion (plantage du clou rituel) annuelle était un rite d'origine étrusque, qu'on retrouve à Velzna dans le temple de la déesse Nortia,.
Mais la tradition de planter un clou par un dictateur spécialement nommé (appelé « dictator clavi figendi causa ») est parfois réactivée à l'occasion d'une catastrophe, en un acte apotropaïque. Tite-Live rapporte le cas lors d'une épidémie de peste en -363,, et à l'occasion d'une affaire d'empoisonnement supposée en -331,. Quand le clou magique est arraché, la maladie est libérée et reprend ses ravages. La grande peste antonine passait pour avoir été imprudemment délogée par des soldats romains de la prison où elle avait été enfermée par l'art des mages chaldéens dans la cité de Séleucie.
André Magdelain fait remarquer que « [les] clous babyloniens de fondation paraissent très proches du clou que le consul Horatius enfonça le 13 Septembre, pour la première fois, le jour de la dédicace du temple capitolin. À Rome, le rite est renouvelé chaque année. Comme dans le monde babylonien, sa fonction est prophylactique. »
En 2 av. J.-C. Auguste restaure le rite du clou avec la lex templi, en le transférant du temple de Jupiter Capitolin au temple de Mars vengeur. C'est désormais l'empereur qui officie ; il n'est plus annuel, mais consécutif à la cérémonie purificatrice du lustre, bien plus rare,.
Dans le langage populaire et en littérature, la clavifixion est souvent un symbole de la fortune, mais elle tend à perdre son rôle magique au profit de l'idée plus banale de fixité.

#### Défixion et clous magiques

Clous magiques romains et défixion
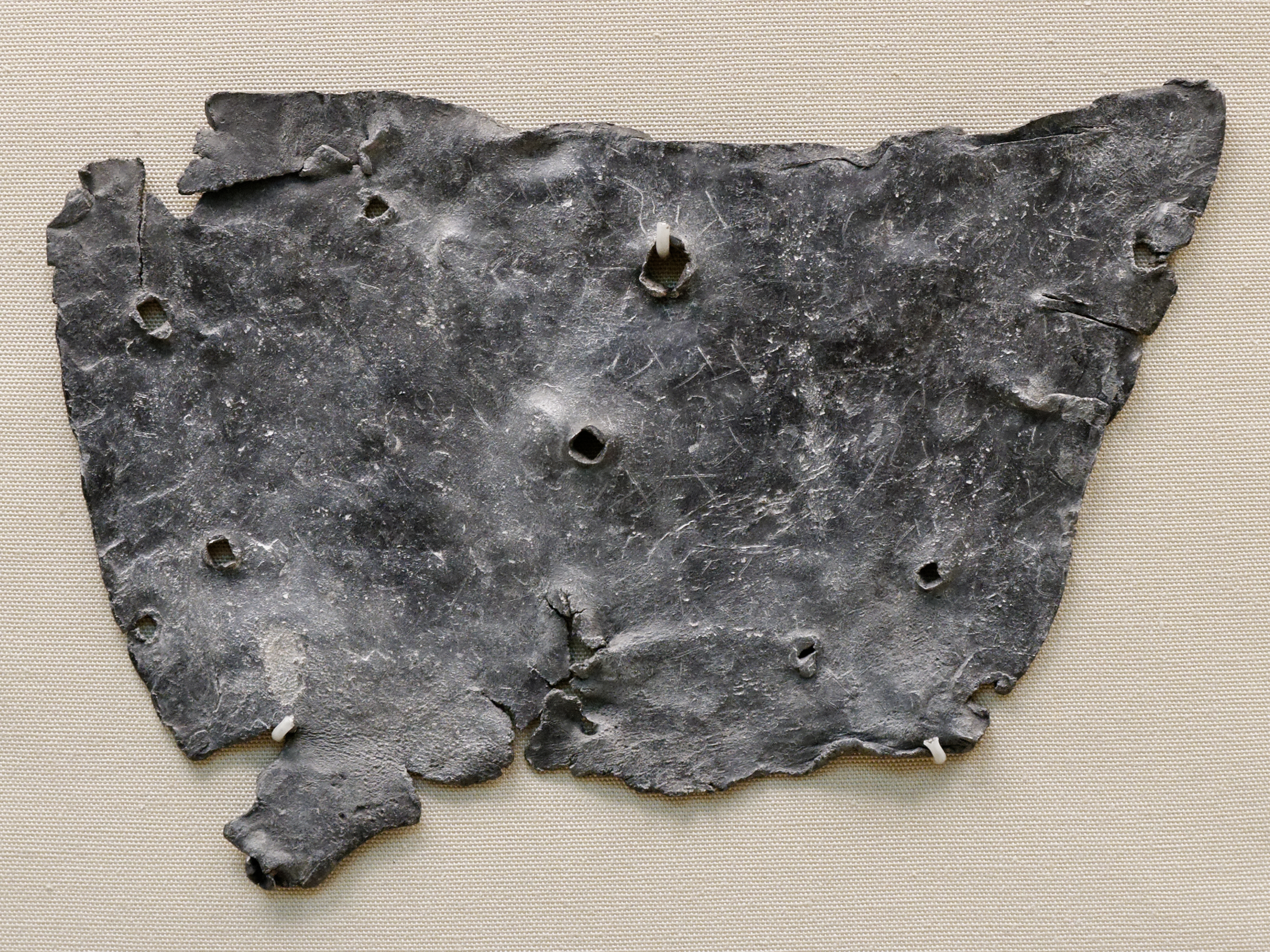
tablette de défixion percée de plusieurs trous
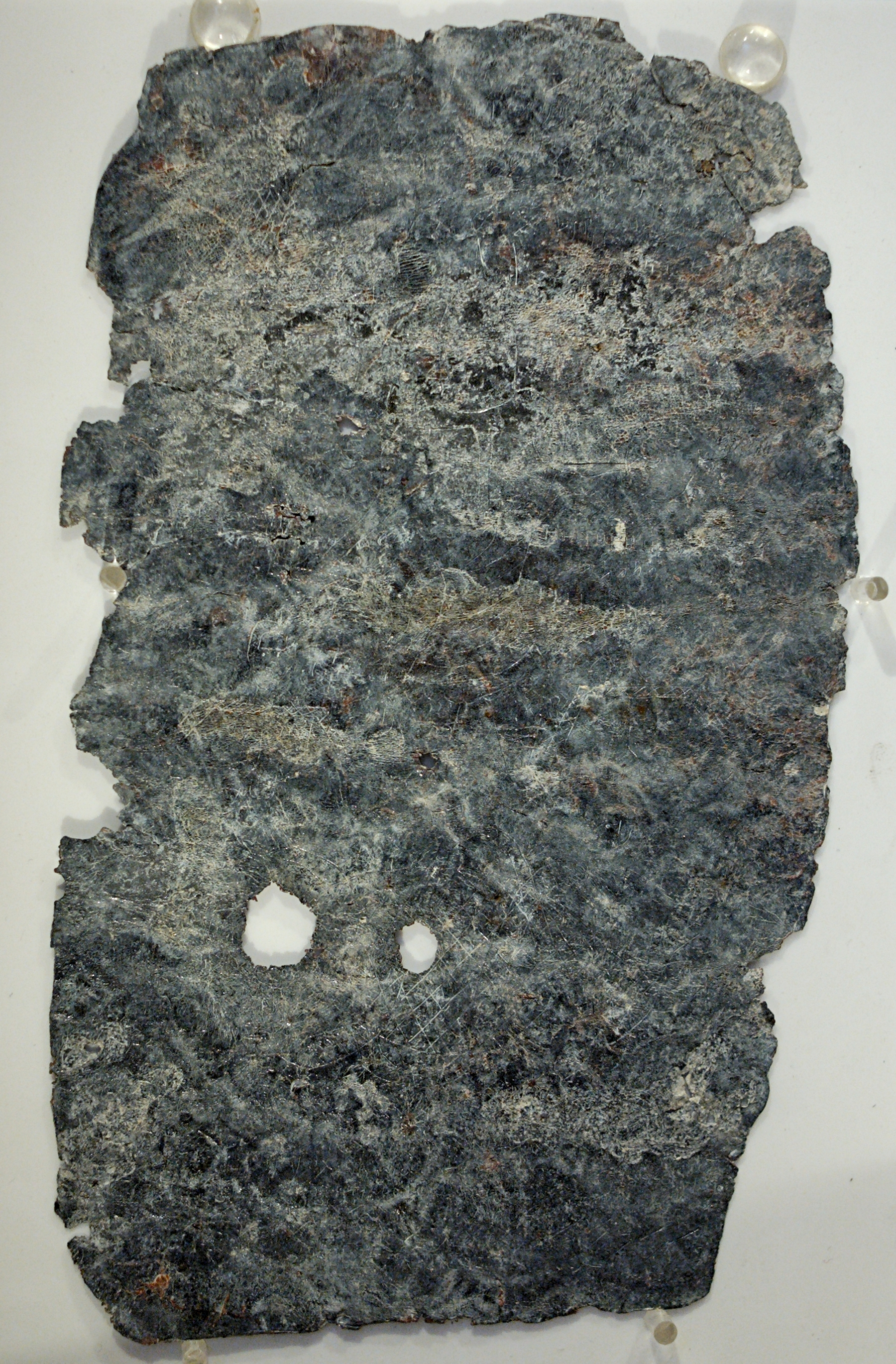
tablette de défixion percée
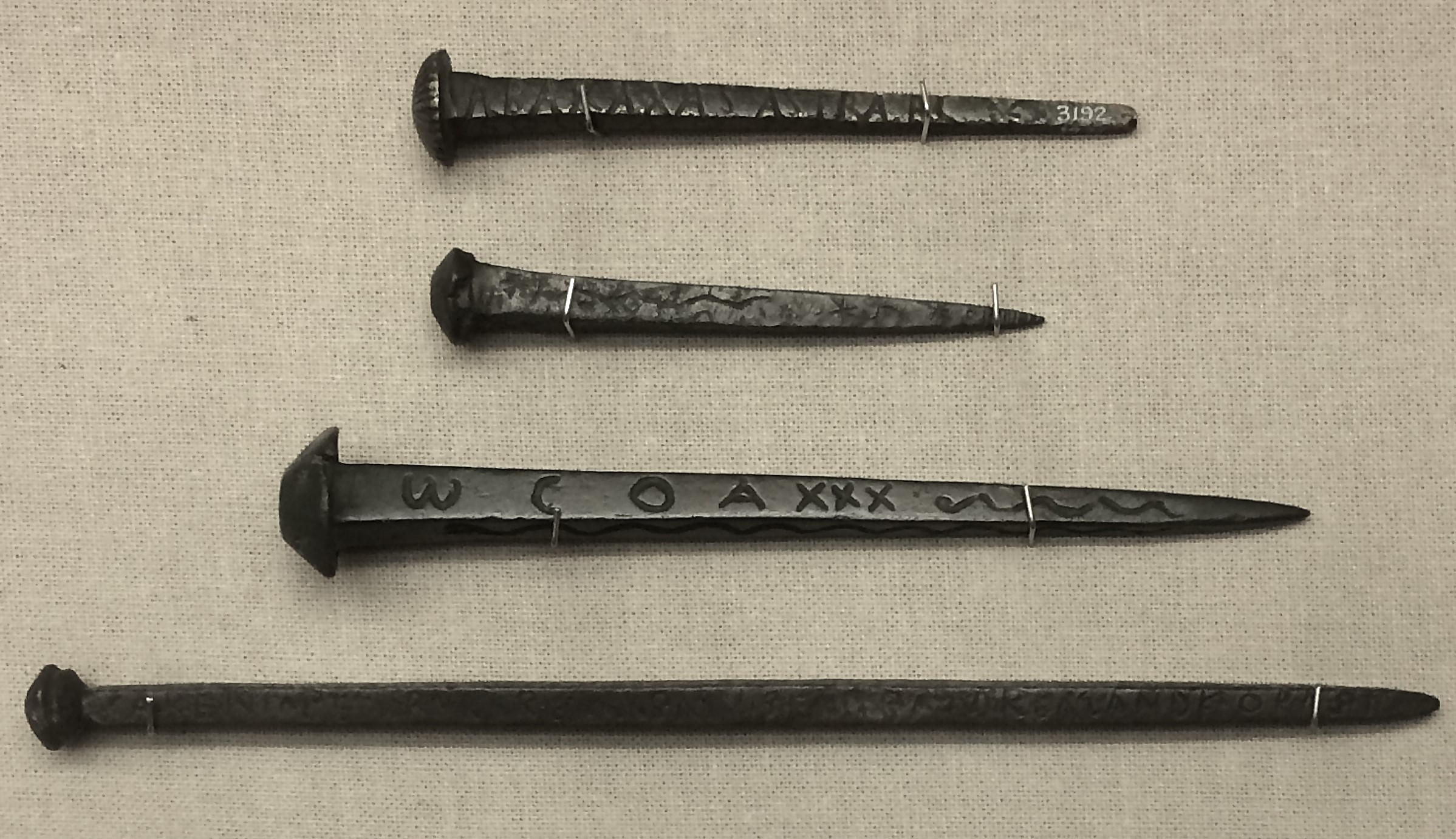
clous romains gravés de symboles magiques
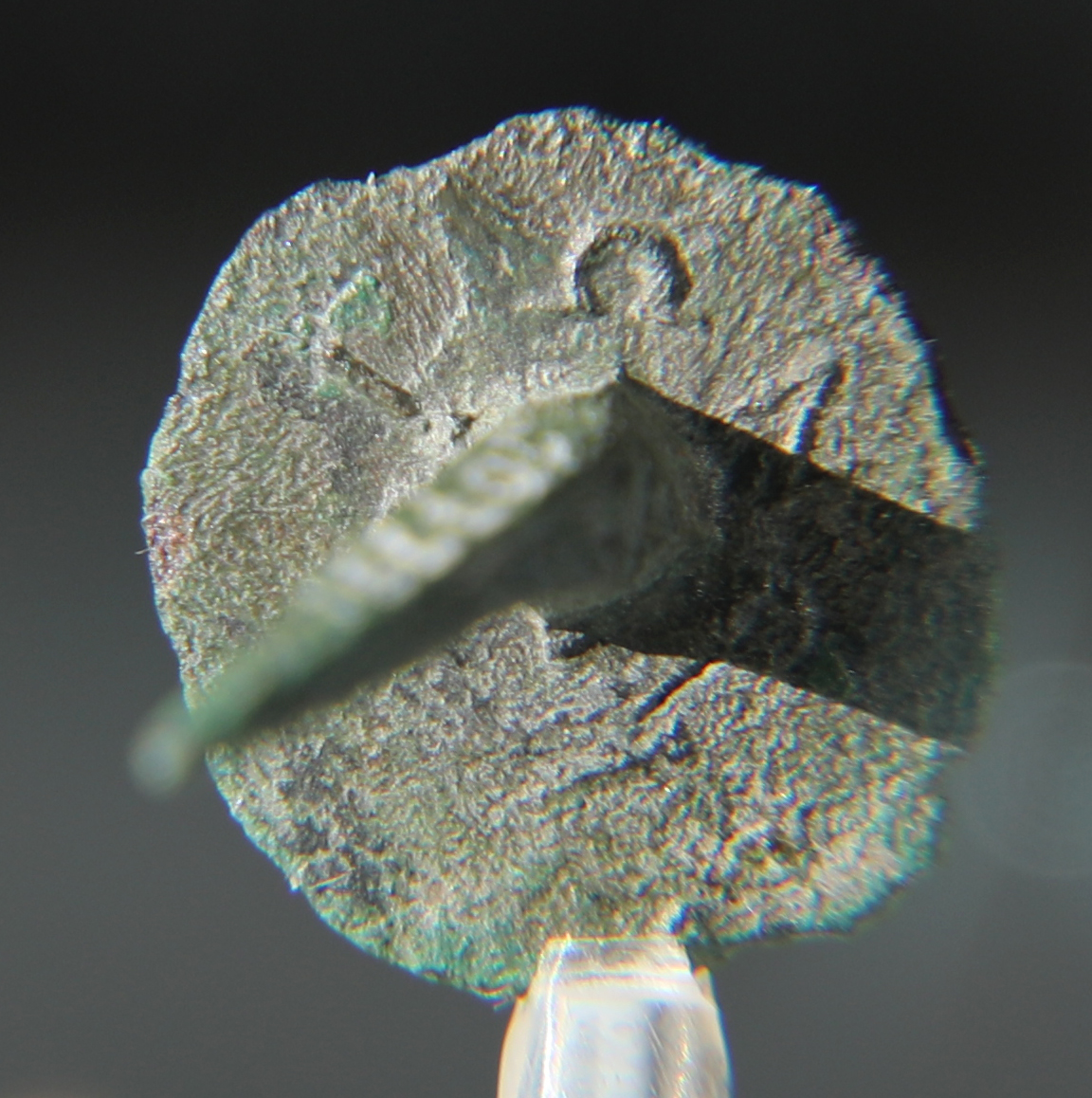
clou romain avec inscription magique sous la tête

Le clou occupe une place centrale dans la pratique magique des tablettes de defixion romaines, aussi appelées tablettes d'exécration. Il s'agit de tablettes magiques en plomb, le plus souvent malveillantes, contenant des formules magiques orientées vers la personne visée. La lame de plomb, une fois recouverte de son inscription et dûment pliée, est fixée contre une paroi ou un objet quelconque au moyen d'un gros clou qui la traverse de part en part,,. La tablette est parfois roulée autour d'un autre élément, cheveux ou bout de tissu, ayant été en contact avec la personne à envoûter, le tout éventuellement scellé par le clou ayant servi à la gravure, qui est planté à travers.

Le principe magique du clou dans la malédiction est ainsi défini : 

« La defixio est l'action qui consiste à transpercer, à fixer en bas. L'envoûteur entend lier, paralyser son adversaire, le préfixe « de » signalant encore ce mouvement vers le bas, c'est-à-dire vers le monde souterrain. Cette volonté de paralyser l'adversaire peut se traduire de plusieurs façons : Tout d'abord par l'utilisation d'un clou. Ce dernier était considéré comme possédant une vertu magique. Il était supposé représenter « l'état d'assujettissement auquel on veut réduire le destinataire » d'où le terme de defigere présent dans nombre de ces tablettes. Le clou dans une defixio assure donc la malédiction et en rend l'accomplissement inéluctable. »

Comme l'écrit John Scheid, « Les rites sont rarement bienveillants ». Et s'il s'agit bien de soumettre une autre personne au pouvoir d’une divinité et du sorcier avec la volonté d’immobiliser complètement son ennemi,. Il est probable que les clous ne transpercent pas que des lames de plomb. « Les techniques de fouille et d’analyse modernes révèlent que les lamelles comportaient des restes de vêtements et de cheveux de la personne visée par l’imprécation. Une autre forme de défixion consistait à utiliser des victimes sacrificielles que le sorcier transperçait d’un clou en même temps qu’il récitait une formule qui demandait que la victime visée soit transpercée comme l’animal en question. »
Sur un clou magique trouvé en 1845 et plusieurs fois cité,,, un texte est gravé en latin traduit par : « Je dis trois fois, je chante trois fois, sous le signe de Dieu, et sous le signe de Salomon, et sous le signe de notre Artémis », reflétant un étonnant syncrétisme de trois religions, chrétienne, juive et romaine, pour renforcer la force de la magie négative.
Les clous magiques présentent souvent des inscriptions magiques et des signes et images, souvent d'animaux,,.
On retrouve très souvent les trois lettres grecques IAW (Iaô), (forme hellénisée du nom du dieu juif Yahweh, parfois accompagné de la formule ΙΑω CABAωθ (Iaô Sabaôth) (signifiant « Seigneur des armées ». C'est une formule que l'on retrouve sur de nombreux objets magiques de l'époque romaine.
On a également mis au jour dans l'Asklepeion de Paros un clou avec l'inscription πυρ, destiné sans doute à tenir le feu en respect.

#### Clous votifs
Plusieurs ensembles de clous ensevelis ont été mis au jour et identifiés comme des offrandes votives. Dans une cachette étrusque de l'époque de Villanova (900-700 av. J.-C.), 14 841 clous en bronze ont été retrouvés. Ils étaient destinés à servir d'offrande à la divinité, pour exprimer un vœu.
De nombreux clous en bronze à tête de champignon ou en écusson ont été retrouvés dans un temple dédié à Mater Matuta, ét d'autres clous analogues près du lac de Nemi, ou encore près de Pérouse. Certains des clous ainsi découverts dans des nécropoles ou des temples, sont ornés de signes magiques. Ces clous semblent dédiés à deux sortes de divinités : d'une part des divinités chthoniques, protectrices du monde souterrain, et d'autre part des divinités dispensatrices de fortune.

#### Clous dans les sépultures romaines
De très nombreux clous ont été retrouvés dans les sépultures romaines. Ils sont parfois simples, d'autres fois ornés de figures bizarres ou d'inscriptions,. On y a vu une façon de protéger les morts,.
À Vercelli, une urne funéraire était entièrement entourée de clous. Dans une sépulture d'enfant du IVe siècle à Sucidava en Dacie, on avait placé un clou de fer magique.
Une communication de 2023 présente une sépulture romaine fouillée Sagalassos où les archéologues ont mis au jour plusieurs dizaines de clous en fer. Une partie d'entre eux avaient la tête écrasée et étaient pliés à 90°, d'autres étaient pliés et tordus. Leur étude a révélé que les clous n'étaient pas fonctionnels et qu'ils n'étaient pas utilisés dans le cadre funéraire en termes pratiques. Les chercheurs ont là aussi conclu en une fonction protectrice des clous. Ils auraient servi à enfermer le défunt dans sa tombe et à empêcher qu’il ne soit dérangé par des forces maléfiques ou des profanateurs,.

#### Clous dans les recettes folkloriques romaines
Pline l'Ancien rapporte quelques superstitions romaines concernant le clou : 
- « Enfoncer un clou de fer dans l'endroit où a porté d'abord la tête d'un épileptique qui tombe, passe pour délivrer de cette maladie »[37].
- « En clouant au seuil des clous arrachés d'un tombeau, on écarte les visions nocturnes »[38].

## Reliques judéo-chrétiennes

### Clous de la passion
Comme tous les objets de la Passion du Christ, les clous de la crucifixion font l'objet d'une vénération des chrétiens. Mais ils tiennent sans doute une place particulière par l'évocation de la violence directe subie par le crucifié et leur contact avec sa chair. Ils n'ont pas échappé au vaste marché des reliques : En 1868, l’historien et théologien allemand Franz Xaver Kraus recensait en Europe 36 lieux prétendant posséder des reliques des saints clous de la Passion. Ces reliques multiples peuvent être interprétées comme des faux ou comme des reliques secondaires (clous refondus pouvant contenir une partie d'une relique plus authentique) ou même tertiaire (clous mis en contact avec un saint clou) qui peuvent acquérir ainsi un statut sacré.
Quelle que soit l'authenticité de ces divers objets, ils ont été l'objet d'une intense dévotion dont la valeur symbolique n'a pas échappé aux puissants : la fameuse couronne de fer des rois lombards puis des empereurs germaniques passait pour contenir un de ces clous sacrés, après avoir orné le diadème de Constantin.

Crucifixion et Saints Clous
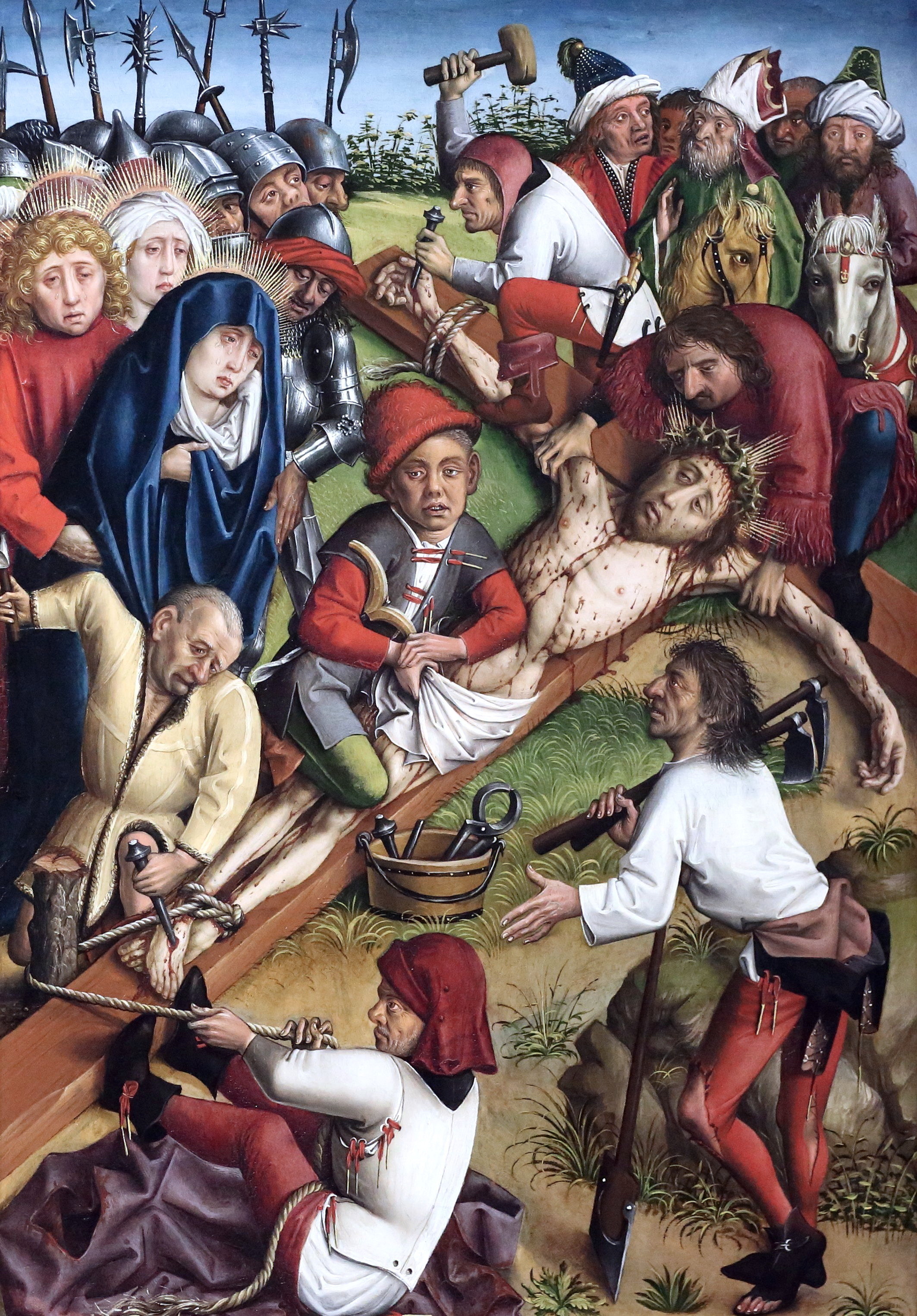
vers 1450
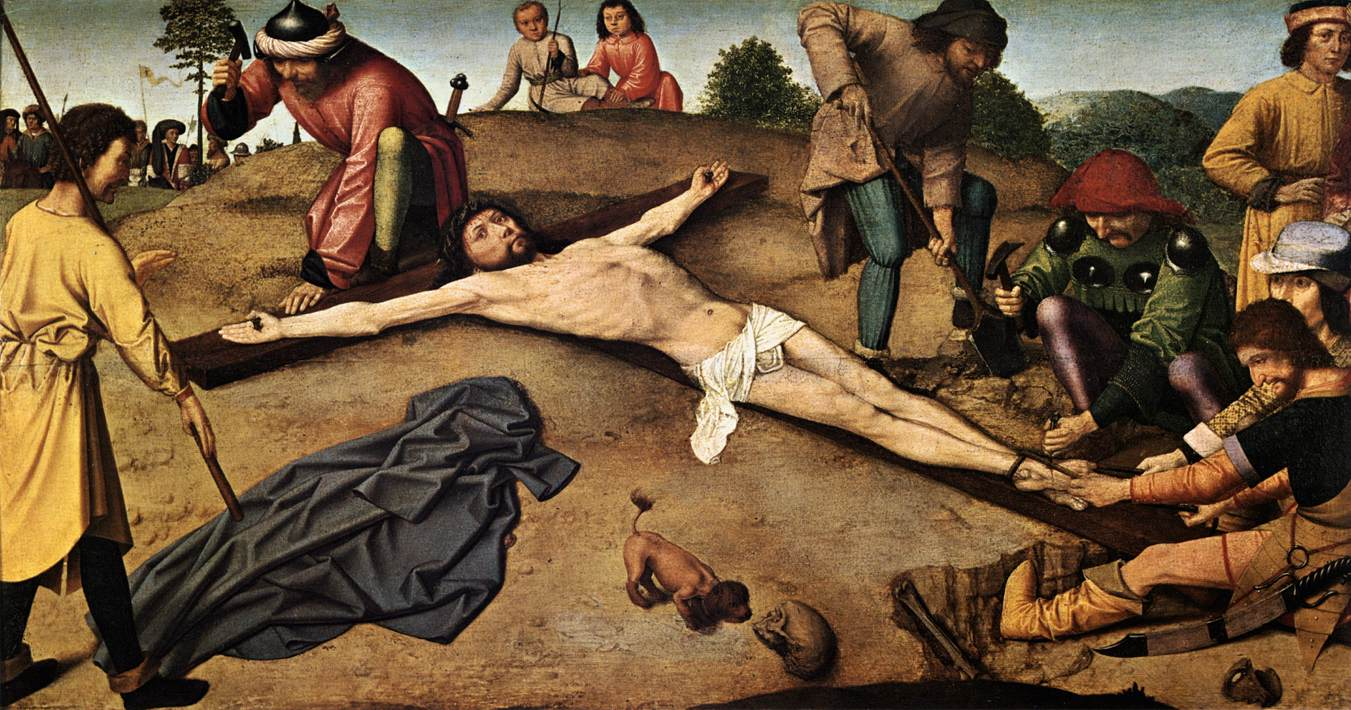
peinture de Gérard David, 1481
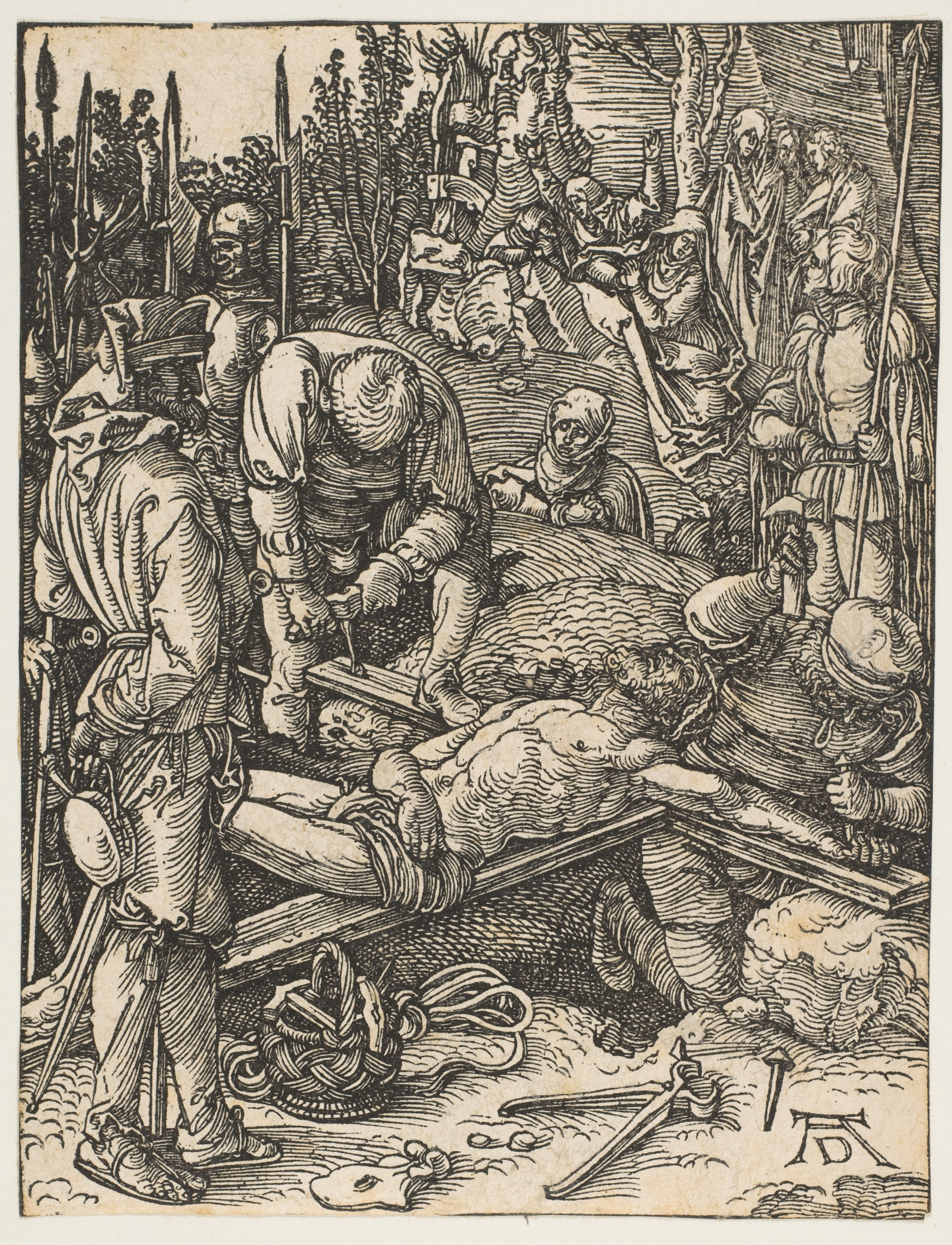
gravure d'Albrecht Dürer, 1508
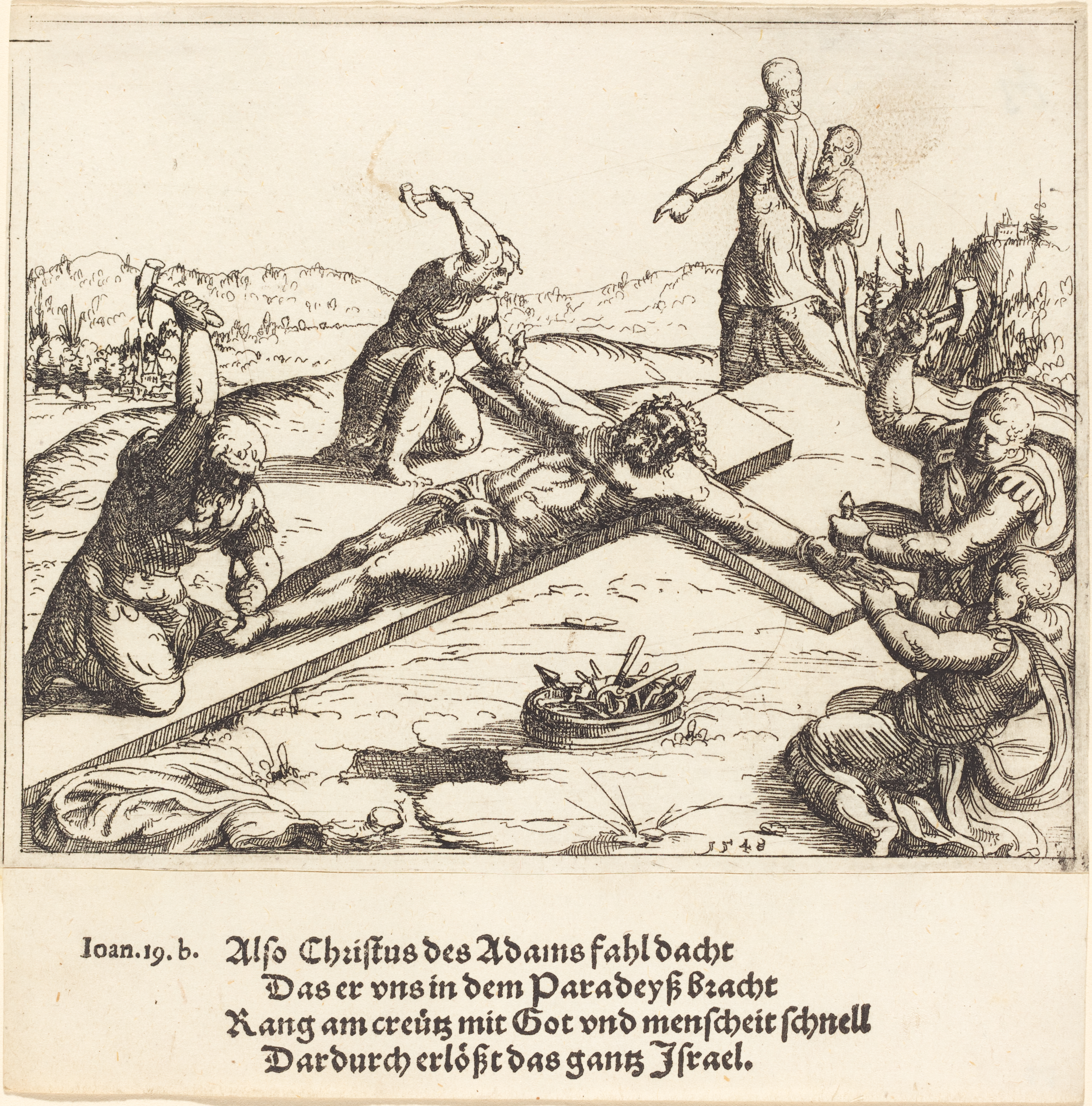
gravure de Augustin Hirschvogel, 1548
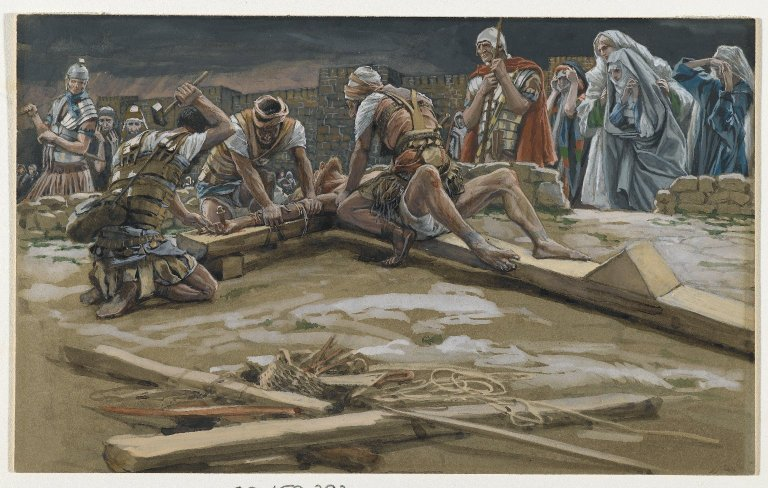
le premier clou, par James Tissot
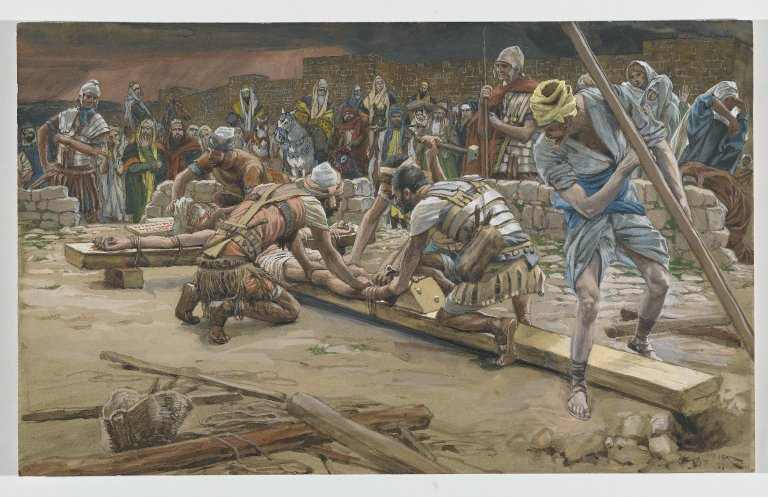
le clou des pieds, par James Tissot
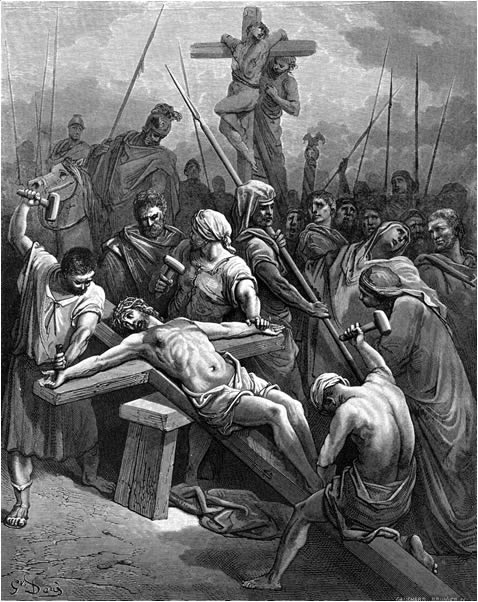
gravure de Gustave Doré
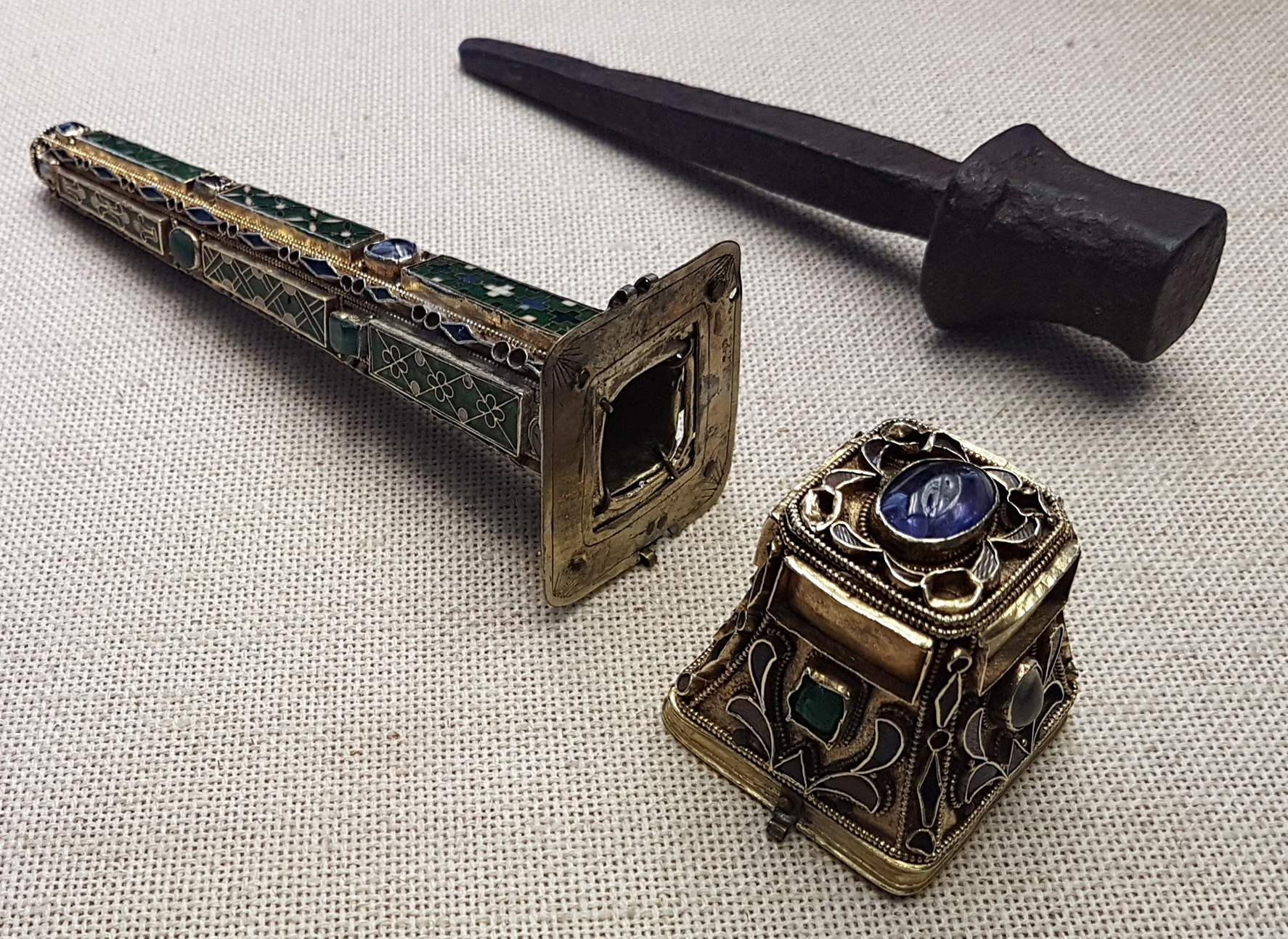
Reliquaire d'un Saint Clou, Cathédrale de Trèves
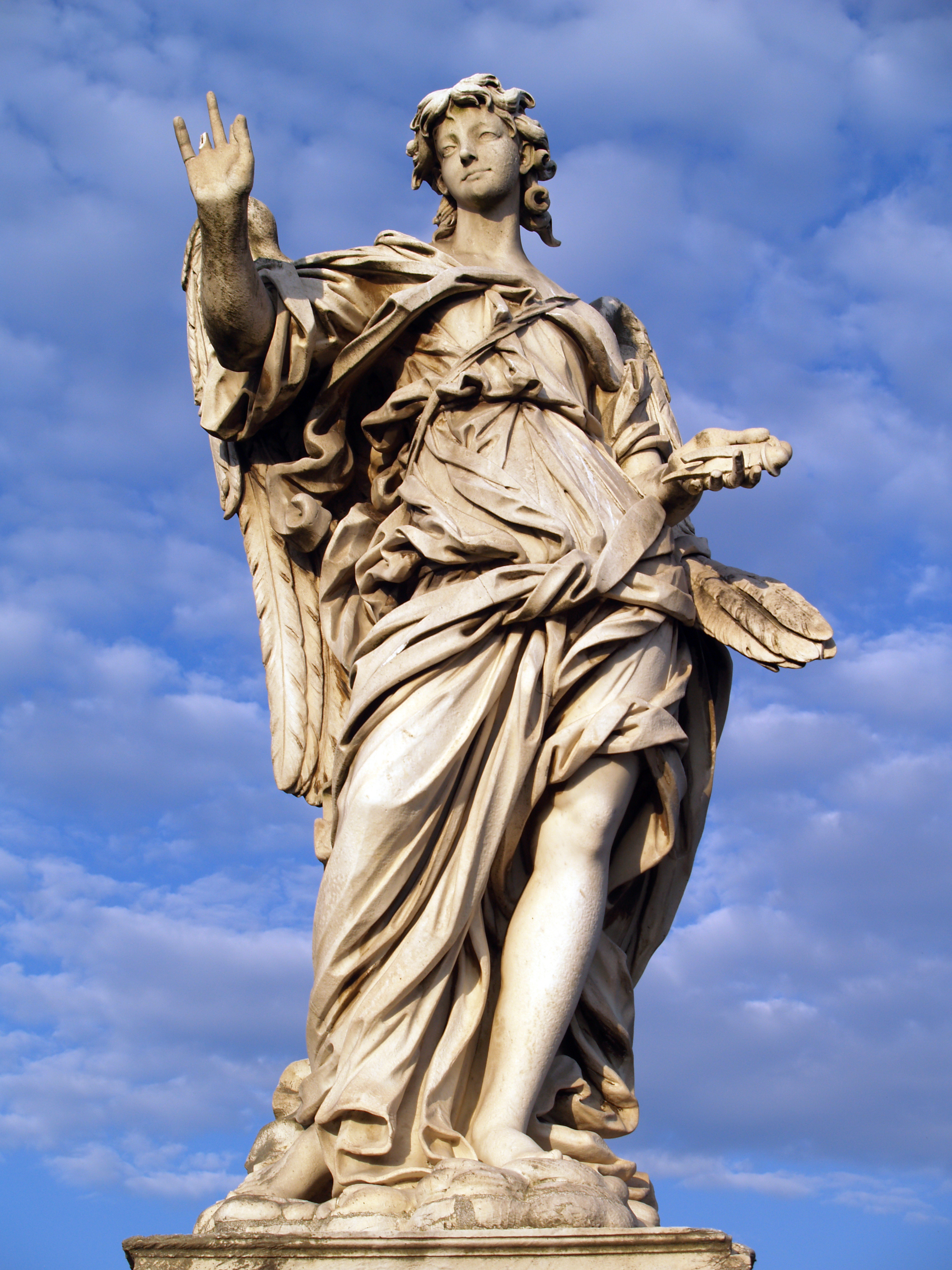
Ange aux Saints Clous du pont Saint-Ange à Rome
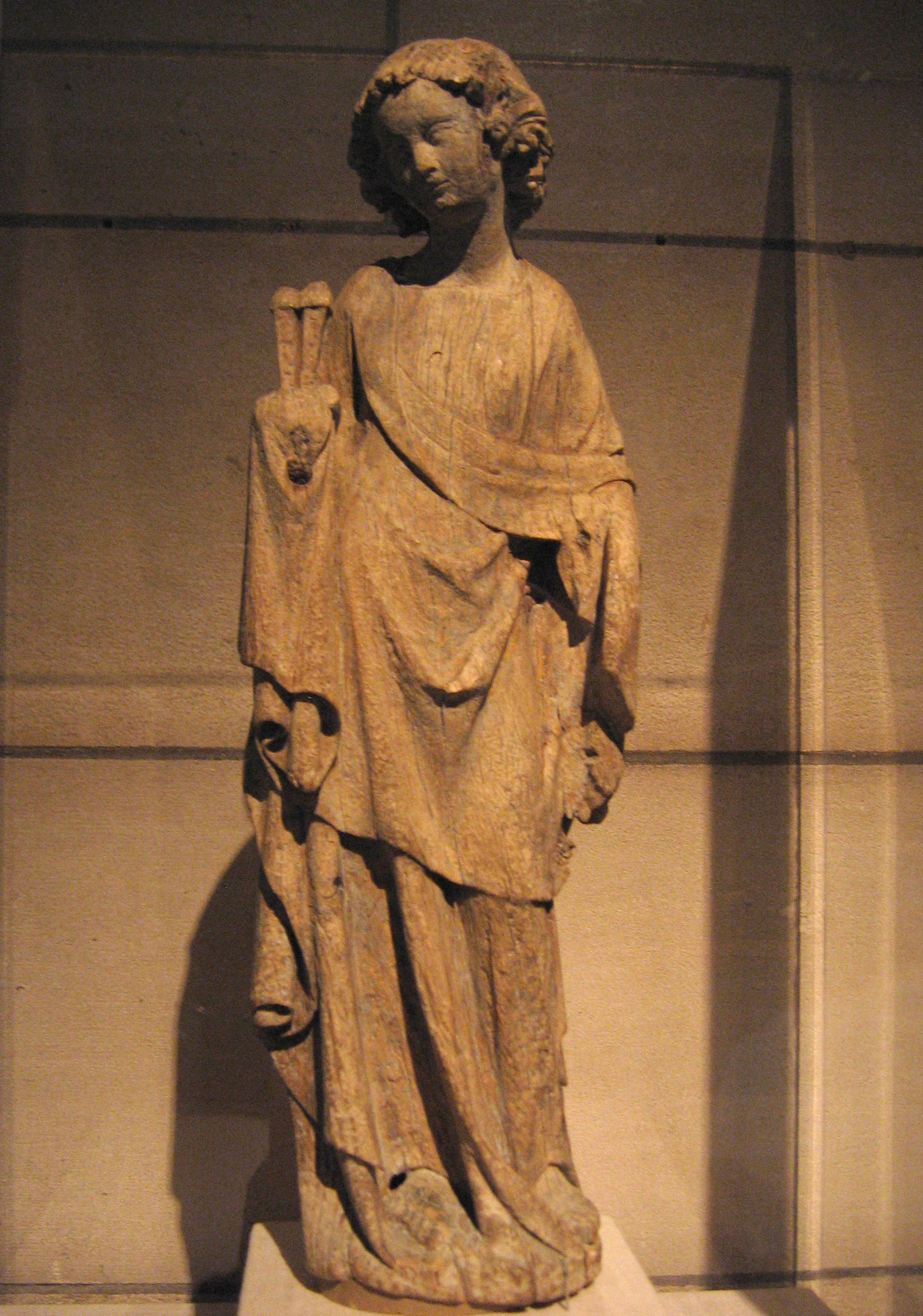
Ange portant des Saints Clous, XIIIe siècle, Metropolitan Museum of Art
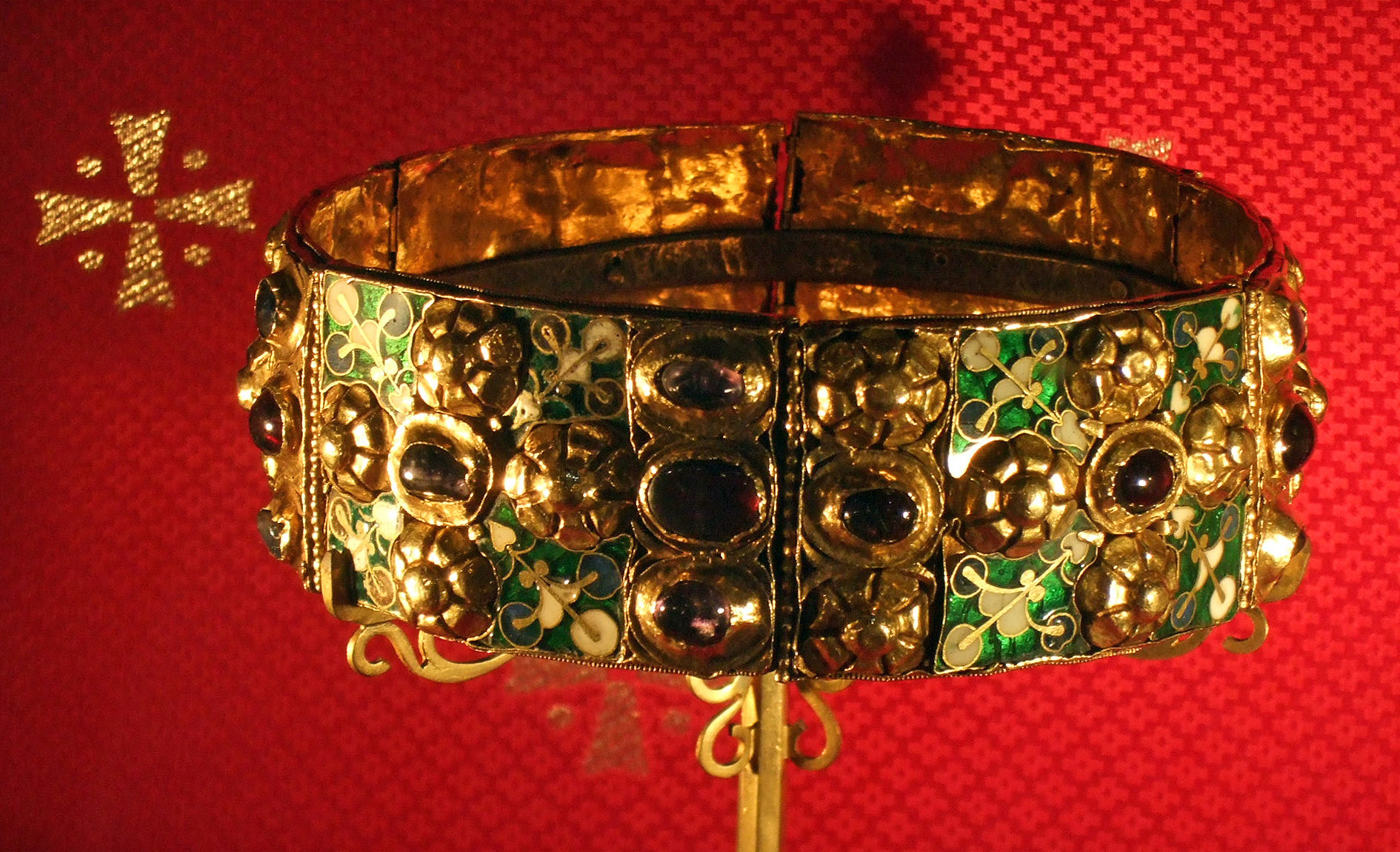
La Couronne de fer de Lombardie, réputée avoir été forgée dans le fer d'un des clous de la Passion

### Autres clous reliques
À part les clous de la Passion, un « clou de l'Arche de Noé », a été conservé dans une ancienne collection tchèque.

## Cadavres percés de clous
L'archéologie a retrouvé de nombreux exemples européens de squelettes transpercés de clous, notamment le crâne.

### Dans l'Antiquité gallo-romaine
L'archéologie gallo-romaine du sud de la France est particulièrement riche en crânes isolés et transpercés : Marseille, Fos-sur-mer, La Penne-sur-Huveaune, Oppidum de la Cloche aux Pennes-Mirabeau, mais surtout les sites de l'Oppidum d'Entremont et de Roquepertuse où les crânes des guerriers ennemis étaient exposés dans des niches de pierre. La même tradition se retrouve également plus rarement au nord, comme à Reims sur le squelette d'un enfant,.
Les origines d'un tel traitement post-mortem ont été beaucoup discutées par les historiens et archéologues.
Dès l'antiquité, Diodore de Sicile et Strabon rapportent l'habitude des Gaulois de clouer les têtes de leurs ennemis dans leurs demeures. Une découverte en 2009 dans le puits d'une ferme gauloise typique à Coblence semble confirmer cette pratique : les archéologues ont retrouvé un crâne percé d'un clou, probablement cloué sur un mur ou un poteau, puis jeté avec d'autres déchets dans le puits central de la ferme. Il a été proposé qu'il pourrait s'agir d'un légionnaire romain que le propriétaire gaulois de la ferme aurait d'abord tué avant de le percer d'un clou.
Un cas comparable est celui d'un crâne perforé retrouvé sur le site catalan d'Ullastret, datant du IIIe siècle av. J.-C. et/ou au début du IIe siècle av. J.-C. et probablement exposé sur une façade de maison.

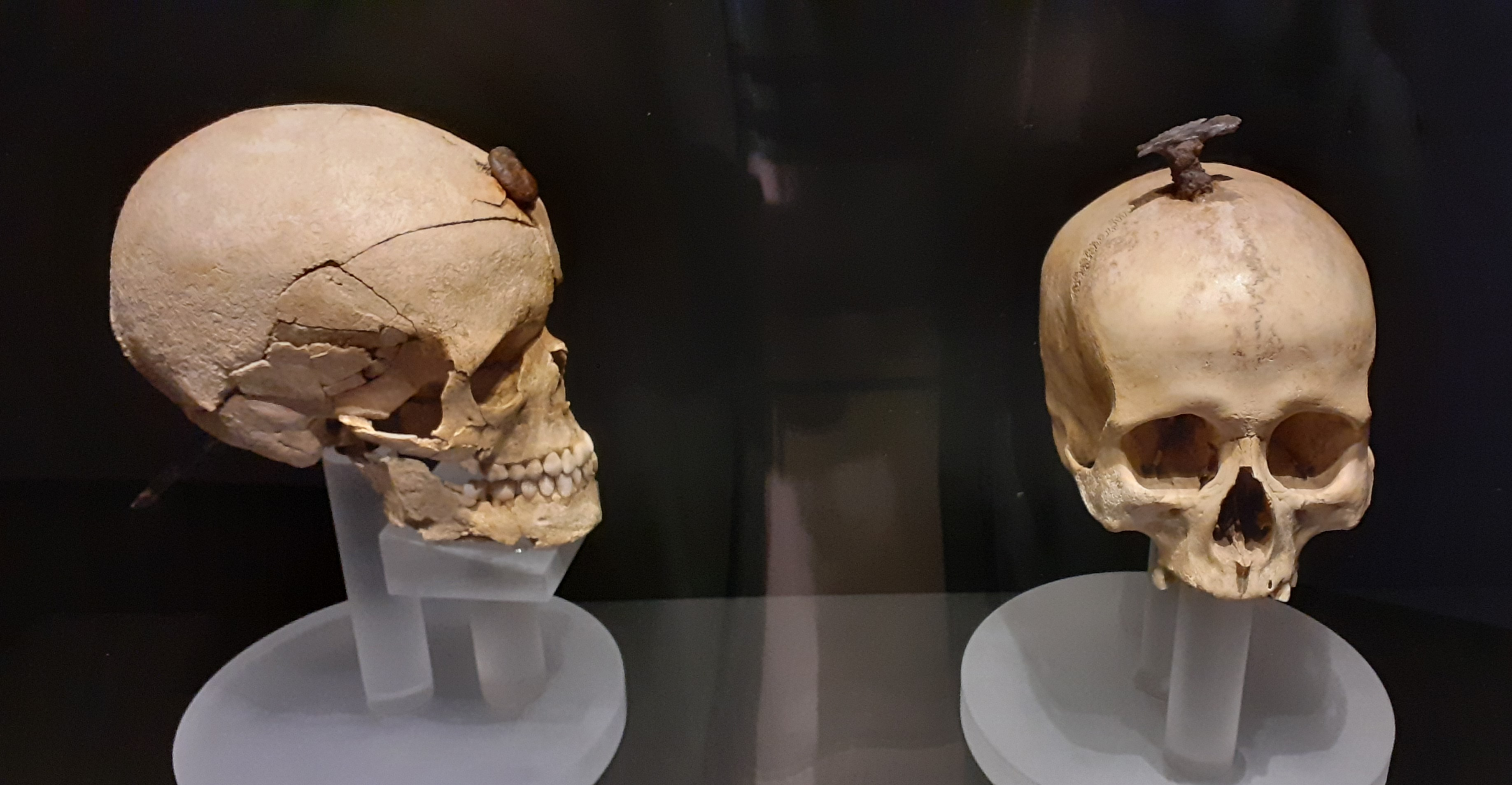
Crâne percé d'un clou avec lequel était fixé un support en bois, découvert au Puig de Sant Andreu, Ullastret
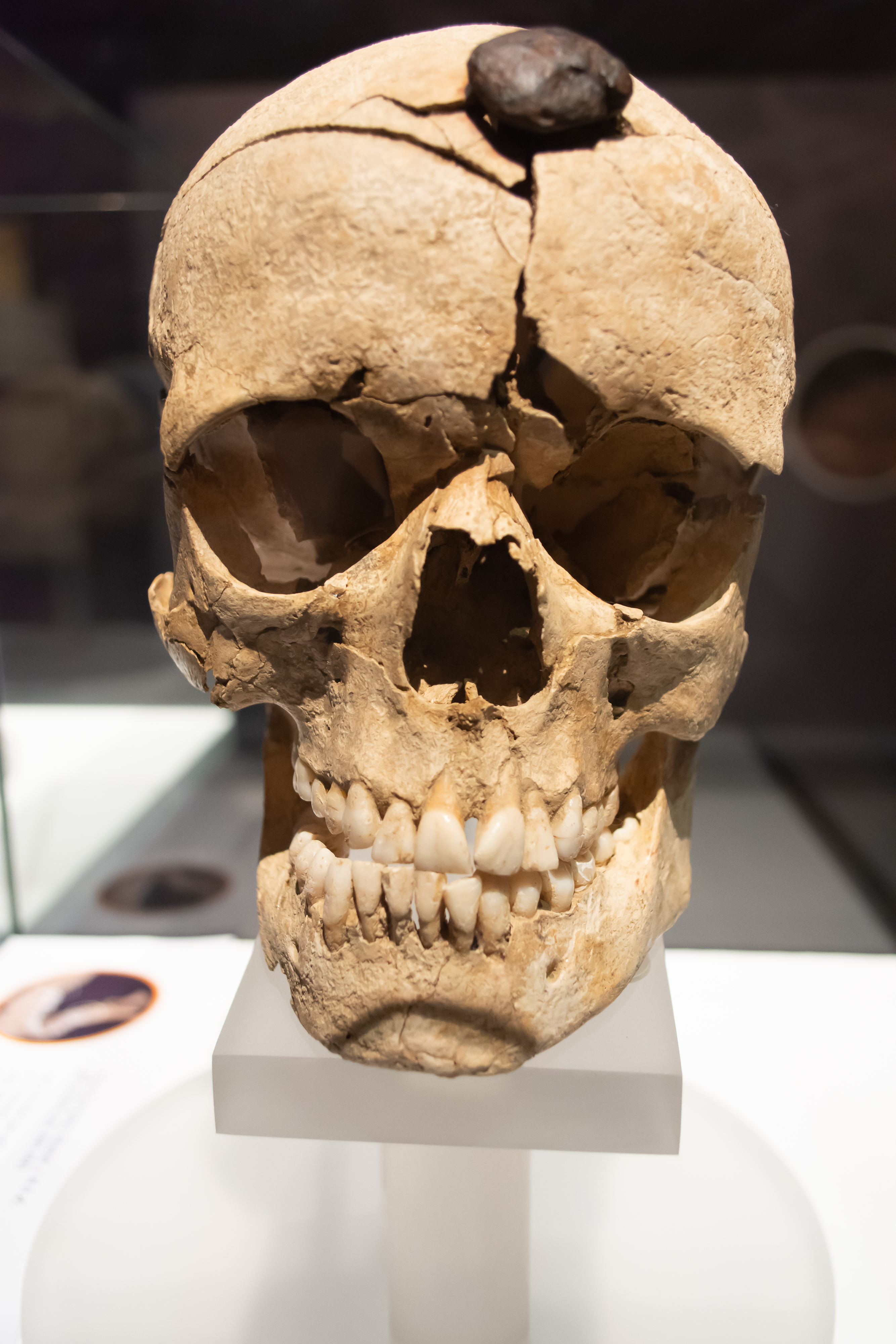
Crâne clouté d'Ullastret
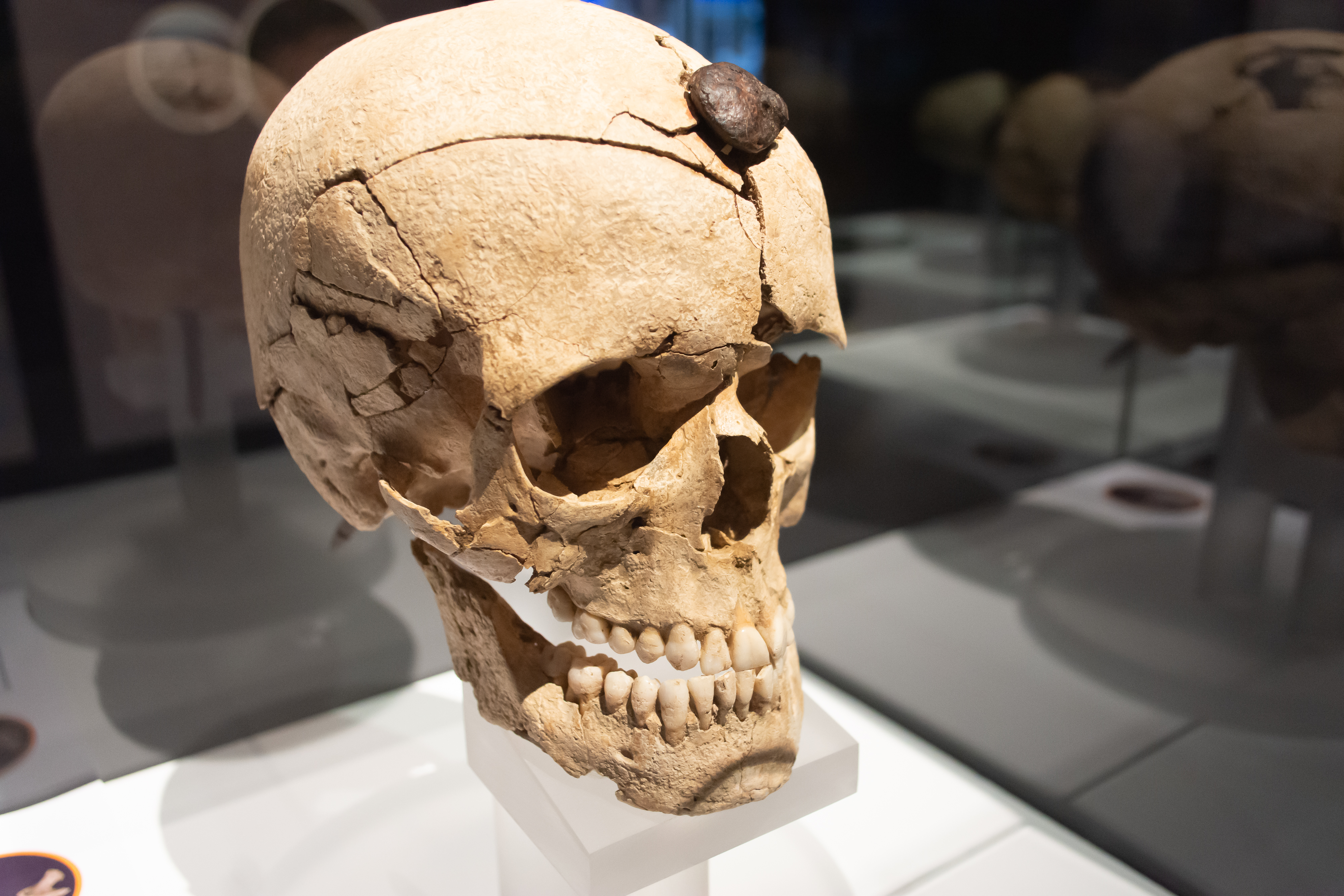
Crâne clouté d'Ullastret
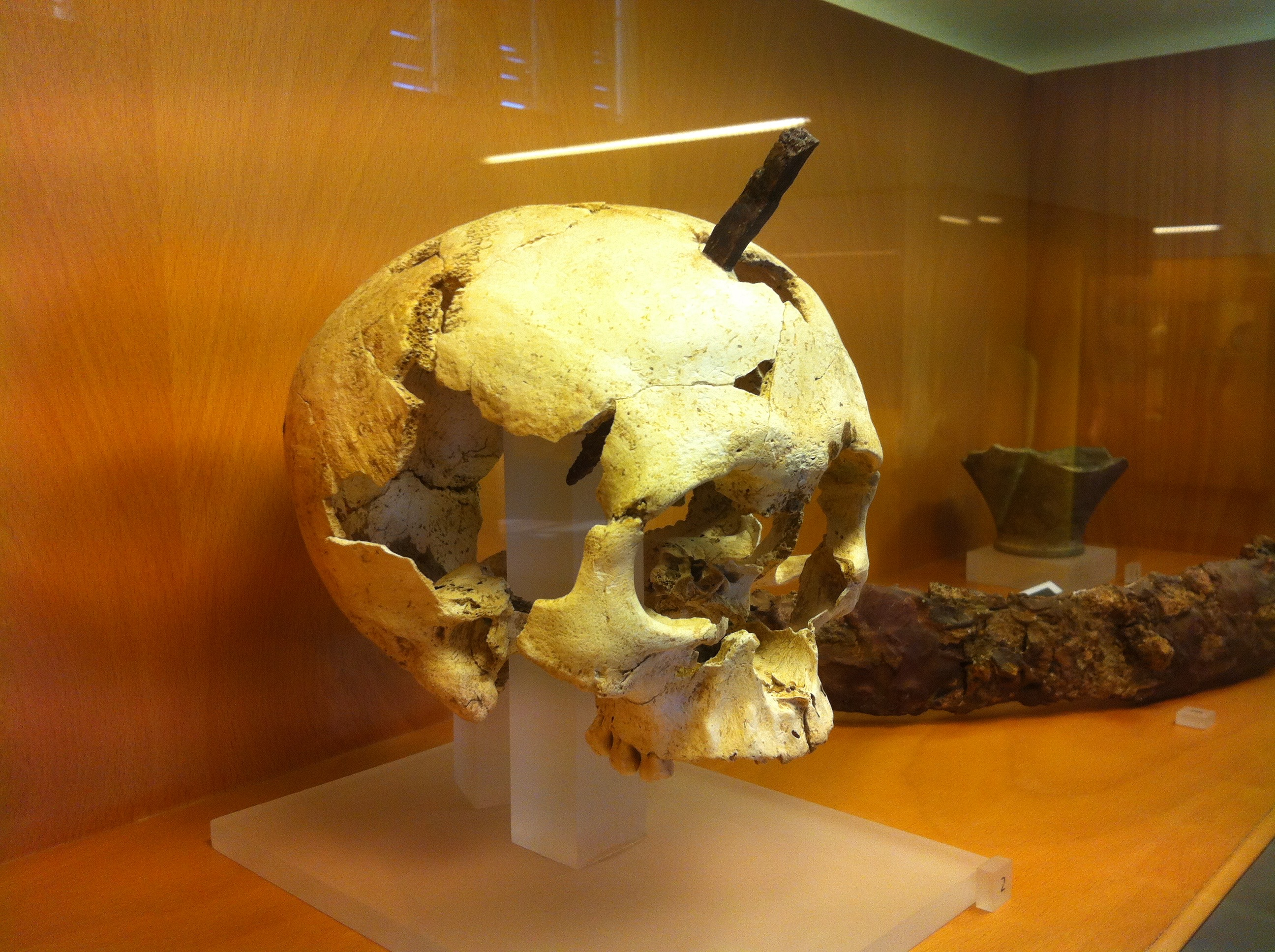
Crâne clouté d'Ullastret

La crainte d'une "contagion" épileptique a également été évoquée à l'occasion de la découverte du crane cloué et enterré face contre terre d'une femme du IIIe siècle av. J.-C. Mais cette proposition n'a pas d'autre argumentation que la relation entre clou et épilepsie évoquée par Pline l'Ancien.
Une autre hypothèse est celle d'une crainte superstitieuse des morts et de la peur du retour du mort (analogue à la crainte du vampire). Elle est envisagée par les chercheurs dès le début du XIXe siècle puis reprise par Fernand Benoit,.

### Époque médiévale et moderne: la peur des vampires
La persistance de traditions européennes médiévales et modernes (surtout dans les mondes slaves et germaniques) pratiquant le percement des cadavres à l'aide de lames, de pieux ou de clous se réfère principalement à la crainte des vampires.
Plusieurs recettes traditionnelles bulgares permettent d'empêcher le mort de se transformer en vampire. « Ainsi on lui met sous la langue du beurre, de la soie, de la cire, une pièce de monnaie ; on lui bouche les oreilles avec du coton ; on le pique au talon avec une aiguille ; on lui enfonce dans le nombril un gros clou chauffé à blanc... ». Si un mort est identifié comme vampire, il faut, pour s'en débarrasser, exhumer son cercueil et l'exécuter solennellement en lui enfonçant un pieu, un clou ou une épée dans le cœur, et il expire en poussant un grand cri et dans des flots de sang. Collin de Plancy rapporte que Millo, un vampire de Hongrie au XVIIIe siècle fut déterré, reconnu pour tel et décapité après avoir eu le cœur percé d’un clou.
L'archéologie semble confirmer ces pratiques avec la découverte en Bulgarie en 2004 de six squelettes du IVe siècle siècle "immobilisés" avec des clous, sur le site archéologique de Debelt.

## Le Clou dans le folklore européen

### Symbolique et fonctions magiques
La fonction du clou est de fixer ; son sens symbolique reprend son sens utilitaire : « [le clou] a le pouvoir « de fixer, d’immobiliser ce qui est immatériel aussi bien que ce qui est matériel, grâce à une vertu de magie imitative. Ce pouvoir de fixation est généralement bienfaisant. Il permet d’arrêter les épidémies, de transférer et d’expulser les maux. En résumé, « planter le clou » équivaut à « expulser le mal. » »,
Mais nul ne peut ignorer la violence et la douleur d'enfoncer un clou dans la chair humaine. La crucifixion en est l'exemple le plus spectaculaire. Les clous sont donc naturellement utilisés pour faire du mal, notamment dans les rituels d'envoûtement.
A contrario, comme tout objet tranchant ou pointu en métal, il permet de refouler les forces hostiles et les esprits.

### Clou d'envoutement

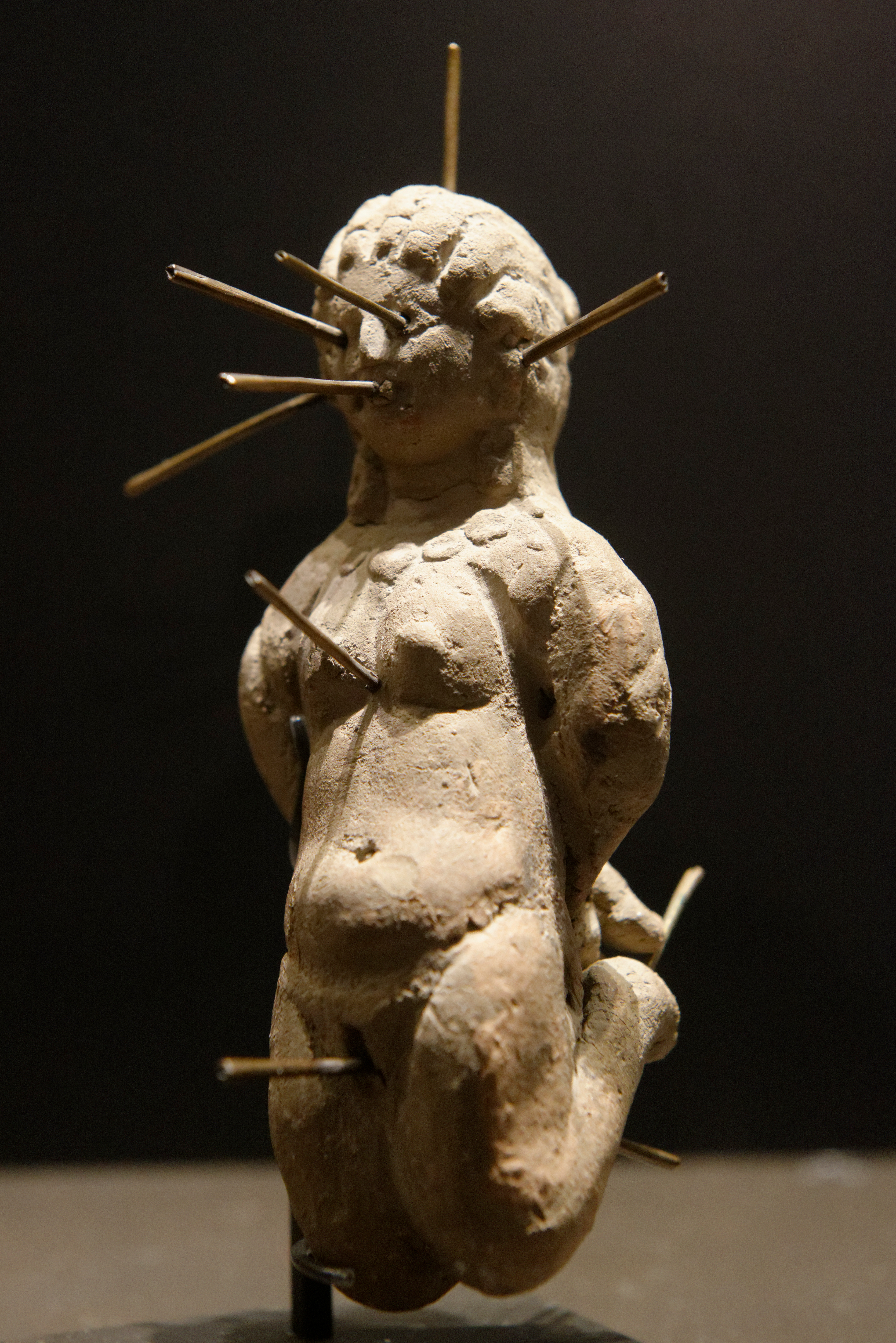
Dagyde romaine d'envoûtement, Musée du Louvre

De la même façon que l'aiguille, le clou est utilisé depuis l'Antiquité lors de rituels d'envoûtement pour envoyer une malédiction à un ennemi, souvent par l'intermédiaire d'une poupée (ou dagyde) transpercée lors d'une cérémonie de magie noire.
Au VIIe siècle, Sophrone de Jérusalem décrit comment un sortilège fut découvert contre un certain Théophile qui se dépérissait. On retrouva dans un coffret une statuette d'airain reproduisant les traits de Théophile et dont quatre clous transperçaient les mains et les pieds. L'extraction des clous produisit un effet bénéfique miraculeux : « On arracha le clou de la main droite ; aussitôt le paralytique recouvra l'usage de ce membre, et à mesure qu'on enlevait les autres clous, toute raideur et toute douleur disparaissaient pareillement de la partie correspondante de son corps ».
Dans les Vosges, les sorciers pouvaient déposer, avec des mots magiques, trois clous de cercueil au fond de la fontaine où leur victime puisait son eau. À mesure que les clous se couvrent de rouille, le malheureux devait sentir croitre ses souffrances. Les sorciers de la Saintonge, en ramassant les clous de cercueils pour leurs maléfices, disaient à chacun : « Clou, je te prends pour que tu me serves à faire le plus de mal possible à ceux qui me plairont, au nom du Père, du Fils et du Saint-Esprit, Amen ».
Le clou peut aussi délivrer d'un sort : en Angleterre, on fait ainsi bouillir neuf clous d'un fer à cheval dans l'urine de la personne ou l'animal envouté.

### Le clou pour se protéger

#### Protection des habitations
Le clou est très lié au travail du charpentier et donc à la maison. Il assure la stabilité de l'ensemble. Son utilisation magique reprend naturellement d'abord sa fonction utilitaire première. Enfouis dans de petites boites sous la maison ou plantés devant le seuil, les clous préservent des forces telluriques néfastes. Cette utilisation présente une intéressante analogie avec les clous de fondation antiques.
Leur symbolique est souvent associée à la croix. Pour attirer le bonheur dans la maison, une tradition propose de planter sur sa porte seize clous disposés en croix.
Dans l'Europe ancienne, en guise de contre-magie face à une attaque psychique, comme le mauvais œil, on enfonçait un clou. Mais il est utilisé également pour prévenir des problèmes très matériels : « pour exorciser le voleur, faire une croix en rond avec des noms barbares, peindre un œil au milieu, enfoncer dans cet œil d'un certain côté un clou d'airain avec un maillet de cyprès et dire un certain verset des Psaumes. »
Dans la tradition nordique, les clous plantés dans les principales poutres d'un bâtiment amenaient la bonne fortune. Dans les temples vikings, les montants des hauts sièges (Öndvegissúlur) étaient les éléments les plus sacrés d'un édifice et les clous sacrés étaient plantés dedans. Le symbole connu sous le nom de clou de Dieu est également gravée sur les poteaux. Celui-ci représente l'étoile appelée le Clou ou l'Ombilic c'est-à-dire l'étoile polaire. C'est un puissant symbole magique de stabilité.
Ce qui est favorable pour les hommes l'est aussi pour le bétail : en Argovie, le Vendredi saint, on plante des clous sur la porte de l'étable pour préserver bêtes et gens des maléfices.
Certains animaux volants réputés néfastes étaient parfois cloués sur les portes pour conjurer leurs mauvaises influences. C'est le cas des chauves-souris selon un usage remontant à l'antiquité, mais aussi des hérons et des rapaces, et tout particulièrement les chouettes.

#### Protections diverses
Les bergers grecs de Himarë fixaient un peu de laine avec un clou sur des arbres, pour protéger leurs troupeaux des attaques de loups.
Lors des mariages dans le pays de Montbéliard, on plantait un clou sur la tribune de l'église au moment de la célébration du mariage pour le "clouer".
Au VIe siècle, les Irlandais suspendaient au cou des enfants un clou à la pointe aiguisée pour tenir éloignés les mauvais esprits.

### Clous pour guérir
Les vertus curatives du clou tiennent au fait qu'il prend sur lui les forces morbides et permet aux forces vitales de se concentrer. De nombreuses recettes existent : Une tisane d'eau rouillée pouvait combattre le rachitisme en faisant tremper de vieux clous dans un vieux seau d'eau pendant une nuit ou neuf jours. Quand un cheval a été blessé par un clou, il faut garder celui-ci et le tenir bien propre, en même temps que l'on traite le cheval pour que celui-ci guérisse. Pour se préserver des maladies, on plantait autrefois un clou dans la paroi de la chapelle de sainte Anne du Rocher, près de Dinan. On plante également des clous et des épingles sur des troncs d'arbre pour se débarrasser des maladies en les reportant.
Au moins depuis l'antiquité romaine et Pline l'Ancien, on note un lien entre clou et épilepsie. Il rapporte ainsi la recette suivante : « Enfoncer un clou de fer dans l'endroit où a porté d'abord la tête d'un épileptique qui tombe, passe pour délivrer de cette maladie ». Plus récemment, on proposait d'attacher un clou d'un crucifix au bras d'un épileptique pour le guérir,.
S'agit-il d'une analogie avec la dureté de l'émail dentaire ? Le clou est en tout cas souvent associé aux dents : Pour soulager une rage de dent, on doit ainsi enduire le clou du sang de la gencive avant de le planter et de s'enfuir en courant,. On peut enfoncer le clou dans un arbre avec la volonté de clouer le mal à cette place ; c'est d'autant plus efficace avec un clou de cercueil. Si quelqu'un retire le clou, il souffrira du mal de dent. Il est également possible de clouer un papier où aura été inscrit le mal dont on veut se délivrer, répétant en partie la défixion romaine antique, ou encore d'enfoncer un clou dans une muraille pour guérir sa rage de dents. On retrouve cette tradition en Beauce ou encore en Normandie : « Prendre un clou de fer à cheval, vulgairement une caboche, et l'enfoncer dans le tronc d'un arbre en trois coups de marteau. Au premier on dit : enbornus ! Au 2e : et dognus ! Au 3° : et diminnet ! Et le mal de dents disparait. ». En Eure-et-Loir au XIXe siècle, les « toucheux » posaient un clou neuf sur la dent malade en disant une formule, puis, ils enfonçaient le clou dans une porte ou une solive en expliquant qu'ainsi ils « fixaient le mal ».
La nature de la magie est parfois déterminée par une similitude de nom entre l’affection qu’il s’agit de guérir et l’objet donné à cette intention. Lorsqu’on vient chercher de l’eau à la fontaine Saint-Malo à Bréhand-Moncontour pour la guérison des furoncles qui, dans le pays gallo sont appelés clous, on y jette une poignée de clous qui n'ont dû être ni comptés ni pesés et qui servent à réparer la toiture de la chapelle voisine. Dans le même ordre d'idées, on pouvait donner des clous et des petits morceaux de lard à Saint Cloud, afin de guérir de la galle.

### Superstitions diverses
Trouver un clou dans la rue peut porter bonheur. Il faut le ramasser en le portant dans sa poche droite et le planter dans la porte de la cuisine avec des mots rituels.
Les clous sont parfois déformés en bagues pour devenir un porte-bonheur. Ce sont parfois une reproduction des trois clous de la Passion, disposés de façon à former le Shin hébraïque .
En Andalousie et en Castille, pour que l'indifférence d'une personne se change en amour, il faut répandre dans le vestibule de sa maison le contenu d'un pot d'huile dans lequel on aura mis du sel, avec trois clous de fer attachés par la tête avec de la soie. « Si la personne indifférente marche sur les clous, en traversant le vestibule, on est sûr d'obtenir le résultat désiré. »
Pour protéger un navire à voile en Écosse, on peut frotter le mat avec un clou avant de l'enfoncer dedans.

### Clous d'origine
Trois types de clous en particulier possèdent un imaginaire riche qui en font des objets particulièrement recherchés pour les utilisations magiques : les clous de fer à cheval, les clous de croix et plus encore, les clous de cercueil.

#### Clous de fer à cheval
C'est un clou du destin, retrouvé par hasard sur la route, ce qui le lie à la bonne fortune, surtout si on lui a marché dessus. Il est parfois courbé en anneau et porté comme porte-bonheur ou en médaillons. Des soldats portaient de ces anneaux fabriqués en quantité en Angleterre. Dans le Tarn, l'Hérault ou encore le Vaucluse, on doit faire ces anneaux en martelant à froid des clous de fer à cheval, sans le secours de la forge ou de la soudure. Si le clou provient du fer du pied gauche d'un cheval blanc et si le pied de ce cheval a foulé la poitrine d'un autre animal, l'anneau préserve de bien des maux et guérit les hémorroïdes. En Estonie, on plante trois clous de fer à cheval sur le seuil de la porte.

#### Clous de croix
Magiquement chargés par leur proximité avec la crucifixion, les clous de croix sont parfois utilisé dans les recettes populaires. Enveloppés dans de la laine, on pouvait les utiliser pour guérir les fièvres.

#### Clous de cercueil
Le clou de cercueil, par sa proximité avec la mort, renforce encore le pouvoir magique du clou. Il est très utilisé dans les recettes magiques. Par exemple, 
fichés dans la porte de la chambre, ils sont particulièrement efficaces contre les cauchemars et les fantômes. Cette dernière vertu est d'ailleurs citée dès Pline l'Ancien : « En clouant au seuil des clous arrachés d'un tombeau, on écarte les visions nocturnes. ».
Des clous arrachés à des cercueils, du côté des pieds des morts, étaient portés en Italie comme amulettes porte-bonheur. Il a été rapporté une amulette provenant de Campobasso, formée d'un clou arraché à un cercueil. Un prêtre l'avait bénie ; elle protégeait contre le mauvais sort et tous les dangers. Elle avait été préparée pour protéger un soldat au combat. En Calabre, on déposait des clous dans les sépultures, comme porte-bonheur pour les morts réalisant un cycle complet : arrachés aux morts, les clous servent d'amulettes aux vivants ; et, pourvus des vertus funéraires, ils servent à protéger les morts eux-mêmes contre les maléfices.
En 1898, le tribunal de Memmingen, en Souabe, a condamné à 4 jours d’arrêts un ouvrier qui avait déterré un cercueil d’enfant. Il voulait en enlever les clous et en confectionner des bagues qui, selon une croyance locale, constituaient un remède contre les coliques.
À noter que le clou de cercueil est un cocktail mélangeant cognac et eau de seltz. À chaque fois qu'on absorbe cette boisson, on est censé préparer un clou de plus pour son cercueil.

### Arbres et pierres à clous
Un arbre à clous est un type d'arbre votif, comparable aux arbres à loques ou à chiffons. Sa réputation se fonde sur l'ancienne croyance populaire qui estimait qu'un mal physique (son mauvais esprit), principalement les maux de dents et les maladies de la peau, pouvait, par un processus rituel, être extirpé du corps et cloué à un arbre. L'élimination du mauvais esprit entraînait ainsi la guérison.
De tels arbres se rencontrent encore en Belgique au XXIe siècle où en 2003, 59 arbres à clous ont été recensés, majoritairement dans la province de Liège. Un tilleul géant (3,5m de circonférence), à Soleilmont, près de Gelly, en Belgique, était jusqu'au début du XXe siècle criblé de clous depuis sa racine jusqu'à plus de 2 mètres de hauteur. Le nombre de clous visibles était estimé à plus de 70 000. En 1922, il est abattu par un orage et transporté à Liège où il est toujours visible au musée de la Vie wallonne.
D'autres exemples ont également été signalés en Écosse, en Suisse, Allemagne, Algérie ou encore en Autriche. À Vienne la place Stock-im-Eisen-Platz, connue depuis le XVIIe siècle, doit son nom au Stock-im-Eisen, qui désigne la partie médiane d'un tronc d'arbre sur lequel furent plantés des centaines de clous ex-votos depuis la période du Moyen Âge, en guise d'offrandes faites à un dieu ou à une divinité en demande d'une grâce ou d'une requête et en remerciement d'une grâce ou d'une action obtenue. En France, près d'Angers, un chêne nommé Lapalud était l'objet d'un culte manifesté par les centaines de clous dont il était couvert,. Un autre chêne remarquable de 6m de circonférence et couvert de clous par les ouvriers compagnons du tour de France existait jusqu'en 1815 près de Treignac en Corrèze.
Quelques menhirs à clous ou pierres clouées ont également été signalés, correspondant à une tradition probablement proche de celle des arbres à clous
. On décrit ainsi la Pierre Clouée à Nanteau-sur-Lunain en Seine-et-Marne, la borne à clou de Douai,

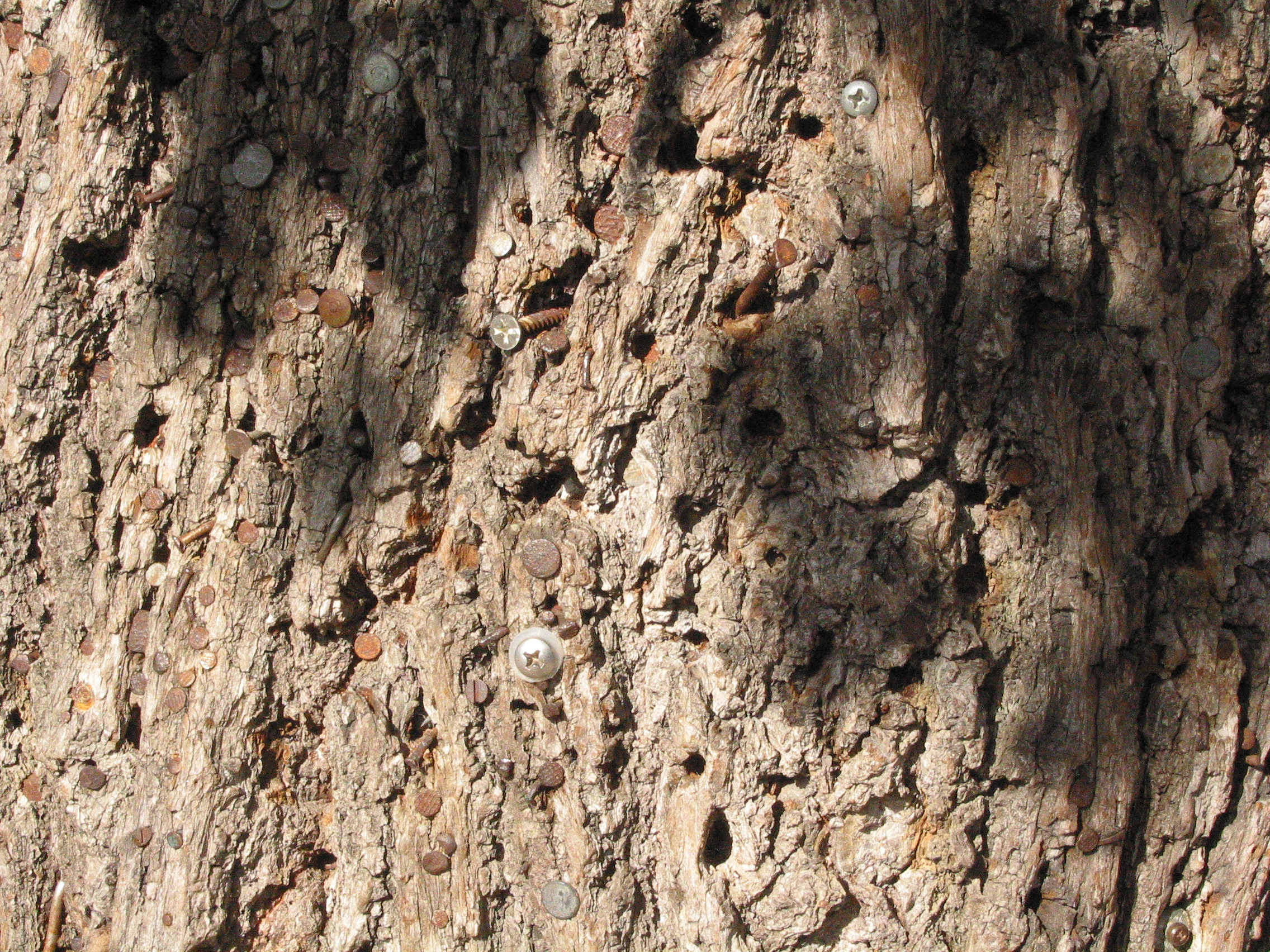
Tronc de l'arbre fétiche (tilleul) de Han-sur-Lesse couvert de clous
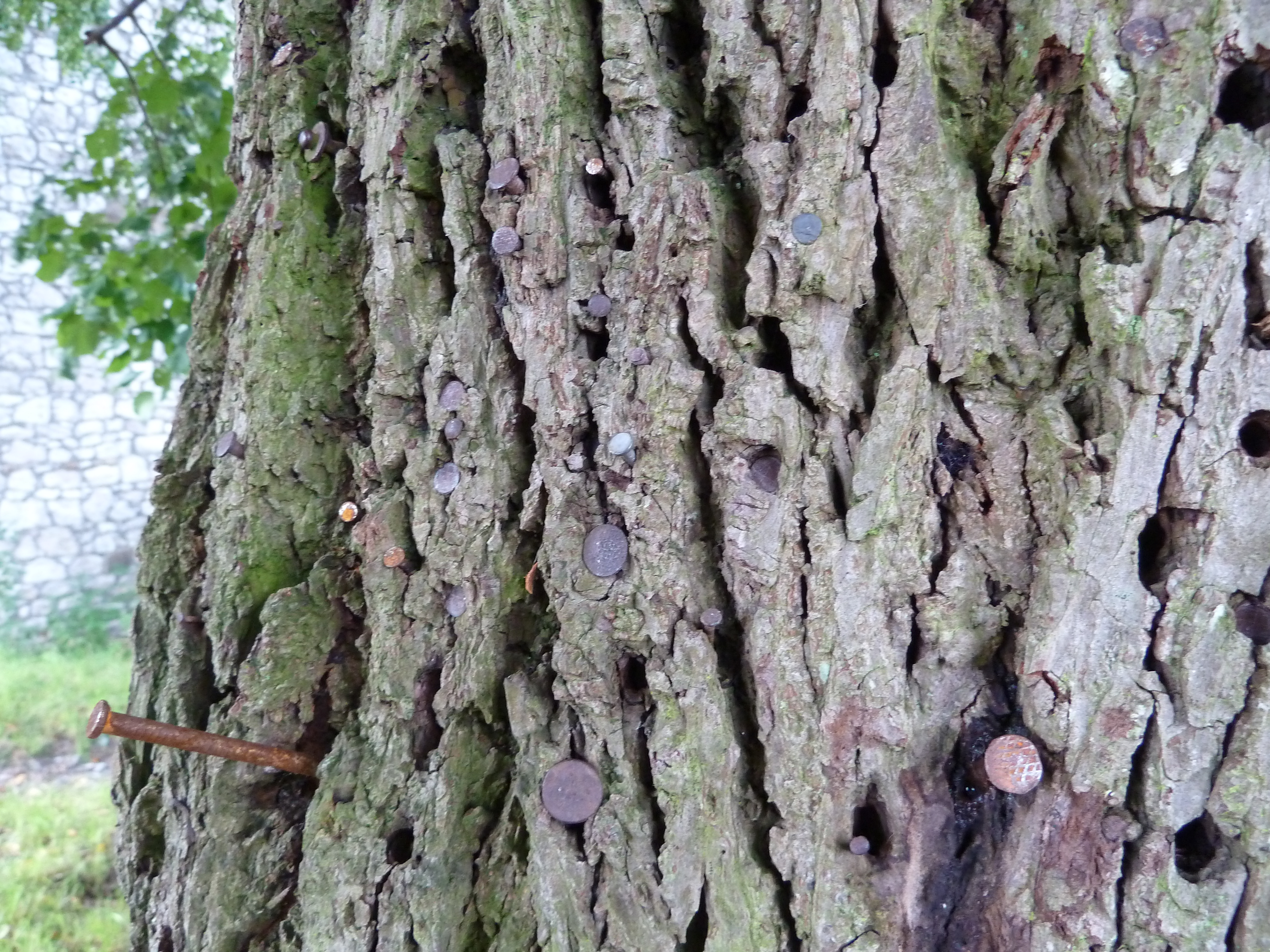
arbre à clous, Le Fief, Belgique
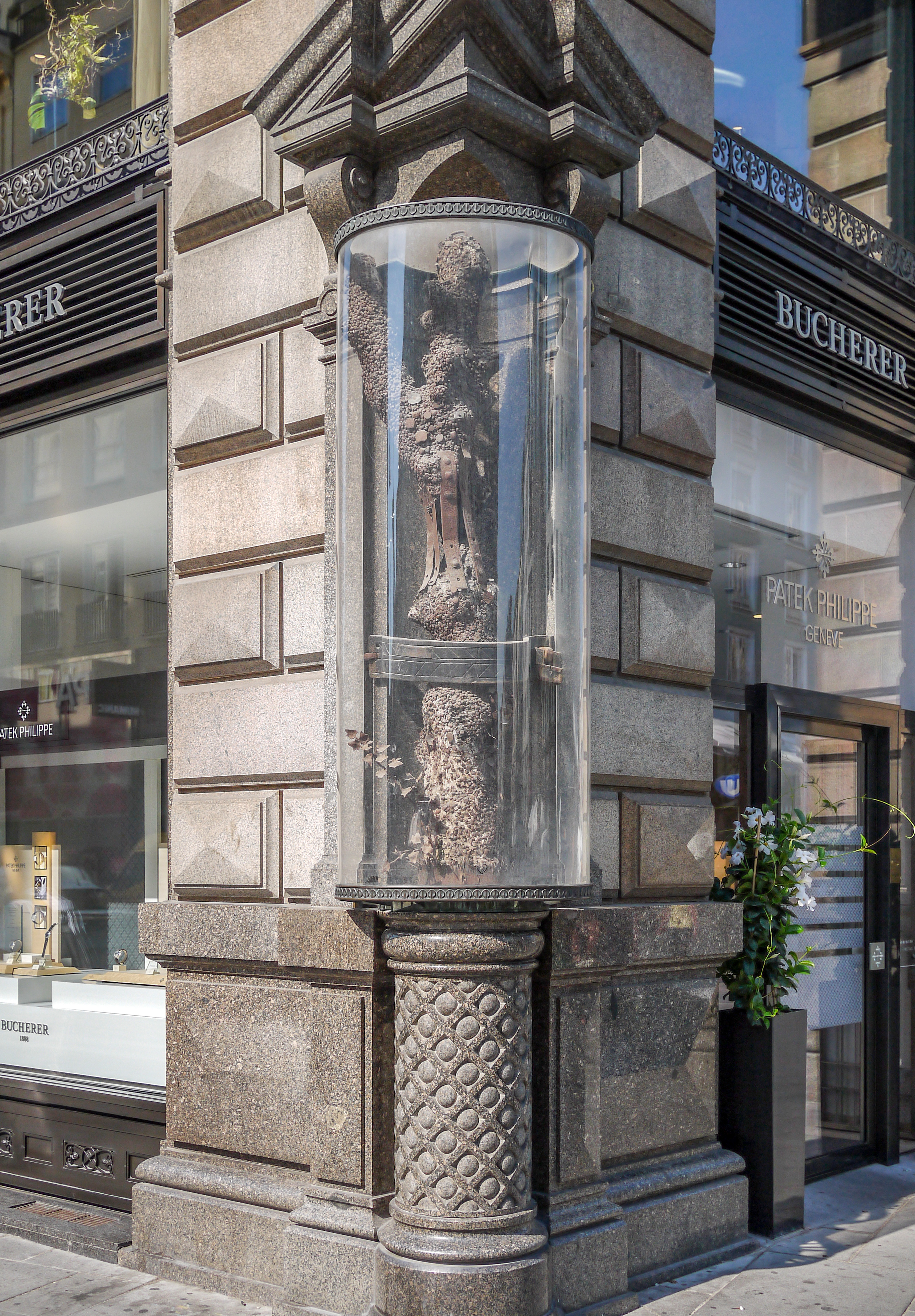
Le Stock-im-Eisen à Vienne en Autriche
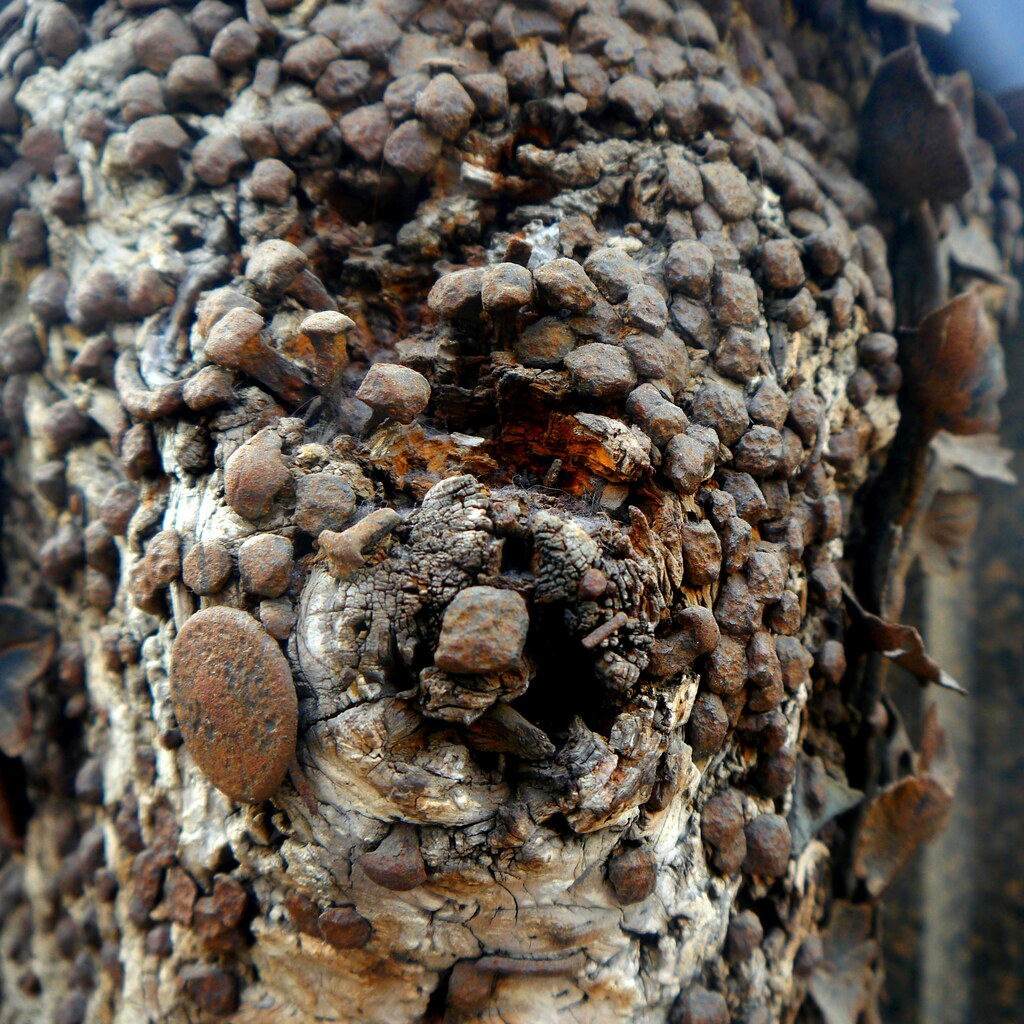
Le Stock-im-Eisen à Vienne en Autriche (détail)
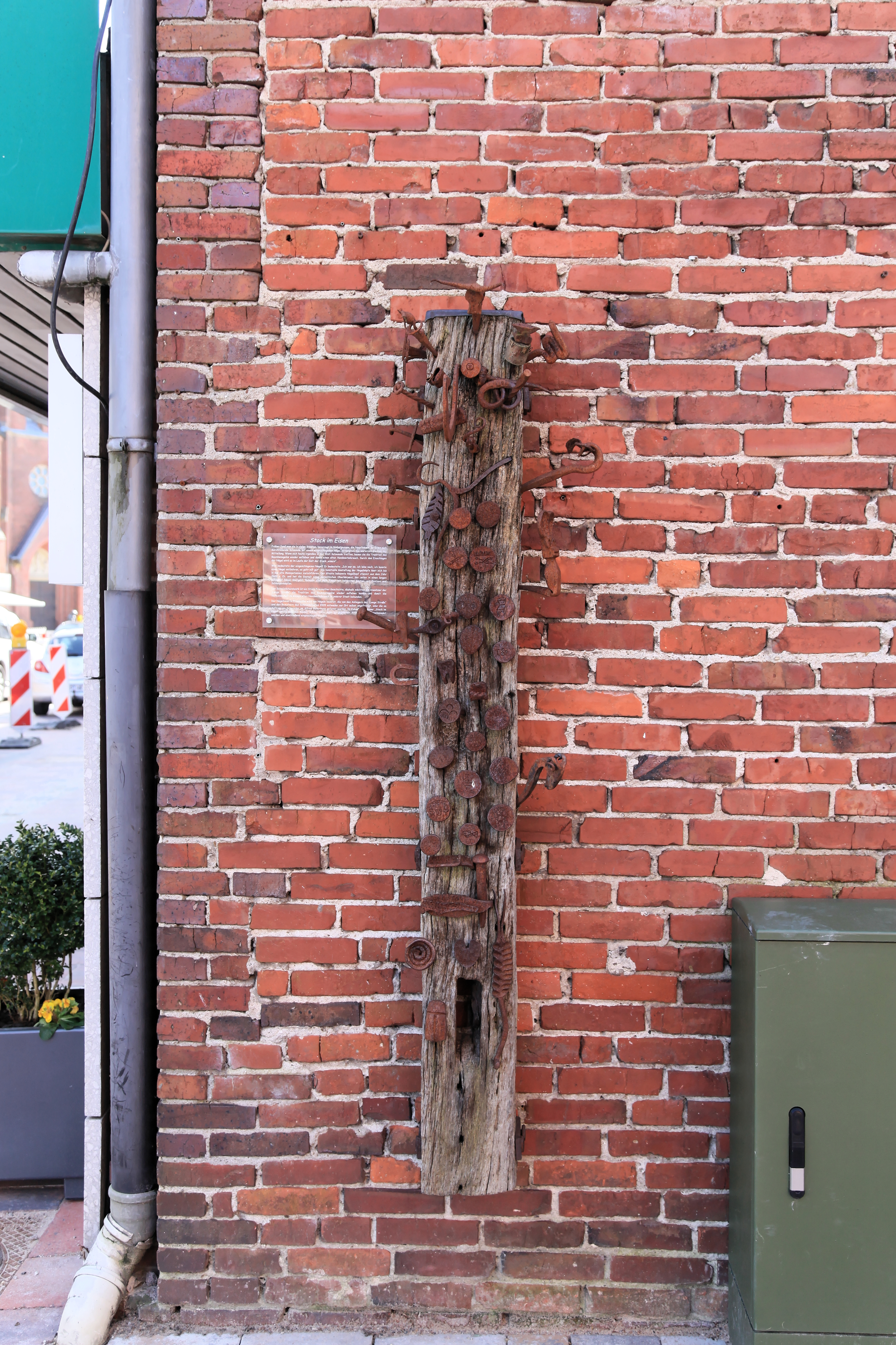
Stock im Eisen, Friesoythe, Allemagne
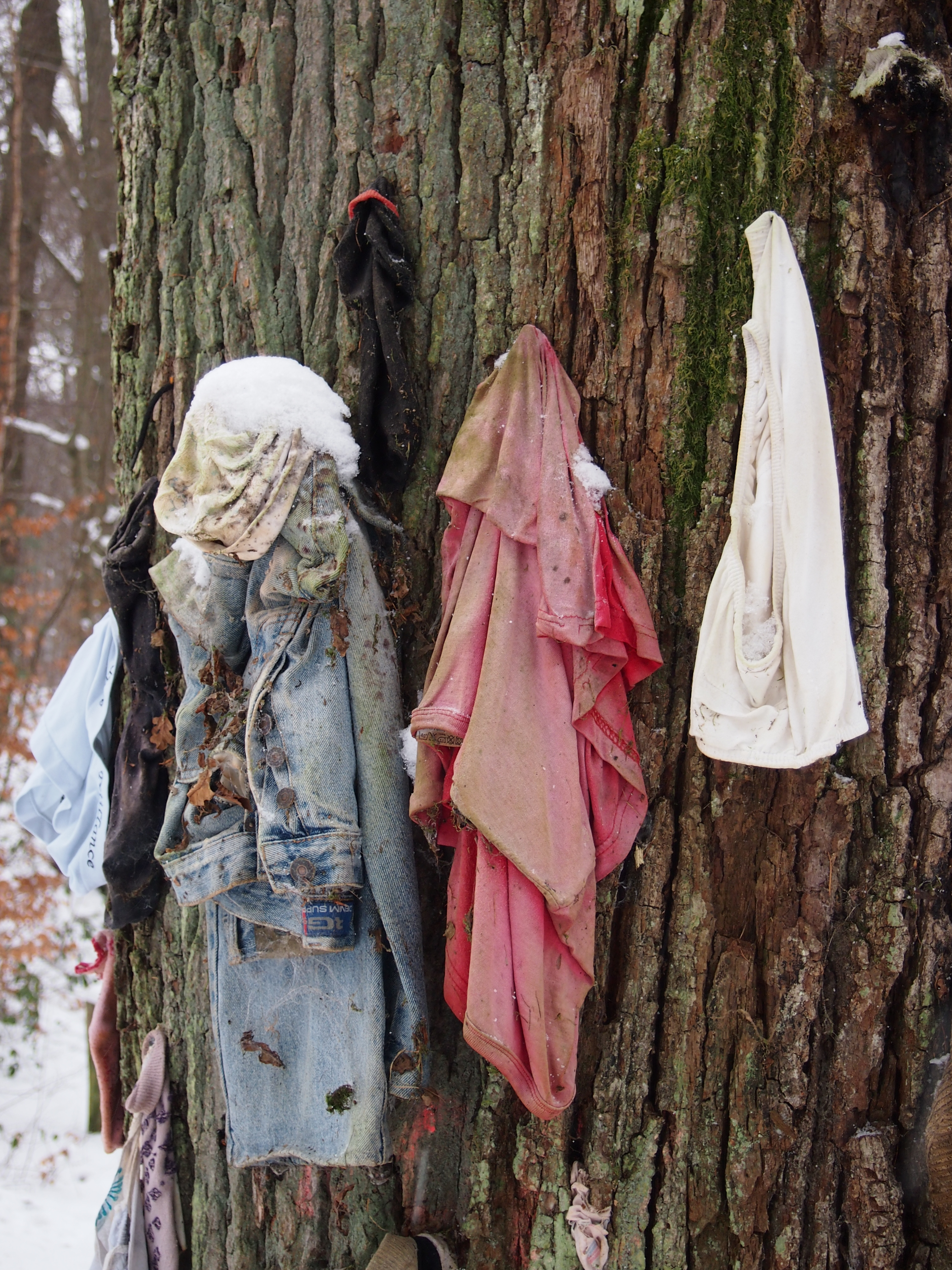
Arbre à clous et vêtements de Stambruges, chêne
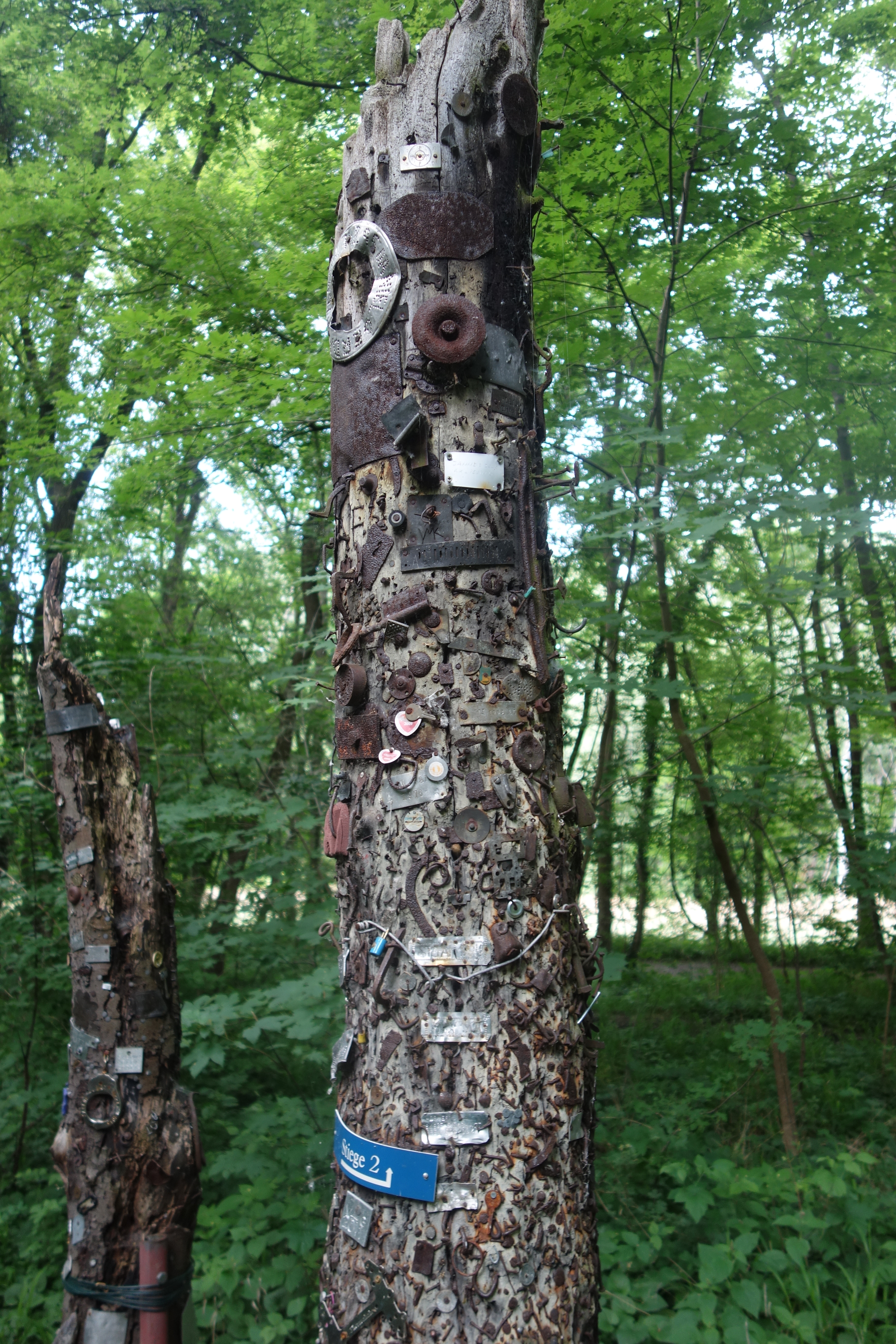
Arbre cloué dans le Prater de Vienne près de Krebsenwasser
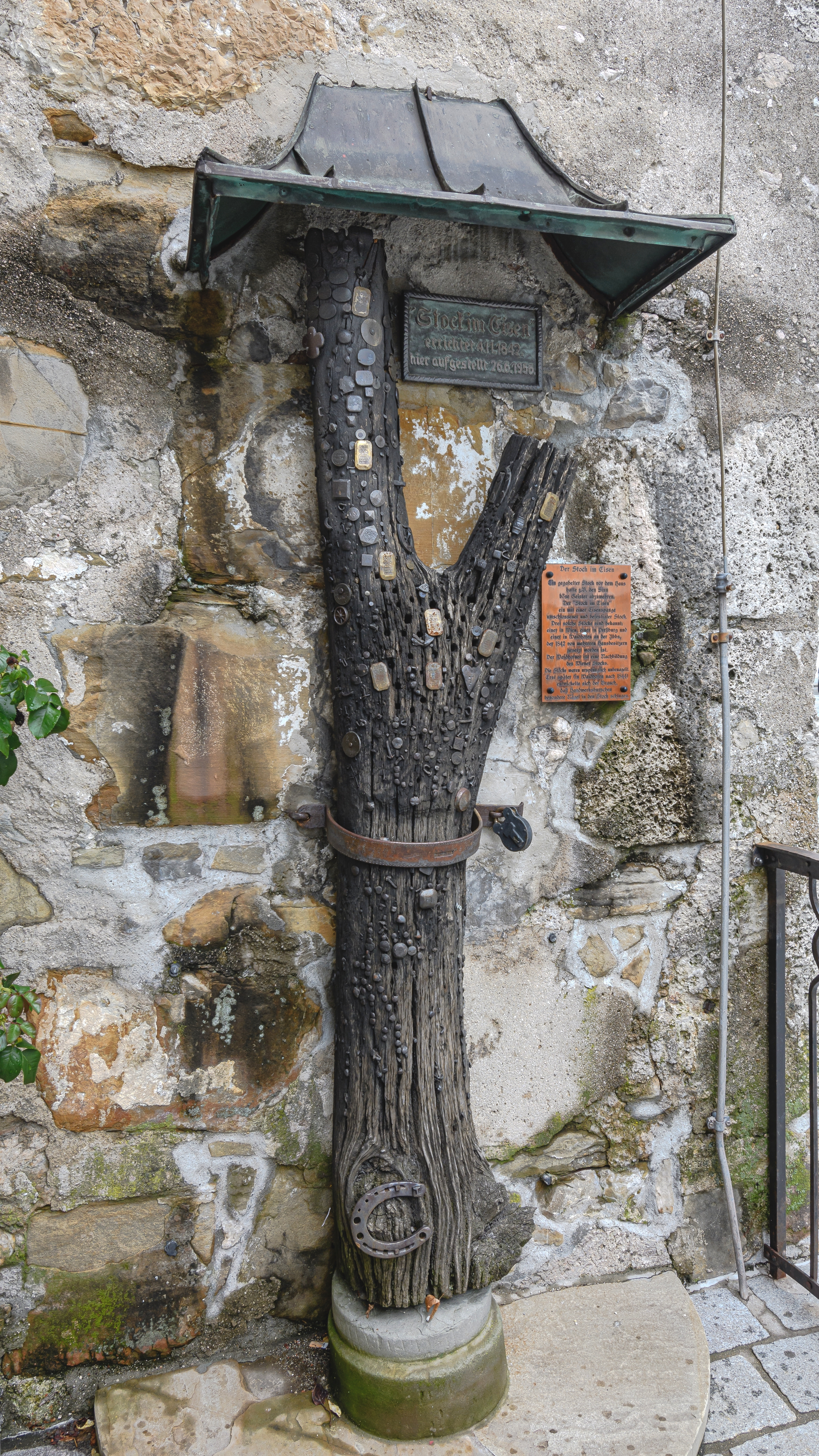
Le « tronc en fer » de Waidhofen an der Ybbs est une imitation Stock-im-Eisen de Vienne. Construit en 1842. À partir de 1844, les artisans forgerons ont pris l'habitude d'enfoncer des clous dans le tronc.
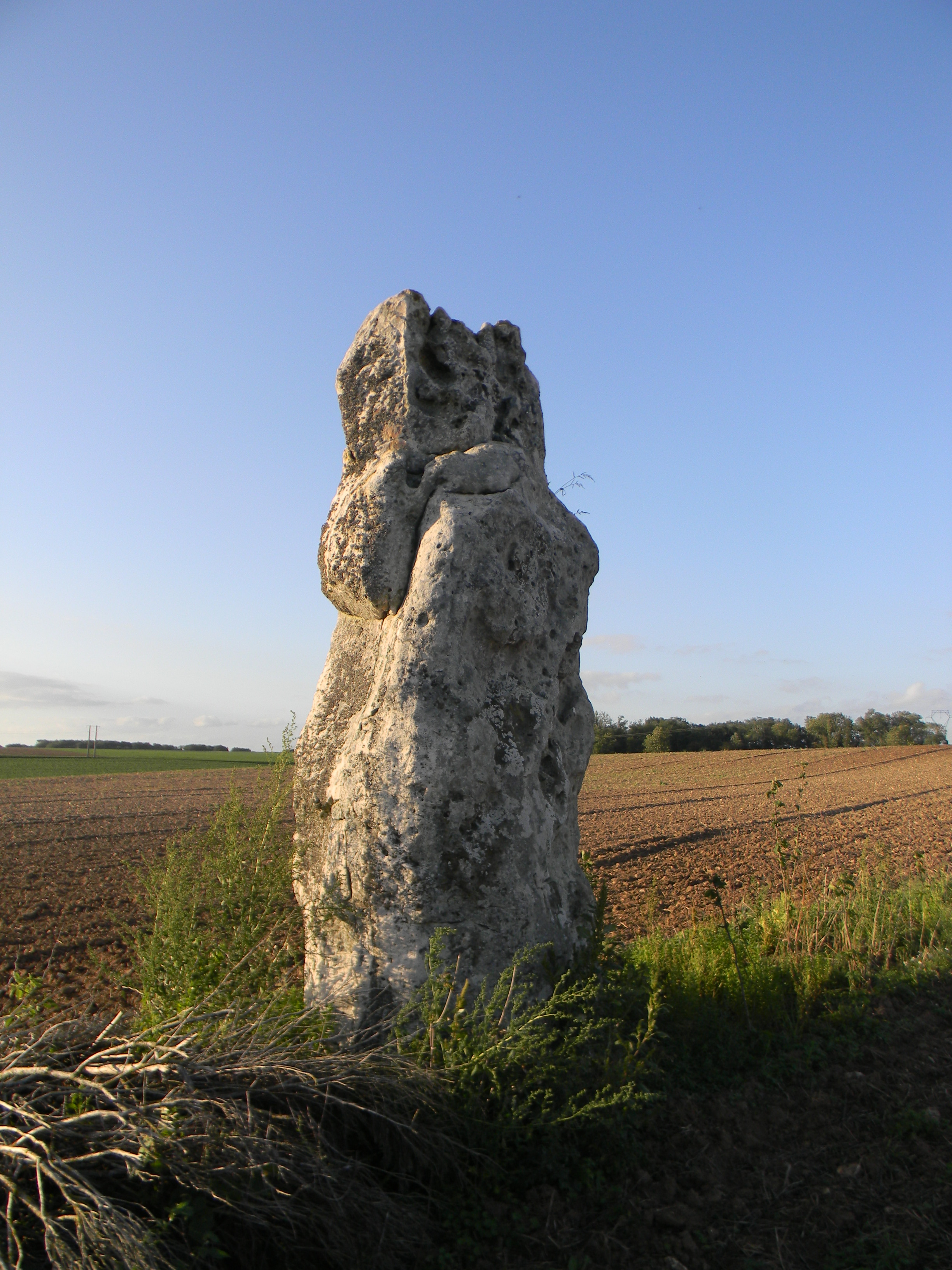
Menhir dit La Pierre Clouée de Nanteau-sur-Lunain
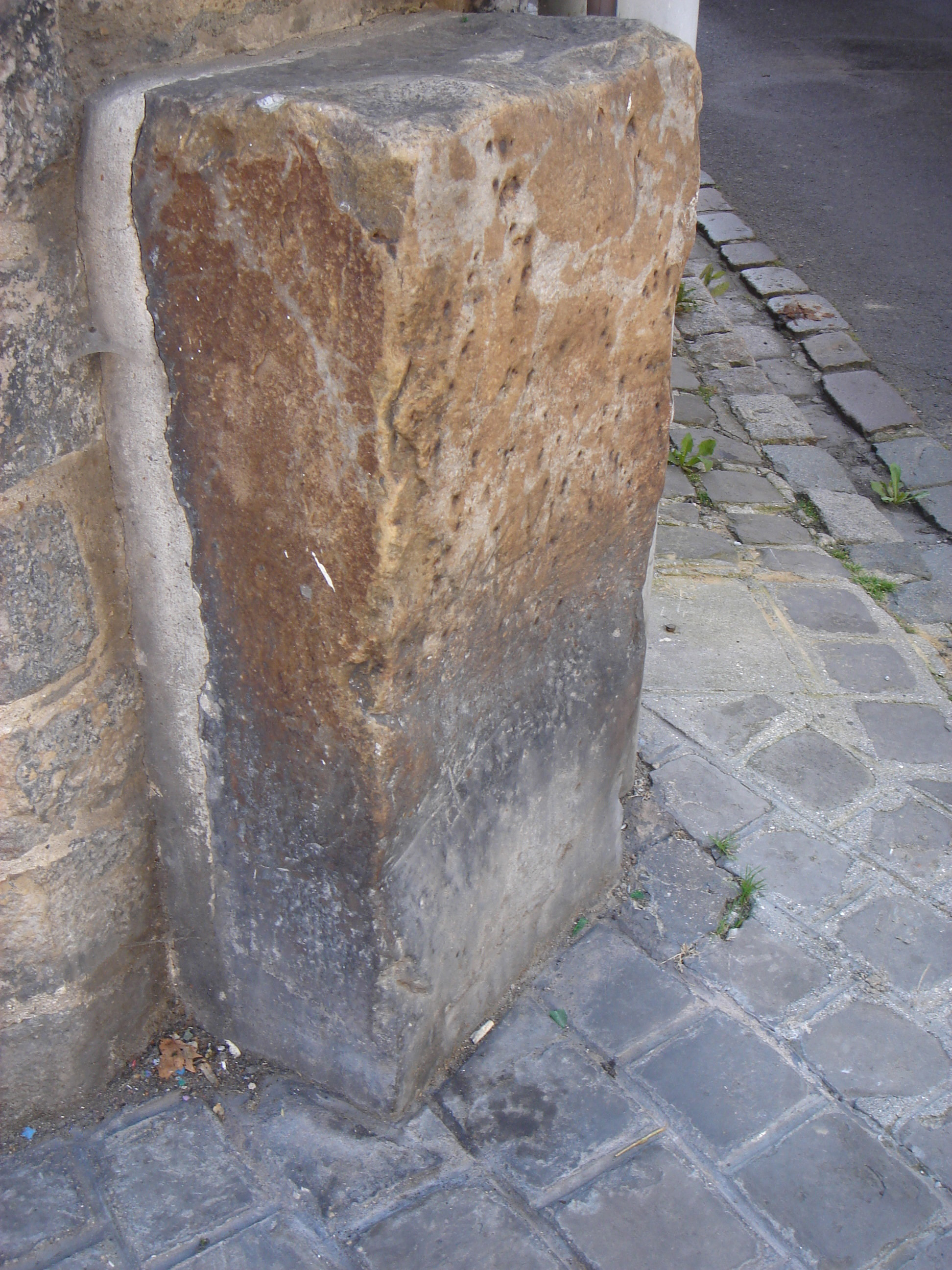
La borne aux clous de Douai à l'angle de la rue des Fransures et de la rue du Pont du Rivage.
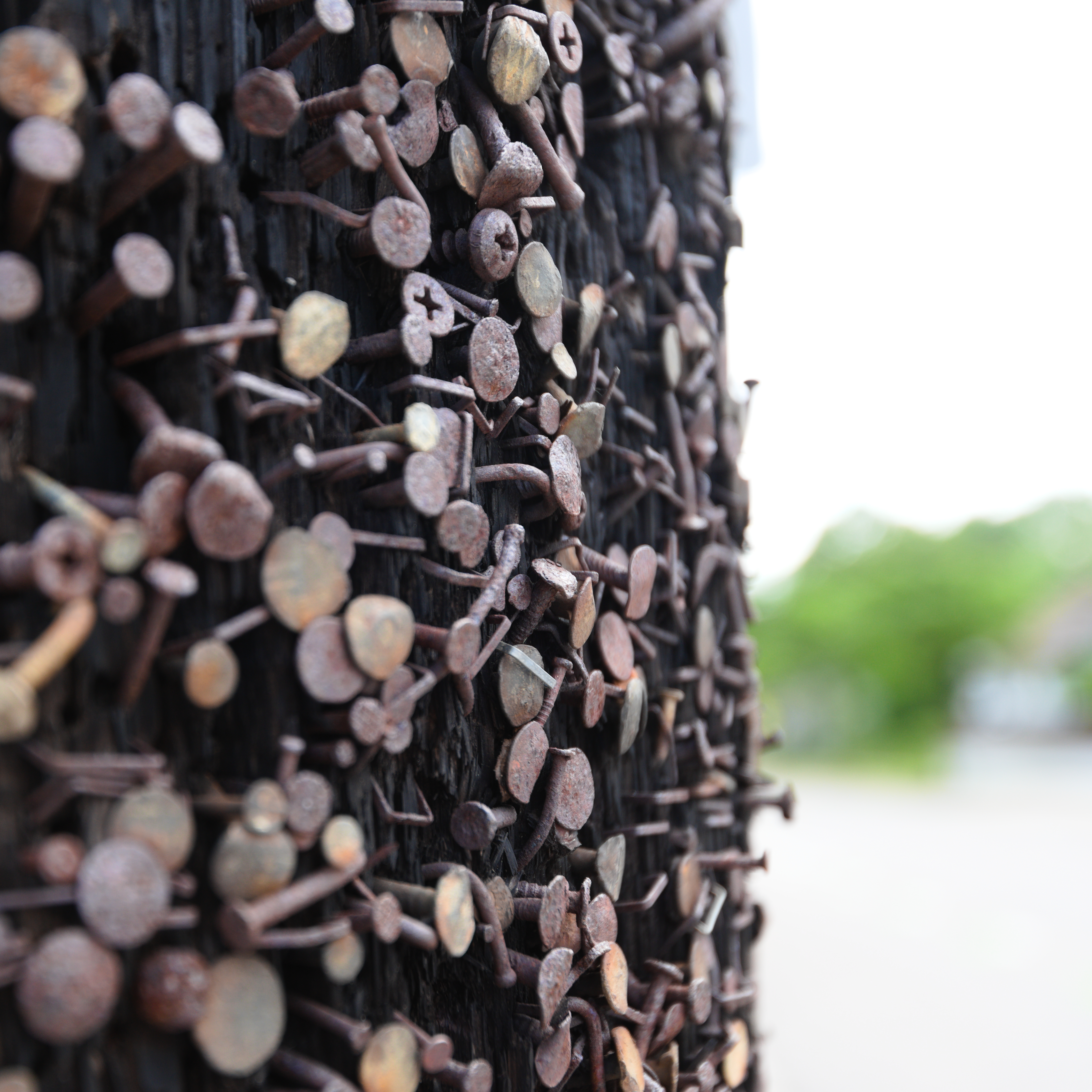
poteau à clou contemporain, Minneapolis
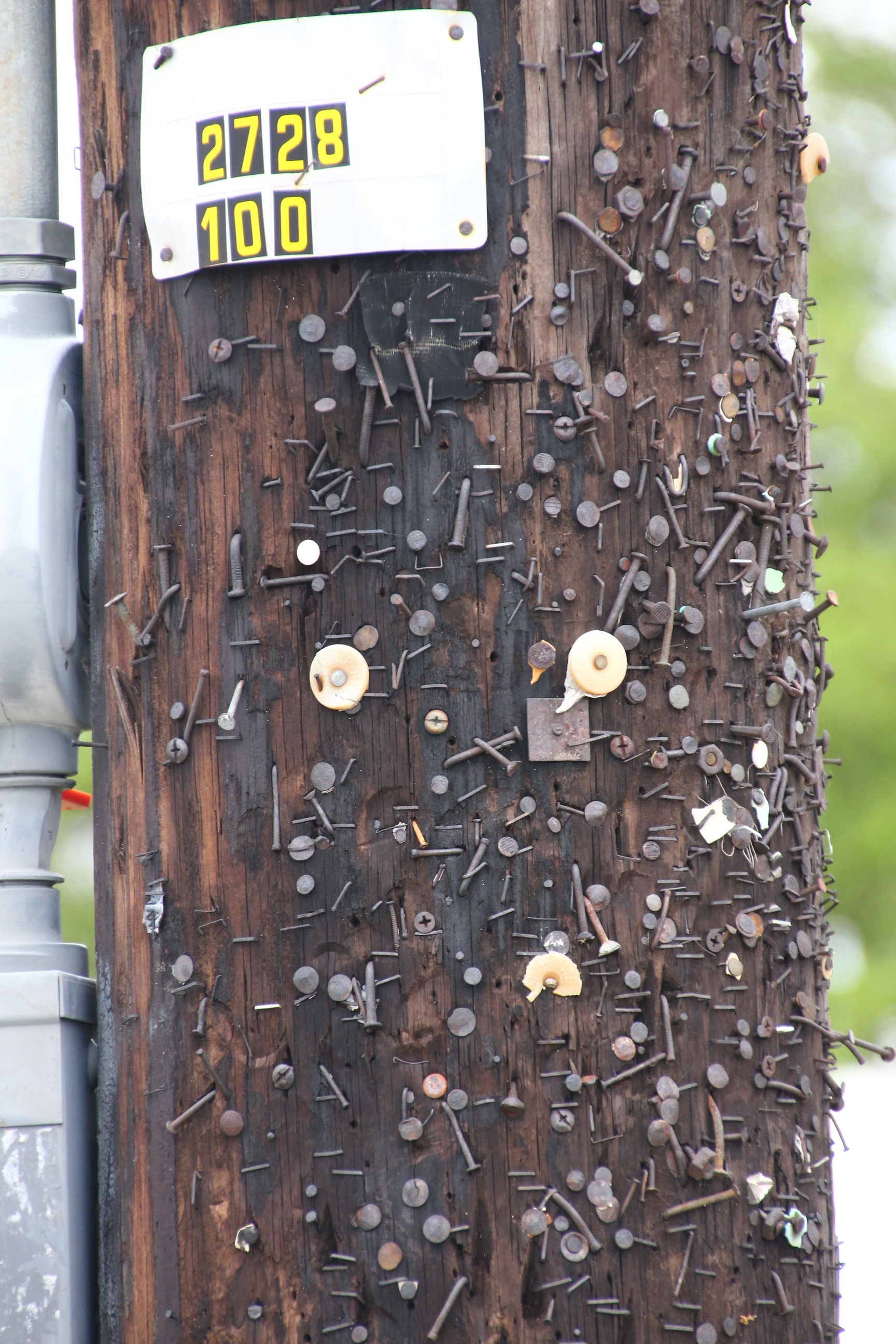
poteau à clou contemporain, États-Unis

### Héraldique
Le clou est un meuble héraldique assez fréquent, surtout sous forme d'un clou de la passion.

Abbaye de Saint-Denis : D'azur à trois fleurs de lys d'or surmontées d'une couronne du même et accompagnées en abîme d'un clou de la passion d'argent
Arbonne (Pyrénées-Atlantiques) : d'or au chêne tauzin arraché de sinople senestré d'un ours levé de sable contre le fût de l'arbre, accompagné à dextre de deux clous de sable posés en chevron versé
Audun-le-Roman (Meurthe-et-Moselle) : d'azur à l'aqueduc de deux rangées d'arcades d'or maçonné de sable au trois clous d'argent, deux en chef, un en pointe
Sauvigney-lès-Pesmes : Palé d'argent et d'azur, à la bande de gueules brochante et chargée de trois clous de la Passion d'or posés à plomb
Blandouet (clous rappelant la présence d'une ancienne industrie du clou) : d'azur à l'écusson d'or au lion de gueules, accompagné de trois clous d'argent, deux en chef et un en pointe
Bouquemont : coupé voûté de gueules à la couronne de laurier d’or, accostée de deux clous d’argent posés en pal, et de sinople à la tête de bouc arrachée d’argent allumée et accornée d’or
Courcelles-sur-Viosne : d'argent au sanglier de sable défendu du champ, soutenu des trois clous de la Passion aussi de sable, l'un posé en pal et les deux autres en chevron renversé

### Dans l'imaginaire moderne

#### La gigantesque statue à clous d'Hindenburg
La Première Guerre mondiale a été l'occasion en Allemagne d'une curieuse utilisation du clou. En 1915, une gigantesque statue en bois de 12m de haut du chef militaire allemand Paul von Hindenburg est érigée à Berlin. Le but est que les patriotes allemands achètent pour quelques marks le droit d'enfoncer des clous dans la statue afin d'aider financièrement l'effort de guerre. D'autres villes imiteront la capitale avec des statues analogues représentant Charlemagne ou un Paysan de fer. Les journaux français de l'époque ironisent sur l'analogie avec les fétiches idolâtres,,.

#### Ordre du clou et clavologie
En 1952, le pataphysicien Félix Benoît crée l'ordre du clou, situé au no 16 rue du Bœuf à Lyon à l'Institut des sciences clavologiques. Les membres se réunissent dans une cave du Vieux-Lyon. Chaque nouveau membre doit se présenter muni d'un clou. Un des membres de cet ordre est le poète Tristan Maya,.

#### Sculptures modernes

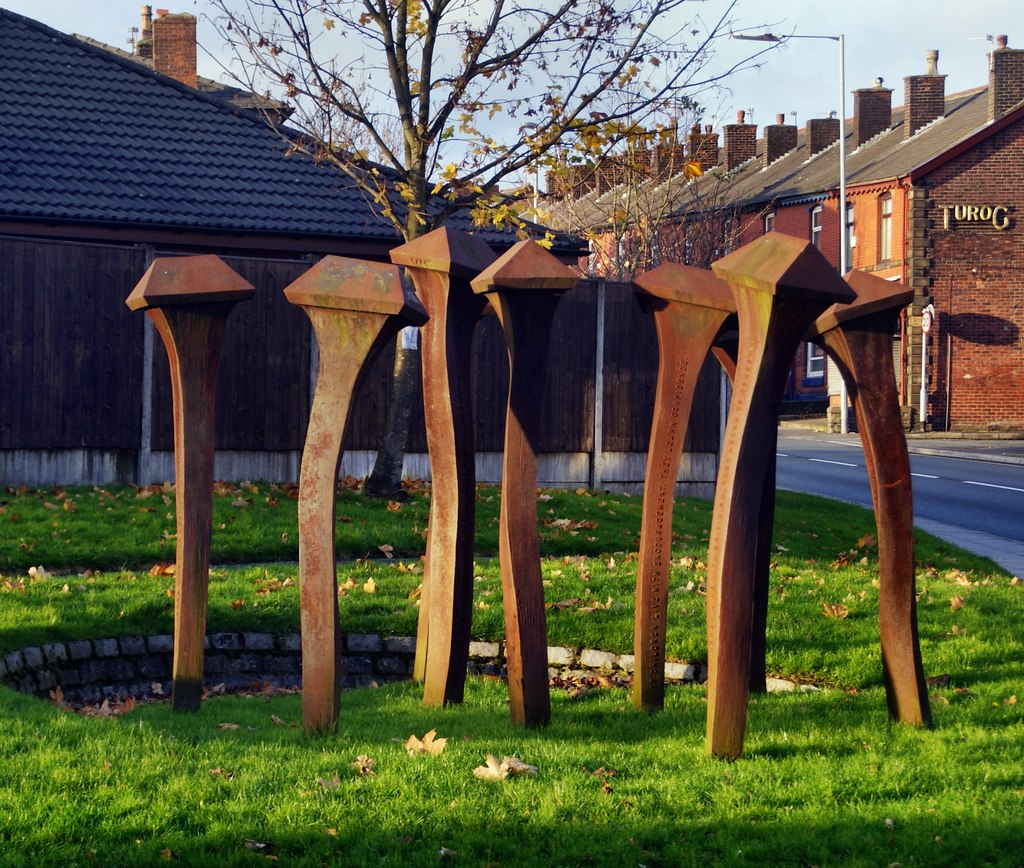
Les Clous du foyer, Bury, près de Manchester
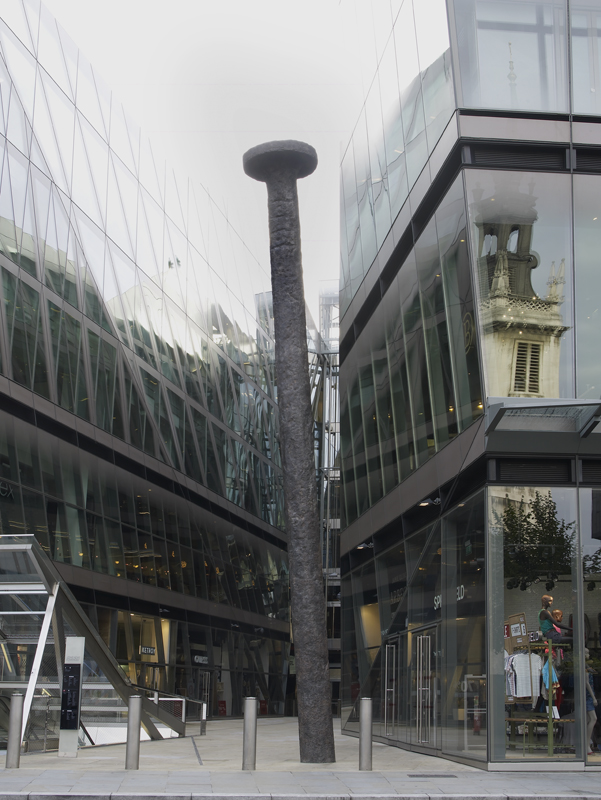
Le Clou, sculpture de Gavin Turk, New Change, Londres

## Symbolique du clou dans le monde

### L'Étoile polaire est le clou qui soutient le monde
Chez plusieurs peuples, l'étoile polaire est vue comme le clou immobile qui soutient le centre de la voute céleste. On rencontrait cette croyance principalement dans les régions proches du pôle Nord, où l'étoile polaire est proche du zénith. C'est le cas chez les Samis, les Islandais et plusieurs peuples sibériens. L'étoile polaire porte ainsi les noms de Clou du Nord en Laponie, Clou Mondial dans la poésie des skaldes, Clou du Ciel chez les Samoïèdes ou encore Étoile de Clou chez les Tchouktches et Koriaks.
Cette même idée est retrouvée dans le monde arabe, notamment en Syrie où  المسمار al-Mismār, le Clou, est le nom populaire du pôle.

### Les clous de protestation helvétiques
En Valais, la levée de la matze représente le désaccord de la population vis-à-vis de décisions politiques, c’était une coutume des XVe et XVIe siècle. Un tronc avec ses racines est gravé des traits d’un visage et érigé sur la place centrale du village. Chaque citoyen mécontent y frappe alors son clou. Une fois présenté aux dirigeants, le nombre de clous plantés dénote de la virulence du mouvement,
.

### Fétiches cloutés du Loango
Dans le royaume de Loango, un État de la côte d’Afrique centrale du XVe au XIXe siècle existaient les N’Kondi, statuettes de forme humaine ou animale garnies de lames de métal ou de clous. Chaque clou correspond à un litige pour le règlement duquel on a évoqué le pouvoir magique de l’objet. Conçues pour la communauté dont elle scelle les alliances, les pactes, les conciliations, ces statuettes doivent leur pouvoir à la charge magique enfermée dans le reliquaire miroir par le nganga (féticheur). Ces fétiches de bois transpercés de clous de fer avaient le pouvoir d’éloigner le danger et les blessures et de renvoyer les mauvais sorts,,.

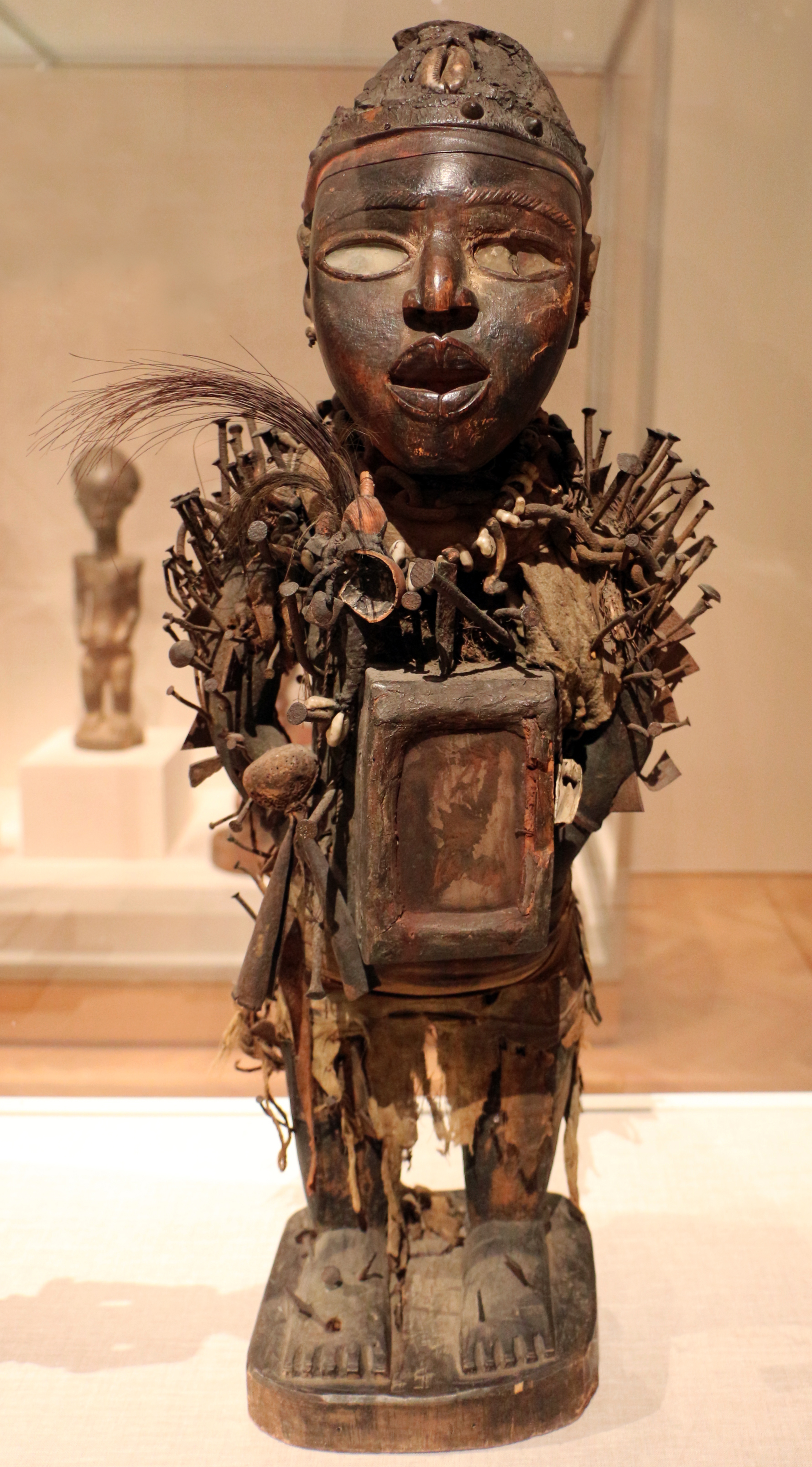
N'Kongi du Loango, Art Institute of Chicago
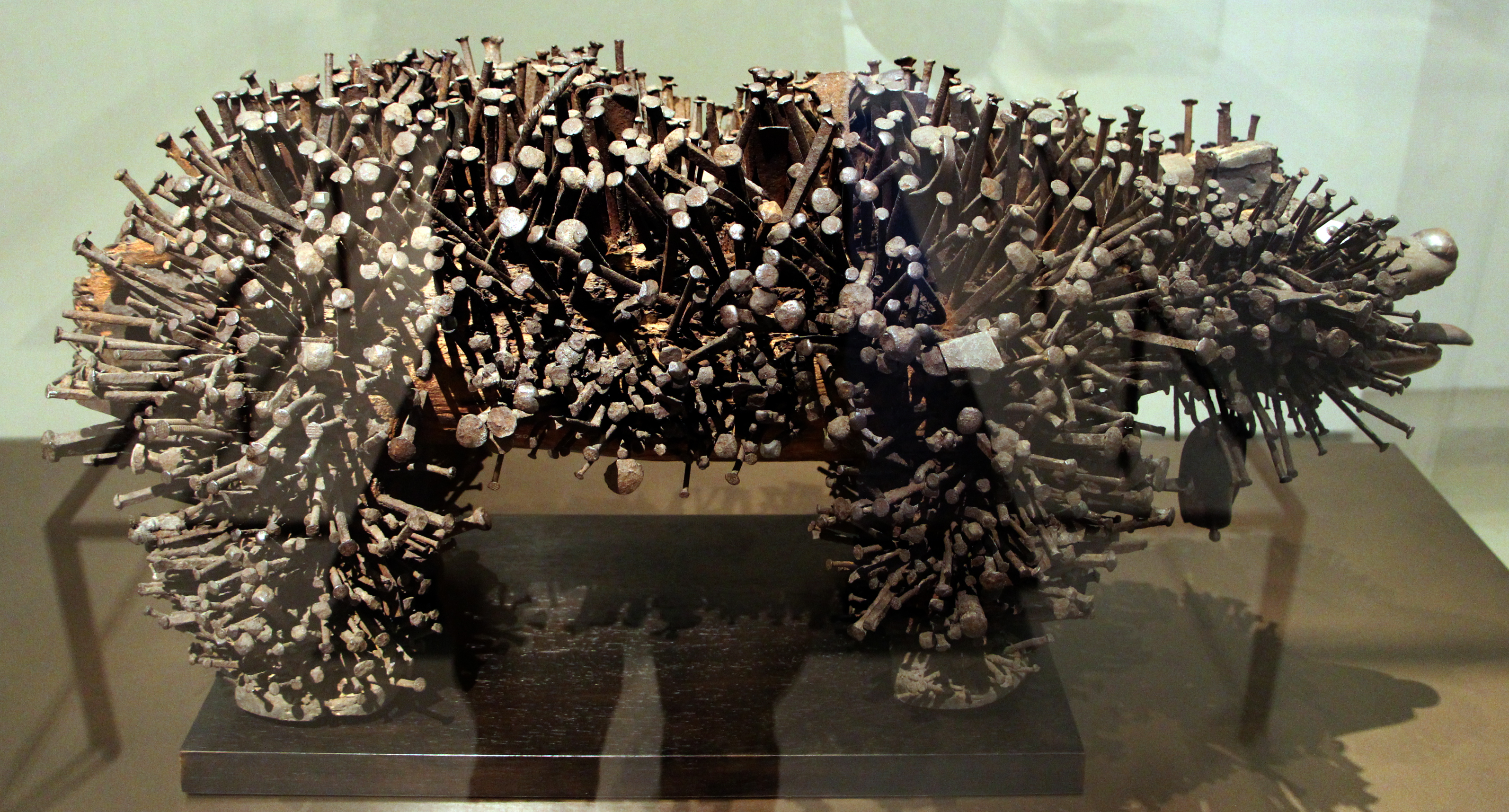
N'Kongi du Loango, Louvre
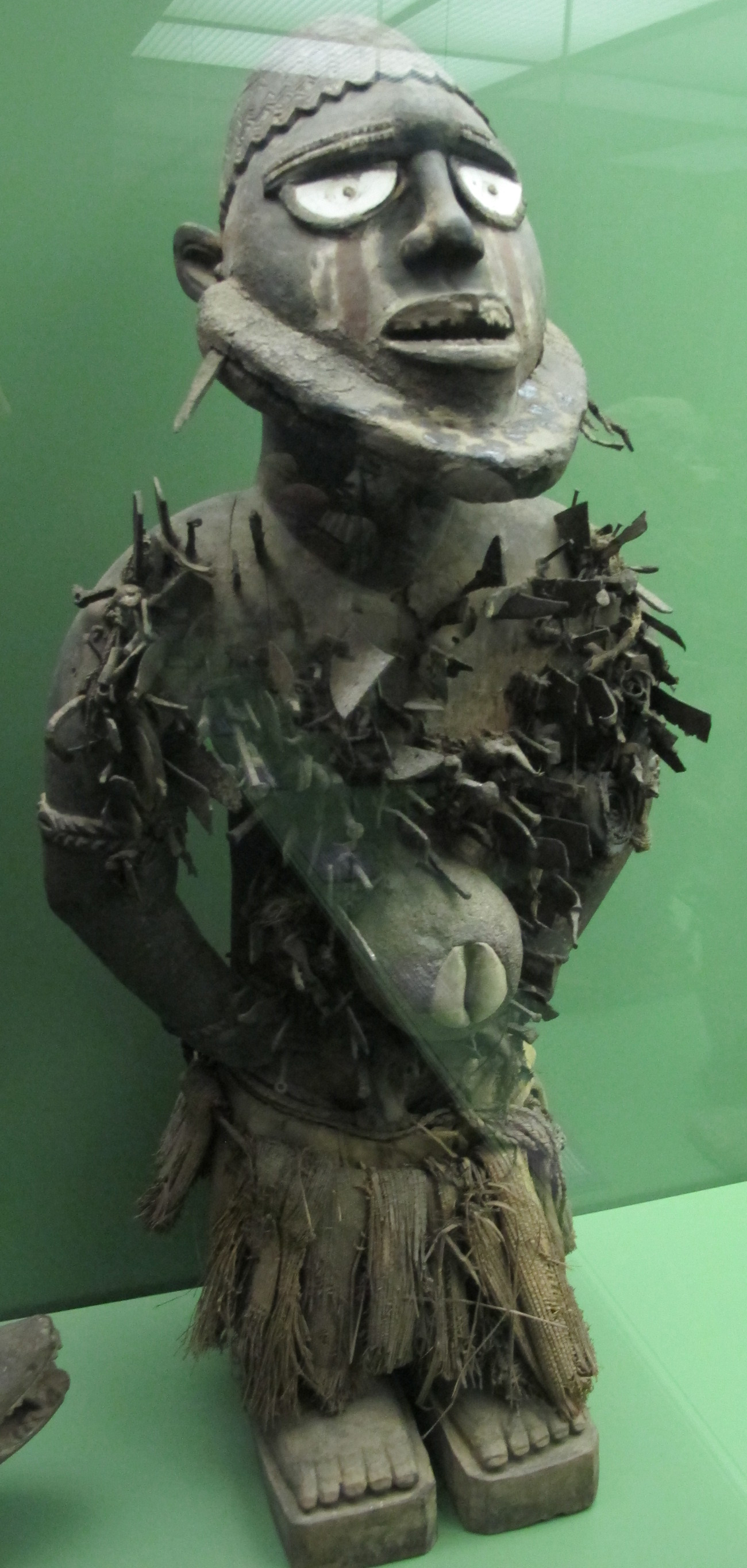
N'Kongi du Loango
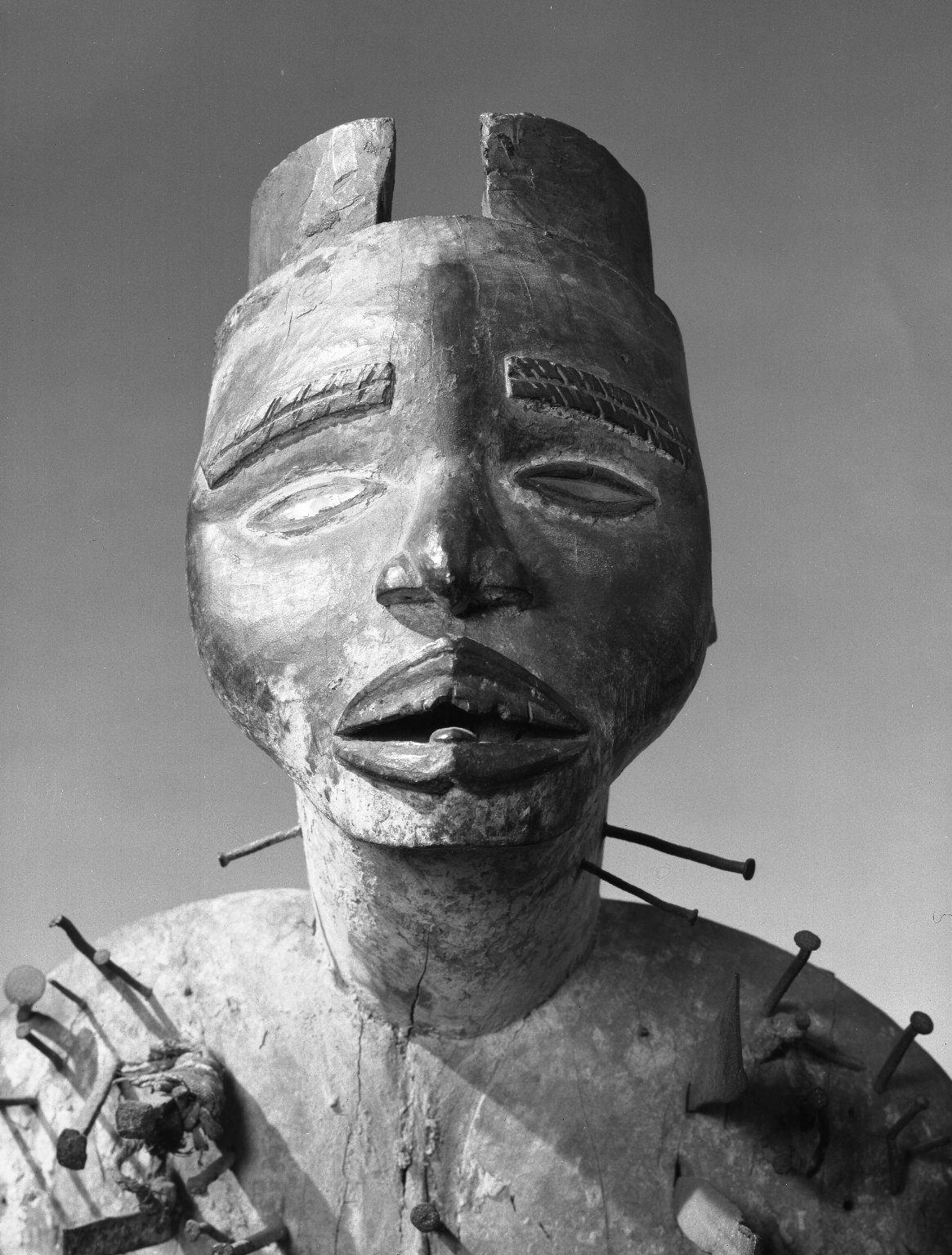
N'Kongi du Loango, Brooklyn Museum
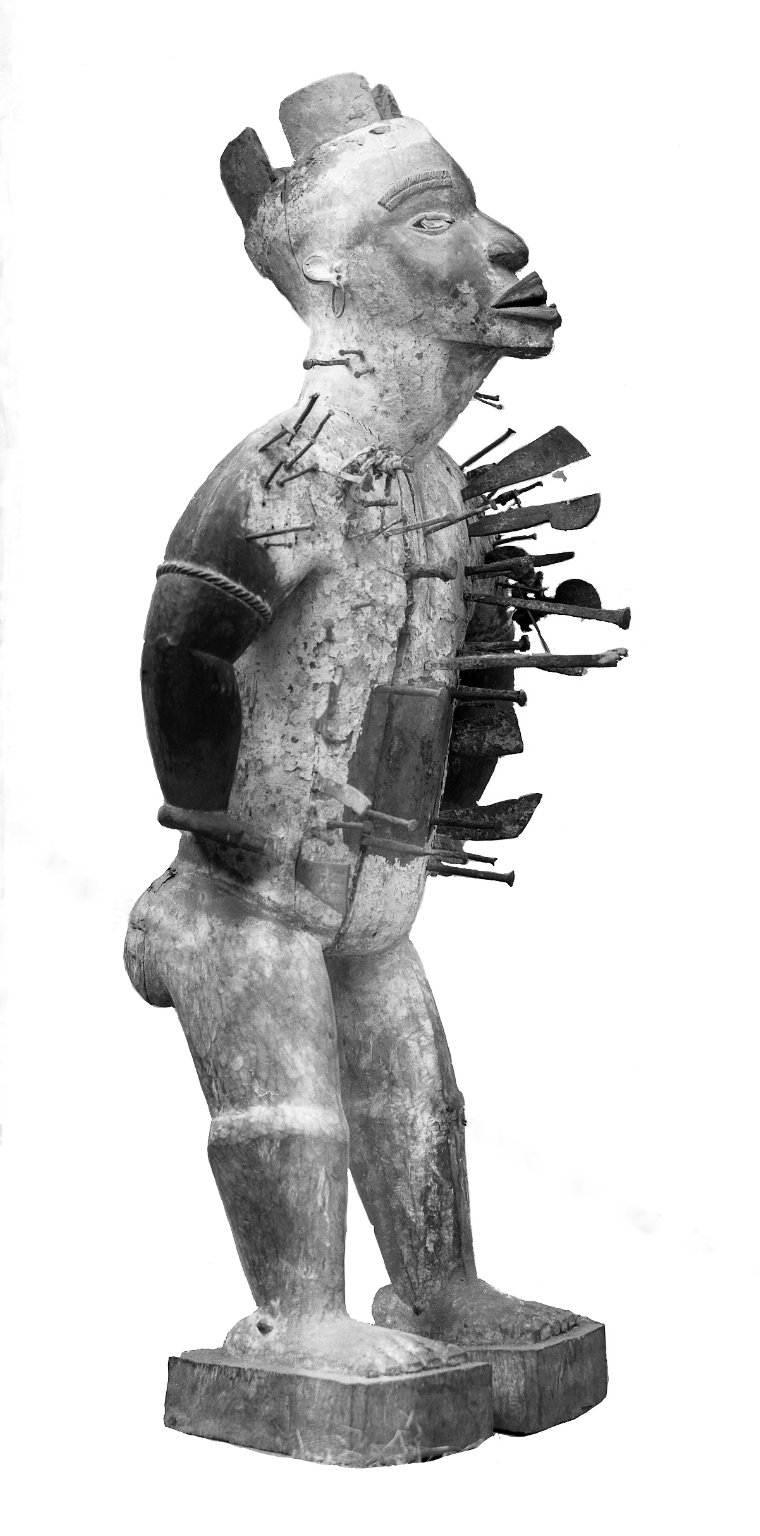
N'Kongi du Loango, Brooklyn Museum
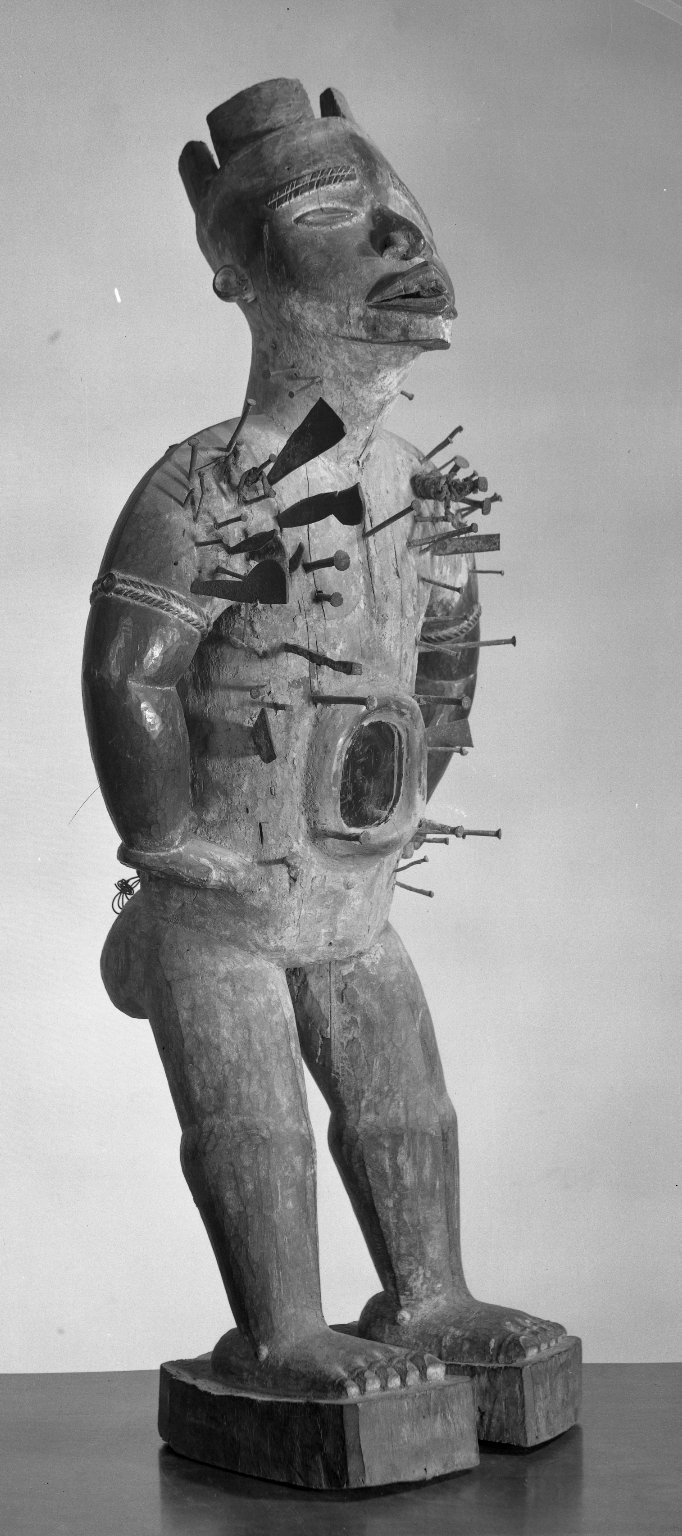
N'Kongi du Loango, Brooklyn Museum
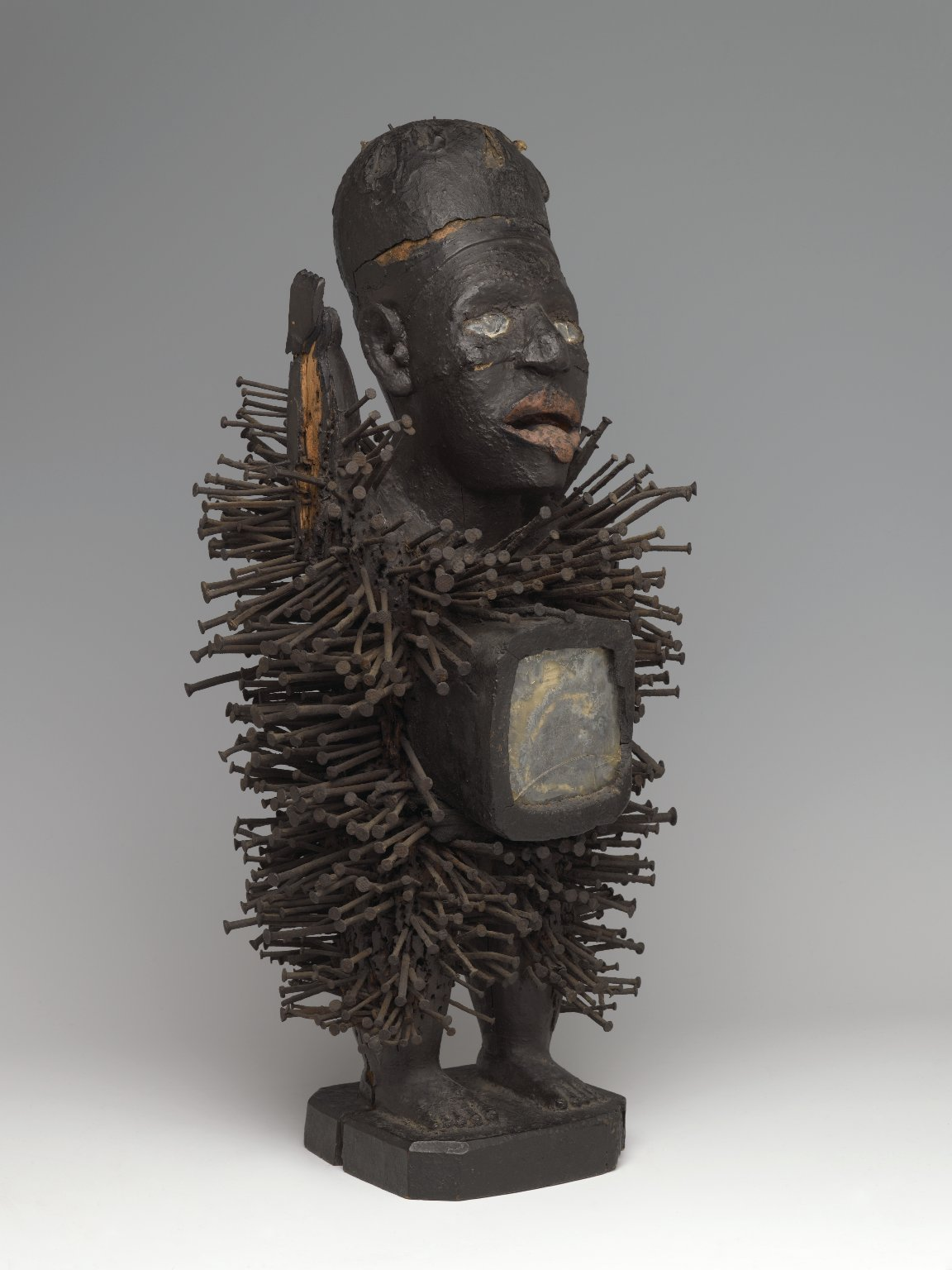
N'Kongi du Loango, Brooklyn Museum
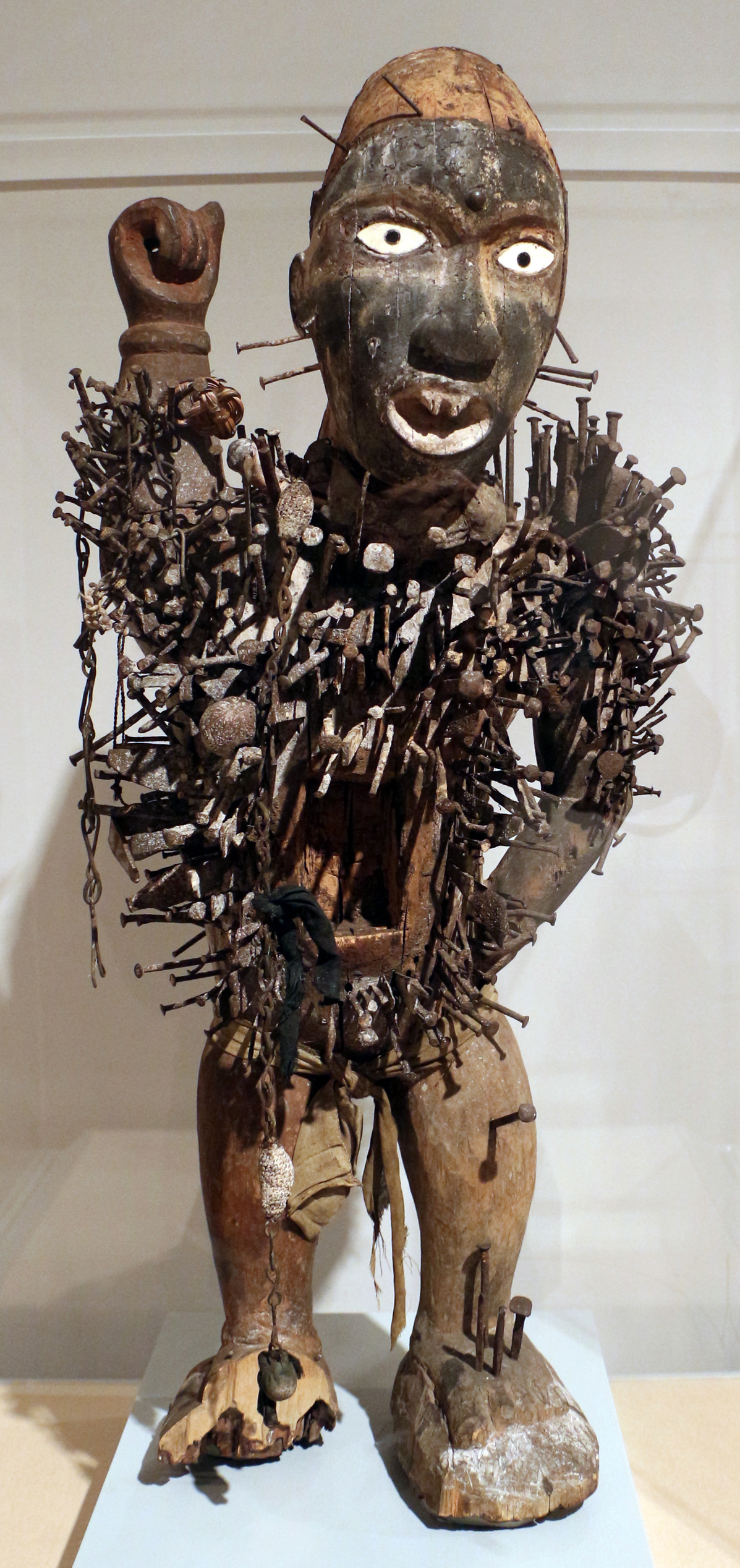
N'Kongi du Loango, Carnegie Museum of Art
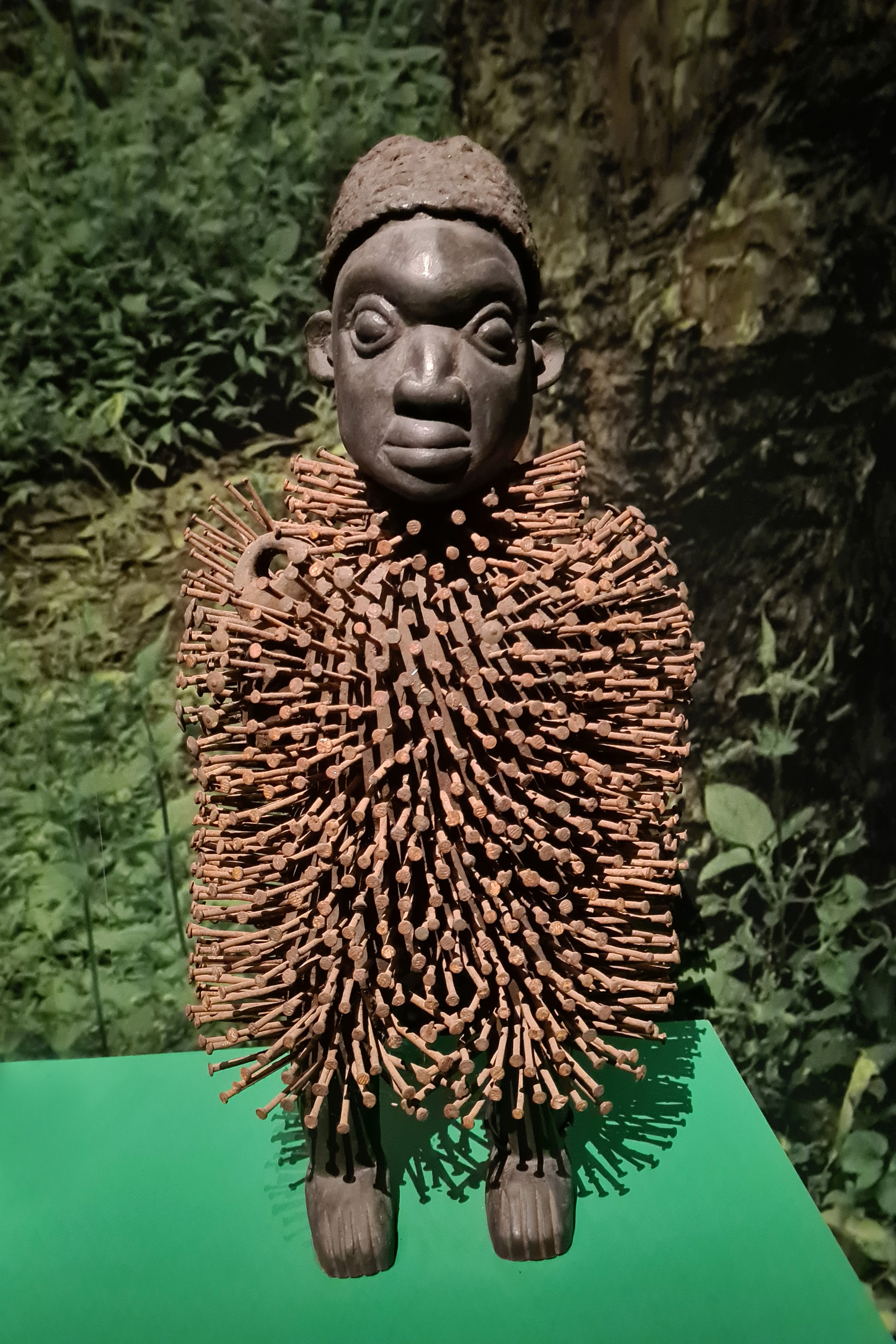
Fétiche Bangoua du Cameroun, prêté et exposé au musée du quai Branly
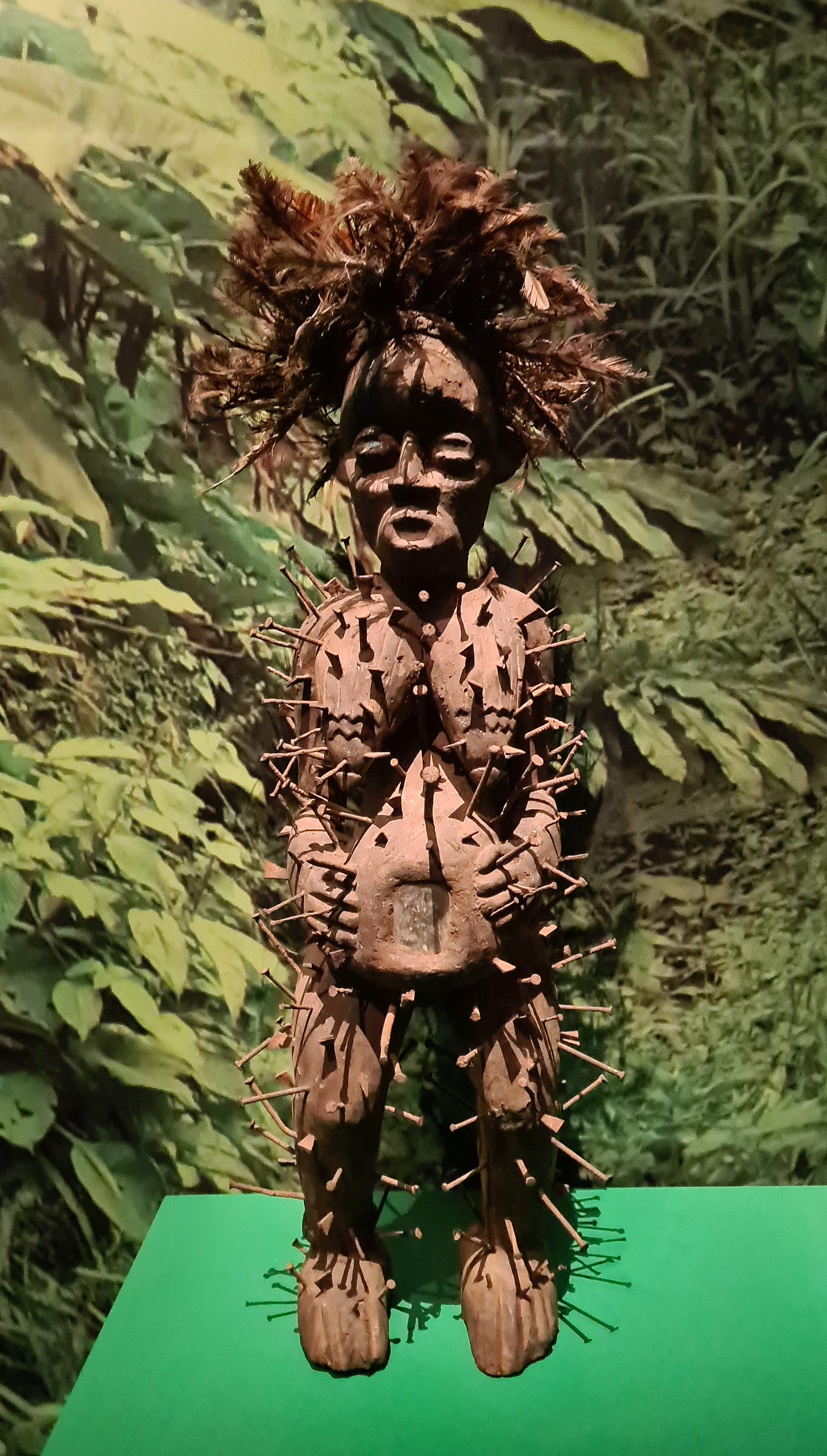
Fétiche Bangoua du Cameroun, prêté et exposé au musée du quai Branly

### Le Dieu des dents au Népal

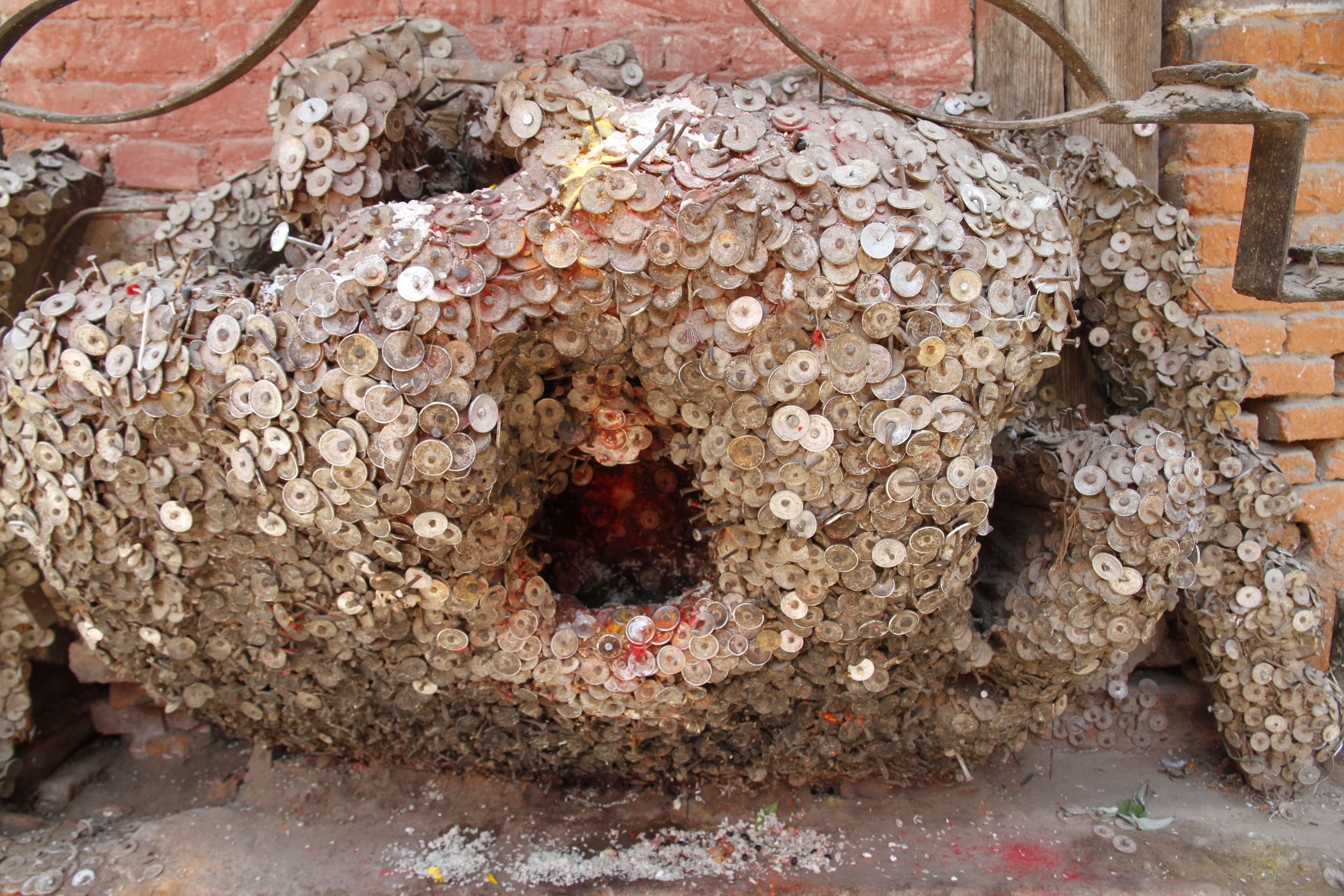
Vaisha Dev à Kathmandou, contre les maux de dents

Le sanctuaire de Vaisha Devest un tronc de bois à Bangemudha, Katmandou. Le sanctuaire est dédié à la déesse Vaisha Dev, qui est la sainte patronne des maux de dents des Newars. Les personnes souffrant de maux de dents se rendaient au sanctuaire pour y clouer des pièces de roupies népalaises, dans l'espoir de les soulager. Le tronc contient des milliers de pièces clouées dessus. On peut noter la forte analogie avec certains arbres à clous européens.

### Direkht i fazelen Perse
De manière comparable aux arbres cloutés européens, en Perse autrefois, une antique tradition honorait des arbres remarquables, les Direkht i fazel (excellents arbres), en les couvrant de clous,. Le voyageur Jean Chardin en témoigne lors de son voyage en Perse à la fin du 17e : « Il y a partout en Perse de ces vieux arbres révérés superstitieusement par le peuple, qui les appelle dract fasels, c'est-à-dire, des arbres excellents. On les voit tout lardés de clous, pour y attacher des pièces d'habillement, par vœu, ou d'autres enseignes. ». À Blidah (Algérie), les femmes en pèlerinage plantaient des clous dans un vieil olivier, regardé comme sacré, pour conjurer les maux et les chagrins.

### Viet-Nam
Dans le sud du Viet-Nam, on fixait dans son tombeau l'esprit malfaisant d'un étranger avec un clou ou une barre de fer qu'on enfonçait dans le tumulus à hauteur de la tête.

### Japon
Ushi no toki mairi (丑の時参り, « Visite du sanctuaire à l'heure du bœuf ») est un procédé de malédiction traditionnel au Japon, mené au cours de l'heure du bœuf (entre 1h et 3h de la nuit). Le praticien - généralement une femme - tout de blanc vêtu et couronné d'un anneau de fer fixé avec trois bougies verticales allumées, enfonce des clous dans l'arbre sacré d'un sanctuaire shinto. Dans la pratique habituelle contemporaine, les clous sont enfoncés dans une effigie en paille de la victime, empalée sur l'arbre situé derrière elle. Le rituel doit être répété sept jours de suite, après quoi il est admis que la malédiction a réussi, causant la mort de la victime. Cependant, être témoin de la pratique est supposé annuler le sortilège. Le Kibune-jinja à Kyoto est fortement associé à ce rituel.